# Triest

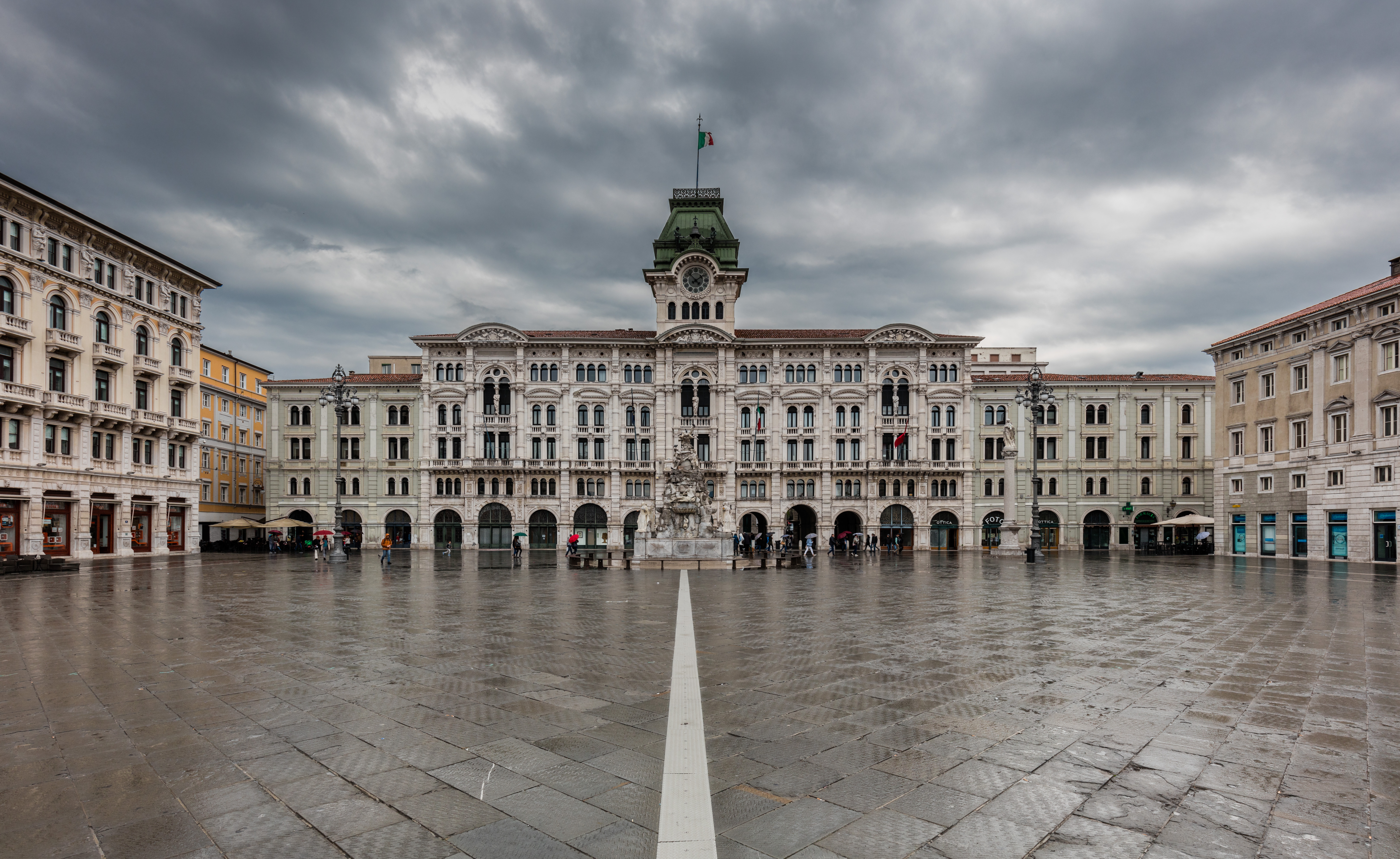
Das Rathaus an der Piazza dell’Unità d’Italia

Triest ([triˈɛst], in Südtirol auch [ˈtriəst] triestinisch/venetisch sowie italienisch Trieste, furlanisch Triest, slowenisch, serbisch, kroatisch Trst, lateinisch Tergeste) ist eine in Norditalien am Golf von Triest gelegene Hafen- und Großstadt mit 198.668 Einwohnern (Stand 31. Dezember 2024), darunter eine slowenische Minderheit. Triest liegt an der oberen Adria direkt an der Grenze zu Slowenien, ist Hauptstadt der autonomen Region Friaul-Julisch Venetien und war bis 2017 Hauptstadt der Provinz Triest, bevor diese aufgelöst wurde.

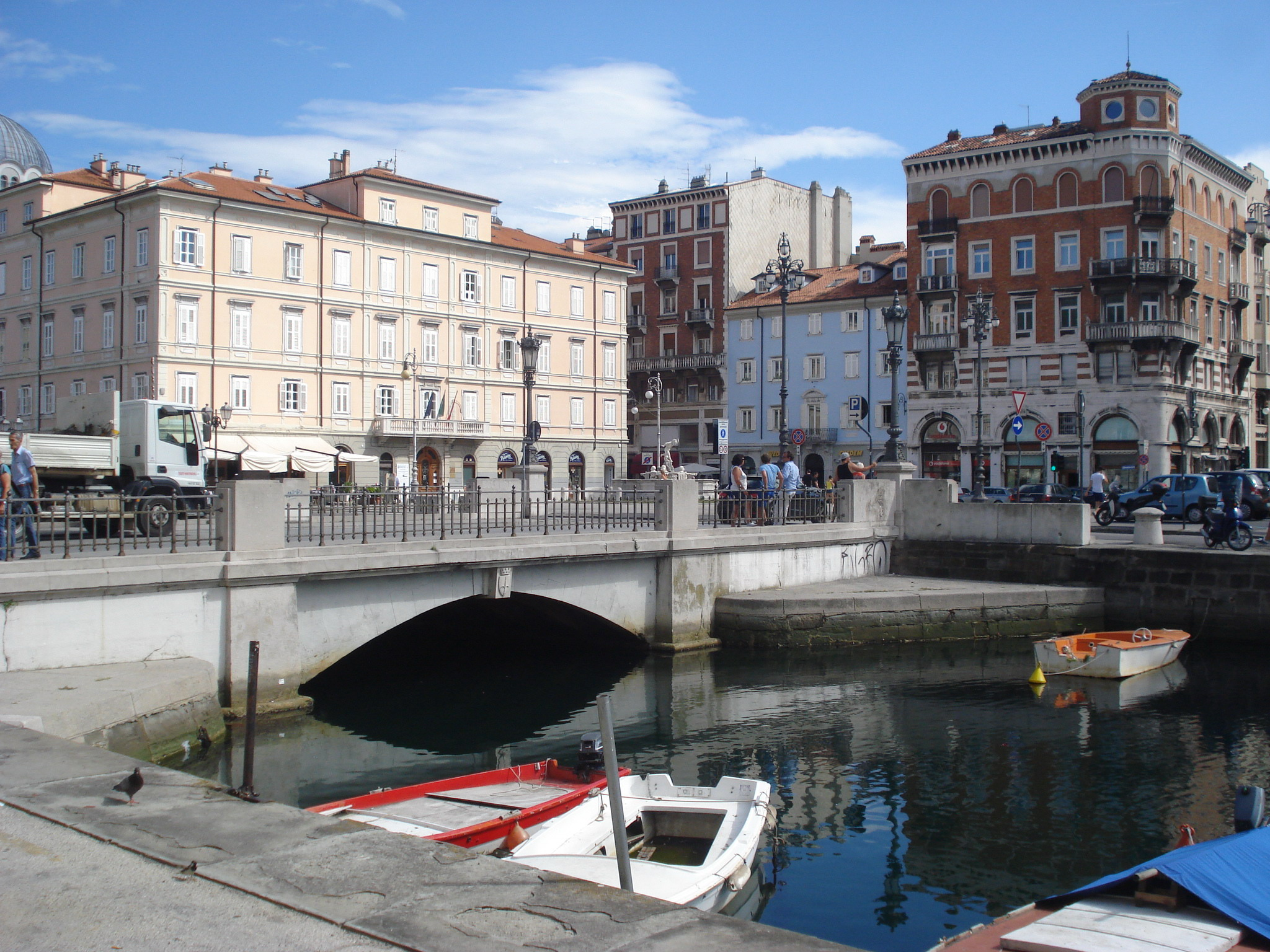
Ponterosso-Platz in der Stadtmitte

Triest ist Sitz des römisch-katholischen Bistums Triest. Die Stadt ist seit 1924 Universitätsstadt und beherbergt zwei bekannte Observatorien für Astronomie bzw. für Geophysik. Sie ist Hauptsitz von weltweit tätigen Unternehmen wie dem Kaffeeproduzenten illycaffè S.p.A., der Versicherungsgesellschaft Generali, dem Schiffbauunternehmen Fincantieri und dem Schifffahrtsunternehmen Italia Marittima (ehemals Lloyd Triestino bzw. Österreichischer Lloyd).

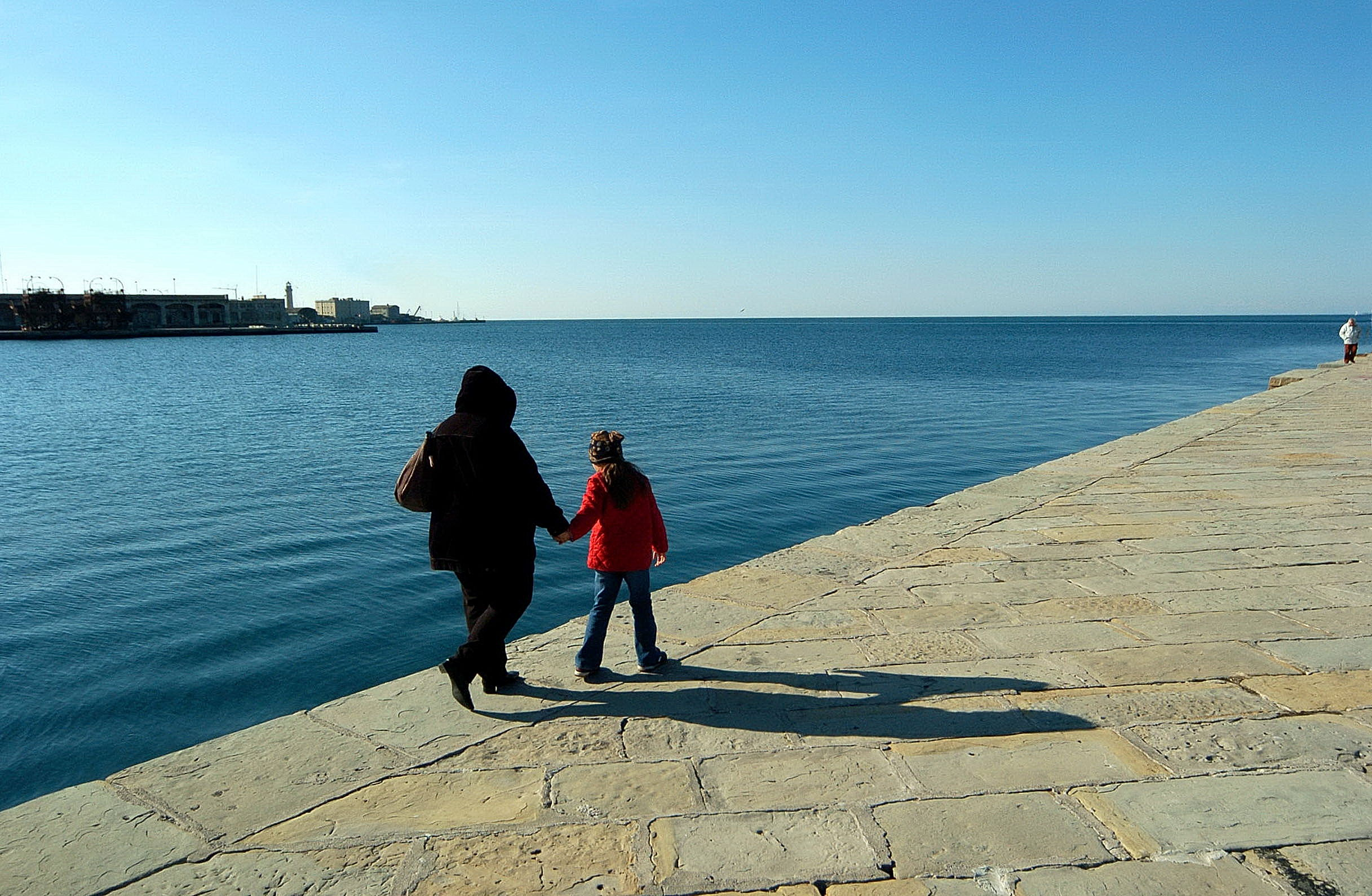
Hafenkai Molo Audace

Bereits 774 wurde Triest Teil des Frankenreiches unter dem späteren Kaiser Karl dem Großen. In der Kontinuität des Kaisertums entwickelte sich aus dem Ostteil des Frankenreiches das Heilige Römische Reich deutscher Nation, dessen Bestandteil Triest mit kurzen Unterbrechungen (siehe Absatz Geschichte) bis zu dessen Untergang 1806 fast 1000 Jahre lang blieb. Auch danach gehörte die Stadt als Teil des dem Deutschen Bund angehörigen Kaisertums Österreich von 1815 bis 1866 zum deutschen Staatsverband. Von 1382 bis 1918 war Triest Teil der Habsburgermonarchie bzw. von Österreich-Ungarn. Es war sein bedeutendster Handelshafen, einer der Stützpunkte der k.u.k. Kriegsmarine sowie Sitz des Statthalters des Österreichischen Küstenlandes (Litorale) bzw. der 1861 daraus gebildeten drei Kronländer Gefürstete Grafschaft Görz und Gradisca, Markgrafschaft Istrien und Reichsunmittelbare Stadt Triest.
Kulturell und historisch blieb Triest auch als Teil Italiens seit 1918 ein Ort des Zusammentreffens von Kulturen, Sprachen, Ethnien und Religionen („Città mitteleuropea“). Nach dem Kriegsende 1945 wurden die Stadt und ihr gemischtsprachiges Hinterland erfolgreich von Jugoslawien beansprucht; nach einem Intermezzo als Freies Territorium Triest unterstand Triest ab 1954 wieder dem italienischen Staat.
Triest geriet durch den Ost-West-Konflikt, als es so wie Berlin an der Bruchlinie zwischen Ost und West lag, jahrzehntelang in eine verkehrspolitische Randposition. Der Nachteil dieser Grenzlage und der daraus resultierende Verlust an wirtschaftlicher Bedeutung fielen mit dem EU-Beitritt Sloweniens 2004 und seinem Beitritt zum Schengen-Raum, der am 21. Dezember 2007 zum Wegfall der Grenzkontrollen zu Italien führte, und dem Beitritt Kroatiens zur EU im Jahr 2013 weg.
Triest ist mit seinem Tiefwasserhafen heute wie vor 1918 ein maritimes Tor für Norditalien, Deutschland, Österreich und Mitteleuropa und gilt als Endpunkt der maritimen Seidenstraße (Maritim Silk Road bzw. 21st Century Maritim Silk Road) mit ihren Verbindungen über den Suezkanal bzw. die Türkei und dem Landweg nach China, Japan und viele Länder Asiens.
Der Hafen von Triest hat ein internationales Zollfreigebiet (Freihafen) mit fünf Freizonen. Seit den 1960er Jahren ist Triest durch seine vielen internationalen Organisationen und Einrichtungen einer der wichtigsten Forschungsstandorte Europas, eine internationale Schul- und Universitätsstadt und hat einen der höchsten Lebensstandards unter Italiens Städten. Die Stadt wurde 2020 als eine der 25 kleinen Städte der Welt mit der besten Lebensqualität und 2021 als eine der zehn sichersten Städte der Welt bewertet. Sie hat in Europa den höchsten Anteil an Forschern und Wissenschaftlern im Verhältnis zur Bevölkerung.

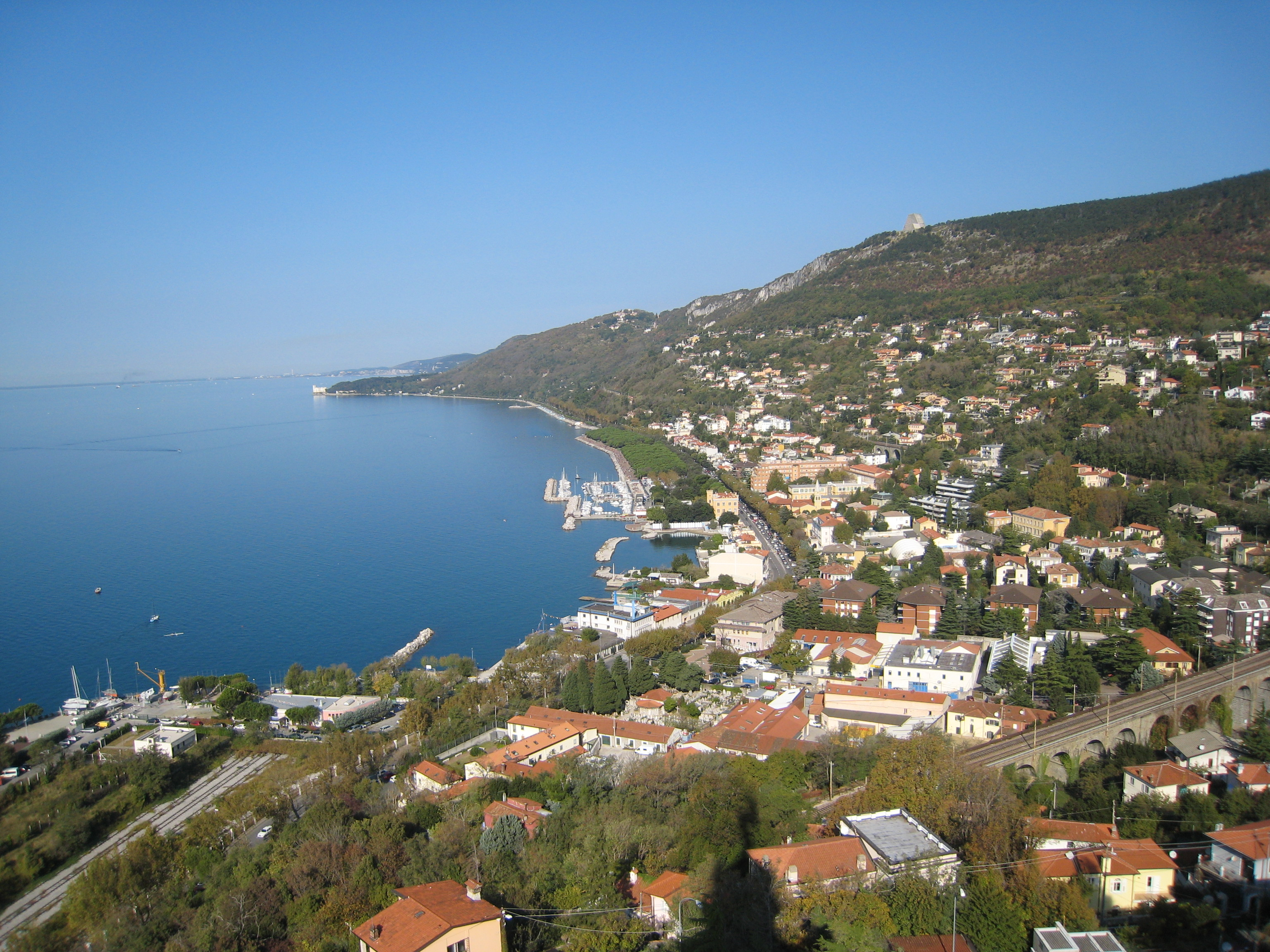
Blick vom Leuchtturm auf den Stadtteil Barcola mit dem Stadtstrand

Triest hat eine sehr lange Küstenlinie, freien Meerzugang in Barcola und ist von Grünland, Wald- und Karstflächen umgeben. In der Stadt befand sich auf dem Molo Sartorio der Mareograf, auf dessen festgelegte Werte aus den Jahren 1875 und 1900 sich in Mitteleuropa die meisten Bezugshöheangaben mit der Kennzeichnung „Meter über Adria“ beziehen. Triest ist auch die Città della Barcolana, wie die Hinweisschilder an den Stadteinfahrten verdeutlichen, und damit jährlicher Austragungsort dieser weltgrößten Segelregatta.
Triest liegt an einem Schnittpunkt der lateinischen, slawischen, griechischen und jüdischen Kultur, wo Mitteleuropa auf den mediterranen Raum trifft. Es gilt daher als eine der literarischen Hauptstädte und wurde wegen seiner unterschiedlichen Ethnien und Religionsgemeinschaften oft als frühes New York bezeichnet. Es gibt daneben noch weitere nationale und internationale Bezeichnungen für die Stadt wie zum Beispiel Trieste città della bora, Città del vento, Trieste città mitteleuropea, Trieste città della scienza – City of Science, Wien am Meer oder Stadt des Kaffees, in denen einzelne prägende Eigenschaften herausgehoben werden.

## Geographie

### Lage
Triest liegt im Nordosten Italiens am Golf von Triest, einer Meeresbucht der Oberen Adria, wenige Kilometer von der slowenischen Grenze entfernt. Die Stadt ist Teil der historischen Region Julisch Venetien (Venezia Giulia), die vor dem Ersten Weltkrieg auch als Österreichisches Küstenland bekannt war und deren Gebiet heute auf die Staaten Italien, Slowenien und Kroatien verteilt ist. Da Triest durch die Grenzziehungen des 20. Jahrhunderts einen Großteil seines Hinterlandes verlor, wurde Julisch-Venetien mit Friaul zur autonomen Region Friaul-Julisch Venetien vereinigt, deren Hauptstadt Triest seit 1962 ist.
Triest und sein Hinterland erstrecken sich vom Abhang einer hohen Küstenstufe des gleichnamigen Karsts (Triestiner Karst), die zum Binnenland in eine steinige, schrattige, kalkhaltige und wasserarme Hochlandschaft übergeht, hin zu einer küstennahen Flachlandzone am Adriatischen Meer. Die hoch gelegenen Landschaftsbereiche sind für ihre Höhlen, Dolinen und andere Karstformen bekannt. Das Stadtgebiet von Triest dehnt sich dabei südwärts in ein Flyschgebiet aus, das in Form einer Doppelmulde über das Stadtgebiet und die Landesgrenze hinaus bis nach Pazin reicht.
Charakteristisch für diese Gegend ist auch der Bodentyp Terra rossa, ein aus Kalkstein-Verwitterung hervorgegangener roter Lehm, der besonders für den Anbau von Wein geeignet ist. Im Weinbaugebiet Carso, das die Stadt Triest umschließt, wird vor allem die Weinrebe Carso Terrano, eine Varietät der Rebsorte Refosco, angebaut. Das Anbaugebiet erhielt 1985 das Qualitätssiegel DOC. 1986 eröffnete die Provinz Triest zwischen den Ortschaften Opicina und Sistiana die Terrano-Weinstraße („Strada del vino Terrano“).
Als wichtigster Hafen Österreichs bzw. Österreich-Ungarns (1382–1918) wurde Triest zu einem Zentrum der Nautik und der Meereskunde. Das Hafenbecken erhielt am Molo Sartorio einen langfristig beobachteten Pegel, auf den sich seit dem 19. Jahrhundert das mitteleuropäische Höhensystem Meter über Adria bezieht; er wurde von der 1841 gegründeten Wetterwarte betreut, die heute zum Geophysikalischen Institut Triest gehört.

### Klima
In Triest herrscht ein feucht-subtropisches Klima (Cfa-Klima nach Köppen). Es zeichnet sich durch heiße, regenreiche Sommer und milde, regenreiche Winter aus. Im Sommer wird eine Durchschnittstemperatur von 25 °C, im Winter von 8 °C erreicht.
Die sommerlichen Wassertemperaturen bewegen sich in Küstennähe von 24 °C bis zu 28 °C. Der jährliche Niederschlag beträgt ca. 1023 mm, die relative Luftfeuchtigkeit 64 %. In Triest herrscht an ca. 200 Tagen im Jahr Windstille. In der Stadt ist es somit im Vergleich zu anderen Meeresstädten nicht besonders windig.
Charakteristisch für das Klima von Triest sind verschieden auftretende Winde, wie Bora und Scirocco. Die Winde sind die Ursache für das günstige Klima der Stadt, da es selten zur selben Zeit kalt und nass ist. Manche Winde sind nicht von Jahreszeiten abhängig, sondern entstehen im Verlaufe bestimmter Wetterkonstellationen. Im Laufe der Zeit haben sich dafür traditionell überlieferte Bezeichnungen verfestigt. Sie besitzen Namen etwa wie Grecale, Libeccio, Maestrale, Tramontana oder Ponente.
Die oft im Winter, aber auch im sonstigen Jahr aufkommende Bora ist ein kalter, trockener Fallwind aus Nordosten, der plötzlich beginnt, auch wochenlang andauern kann und in starken Böen vom Land auf das offene Meer bläst. Er wird in der Bucht von Triest kanalisiert und erreicht dadurch in der Stadt hohe Windgeschwindigkeiten, in Einzelfällen weit über 100 km/h. Während die hohen Windgeschwindigkeiten im Stadtgebiet von Triest besonders im Winter in Verbindung mit Eis und Schnee zu Chaos führen können, hat die Bora auf das Wohlempfinden der Menschen positive Auswirkungen. Man sagt: „Die Bora bläst die schlechten Launen fort.“ Viele Kranke fühlen sich an Boratagen von ihren Leiden, der Wetterfühligkeit und den Schmerzen befreit.
Der seltenere Scirocco ist im Gegensatz zur Bora ein warmer, feuchter Ost-Südostwind, der von schweren Wolken und Regen begleitet wird. Im Sommer ist der Libeccio am häufigsten, eine leichte Brise aus Südwesten durch Fallwinde aus den Apenninen, die vom Meer Richtung Land weht und warme Sommernächte abkühlt. Die Tramontana ist ein kalter Winterwind und folgt der Bora oder dem Maestro in deren Anschluss. Sie kann sehr schnell aufkommen, was mit einem Temperaturabfall oder mit dem plötzlichen Ende lokaler Winde beginnt.
Die meteorologische Station im Triester Hafen gehört zum Istituto Tecnico Nautico “Tomaso di Savoia”. Ebenfalls betreibt die Universität Triest eine meteorologische Mess- und Beobachtungsstation im Stadtgebiet.
Infolge des Klimas und trotz der nördlichen Lage kann in Triest einerseits noch ausgezeichnetes Olivenöl gewonnen werden (man spricht von der Lage der Stadt an der Olivenöl-Buttergrenze) und andererseits kämpft die Stadtverwaltung bzw. kämpfen die Hauseigentümer regelmäßig mit Termitenbefall der historischen Immobilien.
|                       | Jan | Feb | Mär  | Apr  | Mai  | Jun  | Jul  | Aug  | Sep  | Okt  | Nov  | Dez |   |      |
| Mittl. Tagesmax. (°C) | 7,0 | 8,7 | 12,0 | 16,8 | 21,8 | 25,4 | 28,1 | 27,4 | 23,6 | 18,1 | 12,4 | 8,3 | ⌀ | 17,5 |
| Mittl. Tagesmin. (°C) | 3,1 | 4,1 | 6,4  | 9,9  | 14,0 | 17,5 | 19,9 | 19,6 | 16,7 | 12,7 | 8,0  | 4,4 | ⌀ | 11,4 |
|                       |     |     |      |      |      |      |      |      |      |      |      |     |   |      |
| Niederschlag (mm)     | 71  | 62  | 77   | 87   | 81   | 102  | 71   | 101  | 102  | 87   | 114  | 92  | Σ | 1047 |
|                       |     |     |      |      |      |      |      |      |      |      |      |     |   |      |
| Sonnenstunden (h/d)   | 3,1 | 4,2 | 4,6  | 5,9  | 7,3  | 8,1  | 9,3  | 8,4  | 7,0  | 5,4  | 3,3  | 2,7 | ⌀ | 5,8  |
|                       |     |     |      |      |      |      |      |      |      |      |      |     |   |      |
| Regentage (d)         | 8   | 7   | 8    | 9    | 9    | 9    | 7    | 7    | 7    | 8    | 9    | 8   | Σ | 96   |
|                       |     |     |      |      |      |      |      |      |      |      |      |     |   |      |
| Wassertemperatur (°C) | 10  | 9   | 9    | 13   | 17   | 21   | 23   | 25   | 23   | 19   | 15   | 12  | ⌀ | 16,4 |
|                       |     |     |      |      |      |      |      |      |      |      |      |     |   |      |
| Luftfeuchtigkeit (%)  | 67  | 65  | 61   | 63   | 64   | 66   | 63   | 63   | 67   | 69   | 65   | 67  | ⌀ | 65   |

| 3,1 |

| 4,1 |

| 6,4 |

| 9,9 |

| 14,0 |

| 17,5 |

| 19,9 |

| 19,6 |

| 16,7 |

| 12,7 |

| 8,0 |

| 4,4 |

| 3,1 |

| 4,1 |

| 6,4 |

| 9,9 |

| 14,0 |

| 17,5 |

| 19,9 |

| 19,6 |

| 16,7 |

| 12,7 |

| 8,0 |

| 4,4 |

## Geschichte

### Gründung
Zur Zeit der Gründung Aquileias durch die Römer war die Gegend um Triest von keltischen und illyrischen Stämmen bewohnt. Als die Römer ab 177 v. Chr. von Aquileia aus Feldzüge nach Istrien unternahmen, erhielten sie Unterstützung durch Bewohner einer Ortschaft namens Tergeste, des ersten Ortes in Illyrien, im Gebiet der Histrer. In diese Zeit fällt auch die Gründung von drei römischen Militärlagern, der 13 Hektar großen Hauptanlage San Rocco zwischen den zwei kleineren Forts in Monte Grociana Piccola im Nordosten und Montedoro im Südwesten. Im Jahr 128 v. Chr. kam es zur erstmaligen Ansiedlung römischer Bürger in Tergeste. Die Siedlung Tergeste wurde vom griechischen Geografen Artemidor von Ephesos 104 v. Chr. erwähnt und war damals bereits eine römische Ansiedlung auf dem heutigen Stadthügel San Giusto, wo auch die Siedlungsursprünge liegen.
In der zweiten Hälfte des 1. Jahrhunderts v. Chr. wurde im Triestiner Vorort Barcola eine aufwändige fürstliche römische Villa errichtet. Diese private Villa befand sich zwischen dem heutigen Friedhof und der Kirche San Bartolomeo, ungefähr auf der Höhe Viale Miramare 48, unmittelbar am Meer mit einmaligem Panoramablick. Die Villa Maritima erstreckte sich an der Küste entlang und gliederte sich in Terrassen in einen feudalen Repräsentationsbereich, Prunksaal, einen separaten Wohnbereich, einen Garten, einige zum Meer offene Einrichtungen und eine Therme. Erweiterungen und Umbauarbeiten lassen sich bis in die zweite Hälfte des 1. Jahrhunderts n. Chr. nachweisen. Die gefundenen Kunstwerke, Statuen und Mosaike befinden sich heute im Museum Lapidario Tergestino im Kastell San Giusto, wobei vergleichbare Werke bisher nur in Rom und Kampanien gefunden wurden.
Schon ab dem ersten Jahrhundert nach Christus entwickelte sich dann Barcola (als Vallicula bzw. später Valcula) mit seinen klimatischen Vorzügen und einer Reihe von Villen für Patrizier und Adligen zu einem exklusiven römischen Touristenort. An den Hängen wurden damals, wie schon Plinius der Ältere erwähnt, die Reben des Weines Pulcino (ein vermutlicher Vorgänger des Prosecco) angebaut. Es war der nur dort gezogene Lieblingswein der Kaiserin Livia, der Ehefrau des Augustus, und soll schon von den Griechen unter der Bezeichnung Prätetianum gerühmt worden sein.
Um Christi Geburt fungierte Triest als Grenzfestung gegen die in den Ostalpen siedelnden Japyden. Den Namen Tergeste, der wahrscheinlich „Markt“ bedeutet und aus dem Triest wurde, behielten die Römer bei, als sich Mitte des 1. Jahrhunderts n. Chr. Tergeste als römische Kolonie zu einem wichtigen Hafenort im Römischen Reich, mit Handelsstraßen entlang der Adria und über die Julischen Alpen entwickelte. Allerdings erlangte Triest damals nie die Bedeutung des dem Golf von Triest gegenüberliegenden Aquileia. Das römische Tergeste hatte durch einen Hafen Zugang zum Meer und war ab 33 v. Chr. durch neue Mauern geschützt. Im Jahr 27 v. Chr. wurde Tergeste der X. italischen Region „Venetia et Histria“ zugeteilt. Zur Zeit Trajans (98–117 n. Chr.) zählte die Stadt 12.000 Einwohner und erhielt eine Basilika und ein Theater. Gegen Ende des 3. Jahrhunderts n. Chr. wurden die reichen römischen Wohnhäuser und Villen verlassen und setzte eine Zeit der Rückentwicklung und des Rückzuges auf den Hügelbereich ein, der erneut befestigt wurde. Die Bauwerke bekamen einen ländlichen Charakter und statt Mauerwerk wurde oft Holz verwendet.
Nach dem Untergang des Weströmischen Reichs im Jahr 476 teilte Triest das allgemeine Schicksal Istriens, wo Ostgoten, Byzantiner und Langobarden einander in der Herrschaft folgten, bis die Stadt 774 dem Reich Karls des Großen als ein Teil der Mark Friaul einverleibt wurde. Unter Kaiser Lothar III. erhielt der Bischof von Triest weltliche Hoheit über die Stadt.
Triest behielt die Unabhängigkeit unter seinen Bischöfen bis zur Eroberung durch Venedig 1203. Für die nächsten 180 Jahre bestand die Geschichte Triests hauptsächlich aus einer Reihe von Konflikten mit dem mächtigen Venedig im Spannungsverhältnis zum Anspruch des Patriarchen von Aquilea. Venedig erzwang auch den Abriss der Stadtmauer, die aber im Laufe des 14. Jahrhunderts wieder aufgebaut wurde. Da Triest keine eigene Armee hatte, war es Pflicht der Bürger, der sie sich nicht entziehen konnten, selbst Wache auf den Mauern zu halten und Kriegsdienst zu leisten. Um die Unabhängigkeit Triests zu wahren, stellten sich dann die Bürger Triests selbst im Jahr 1382 unter den Schutz Leopolds III. von Österreich, der auch Landesherr des benachbarten Herzogtums Krain war. Die Eigenständigkeit der Stadt musste unangetastet bleiben und die österreichischen Vorrechte bezogen sich nur auf die Ernennung eines militärischen Statthalters.

### Unter österreichischer Krone

Wappen der reichsunmittelbaren Stadt Triest 1850–1918 (davor anstelle der Gleve ein schwarzer Anker)

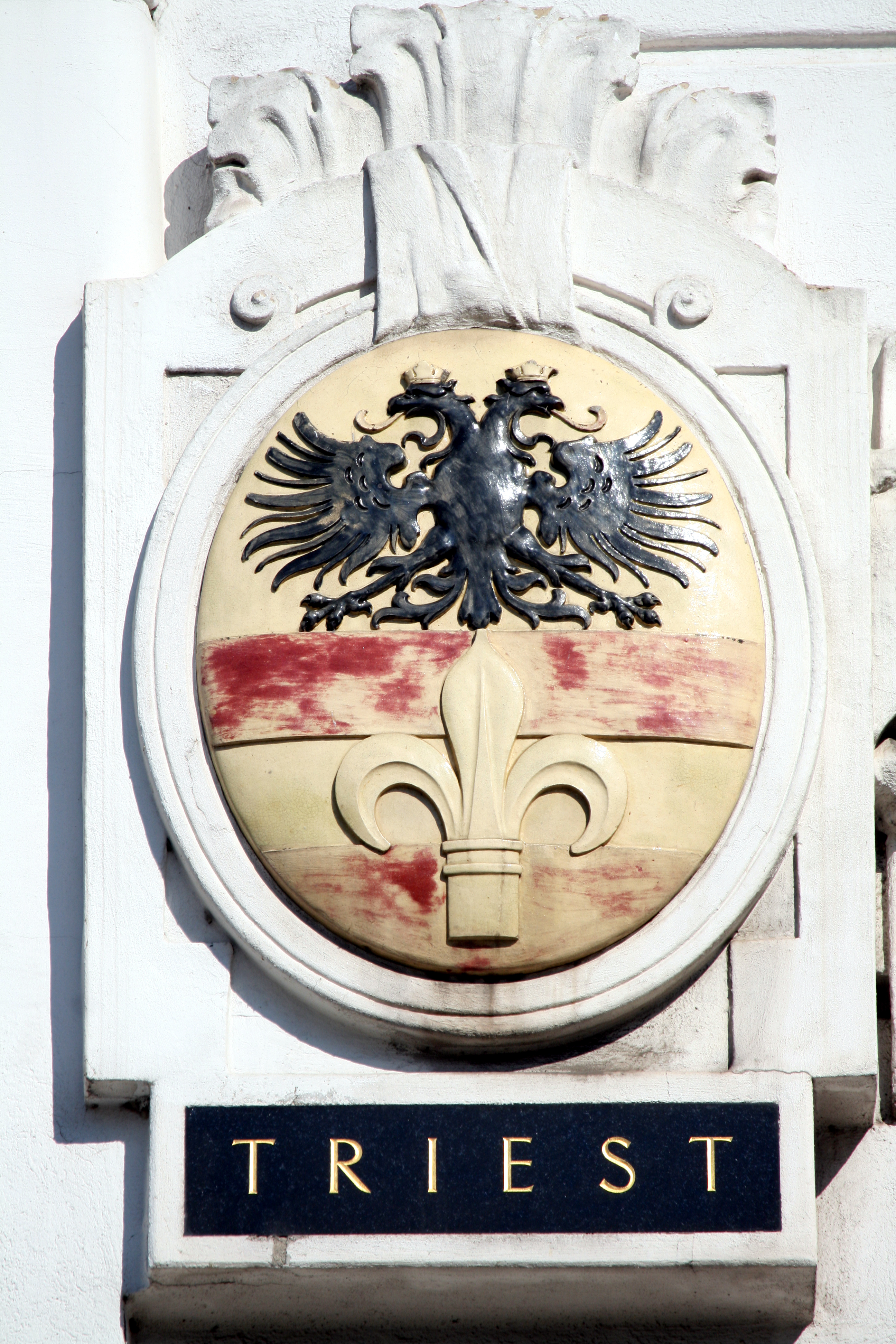
Wappen von Triest auf dem einst von der Marinesektion des k.u.k. Kriegsministeriums genutzten Amtsgebäude Marxergasse 2 in Wien. Im amtlichen Gebrauch der k.u.k. Marine wurden die Namen in italienischer Sprache verwendet.

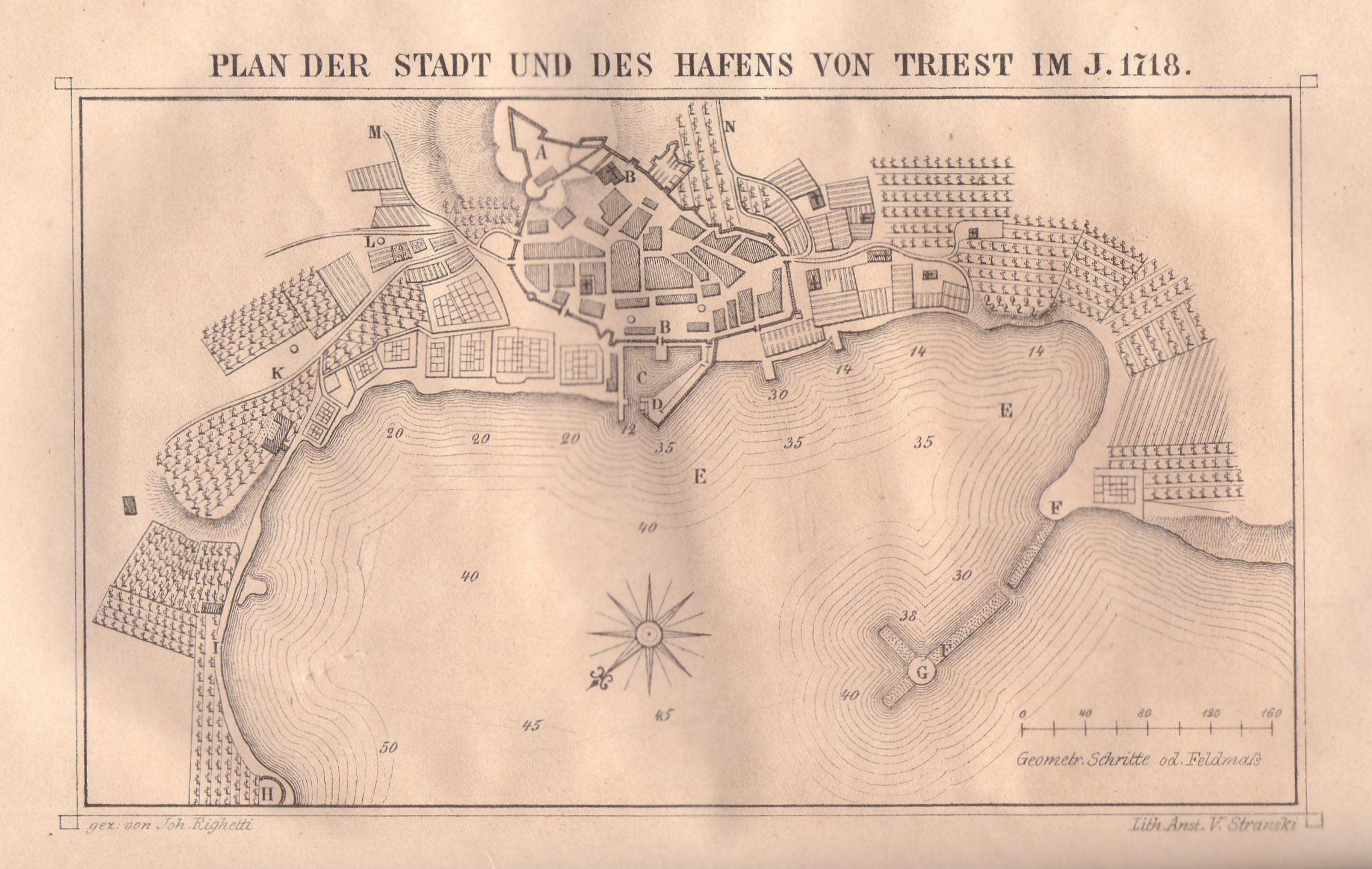
Plan der Stadt und des Hafens von Triest im Jahr 1718 (gezeichnet um 1857 von Joh. Righetti)

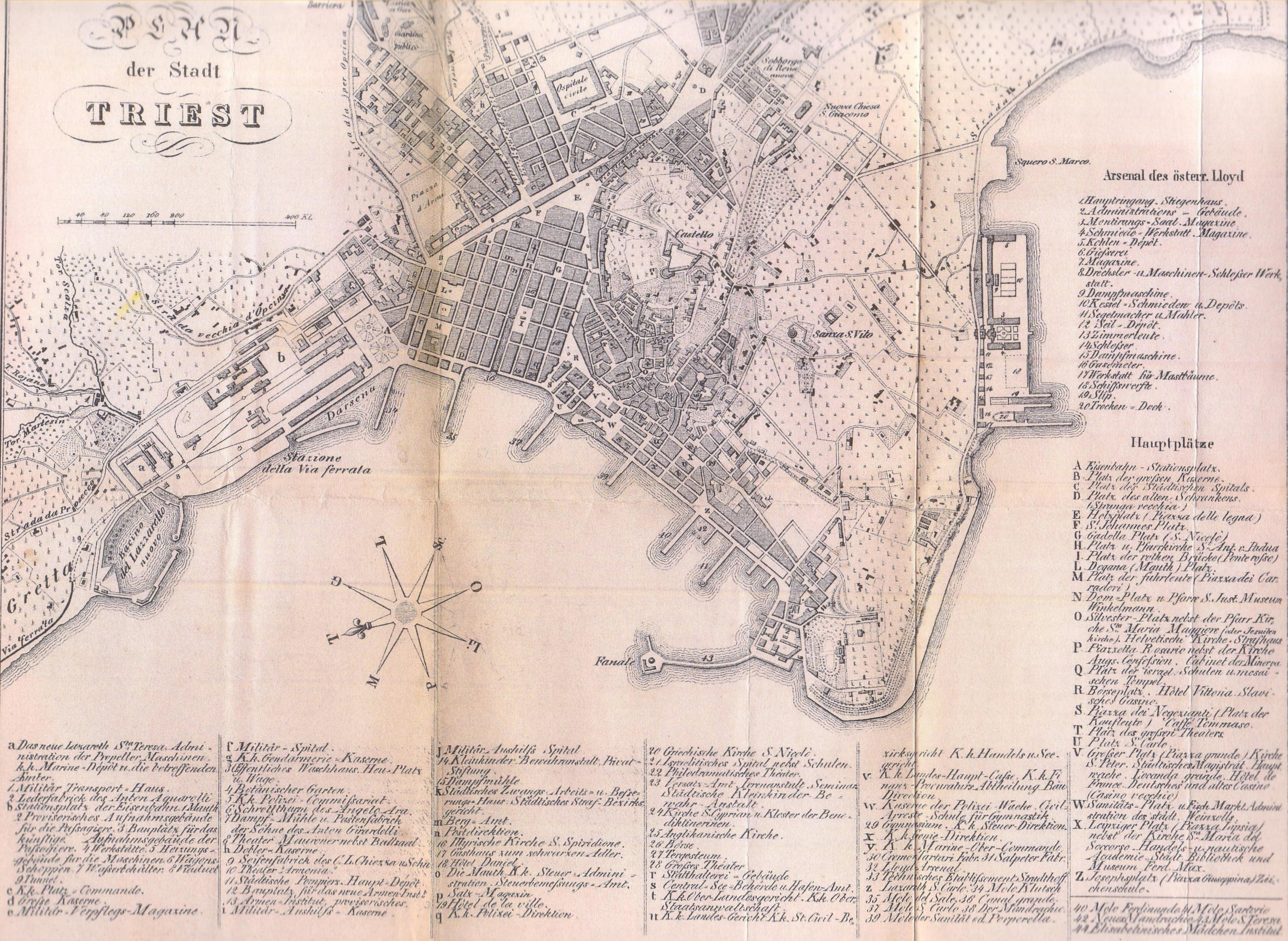
Plan der Stadt Triest um 1857 (Lloyd’s Reiseführer)

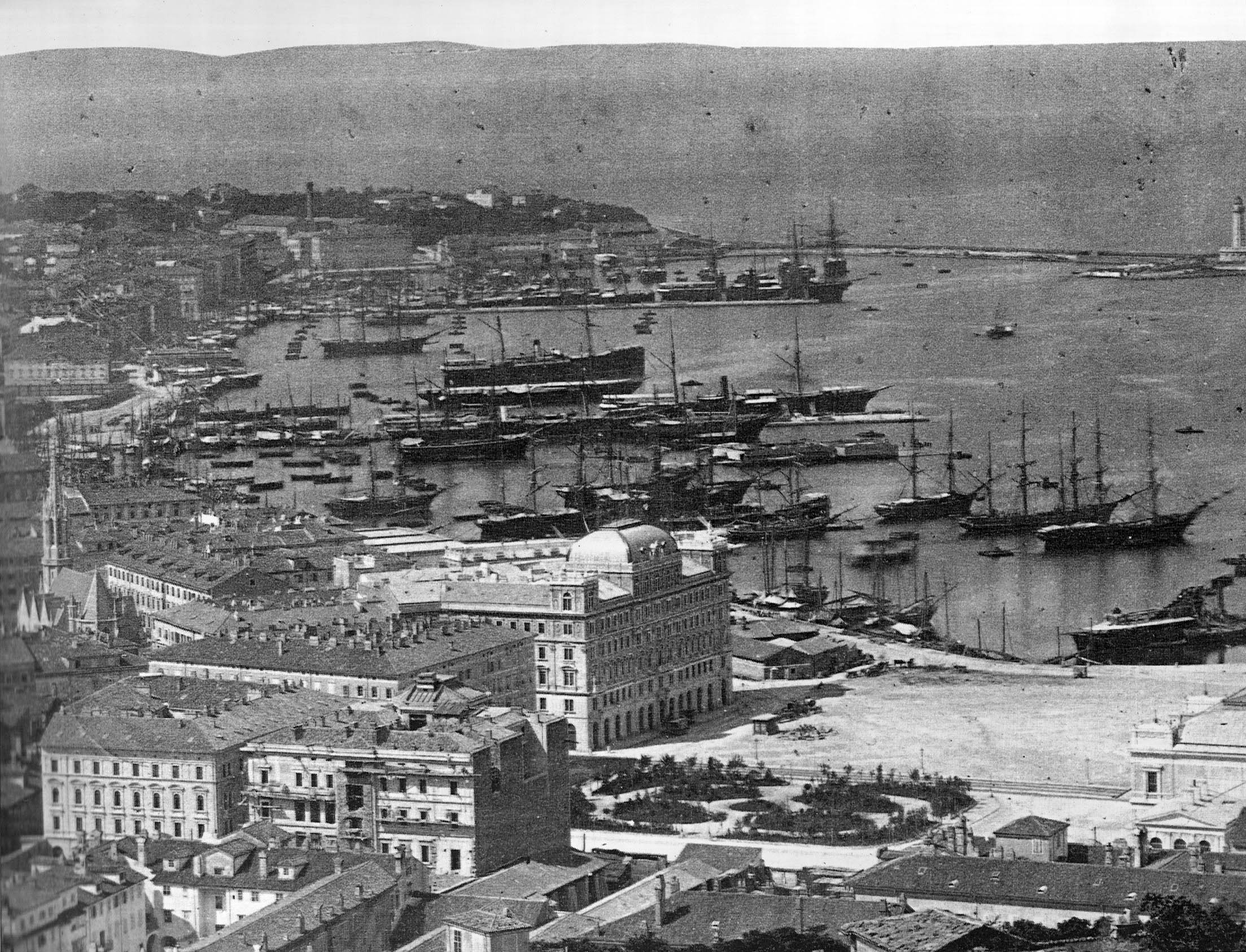
Triest im Jahr 1885

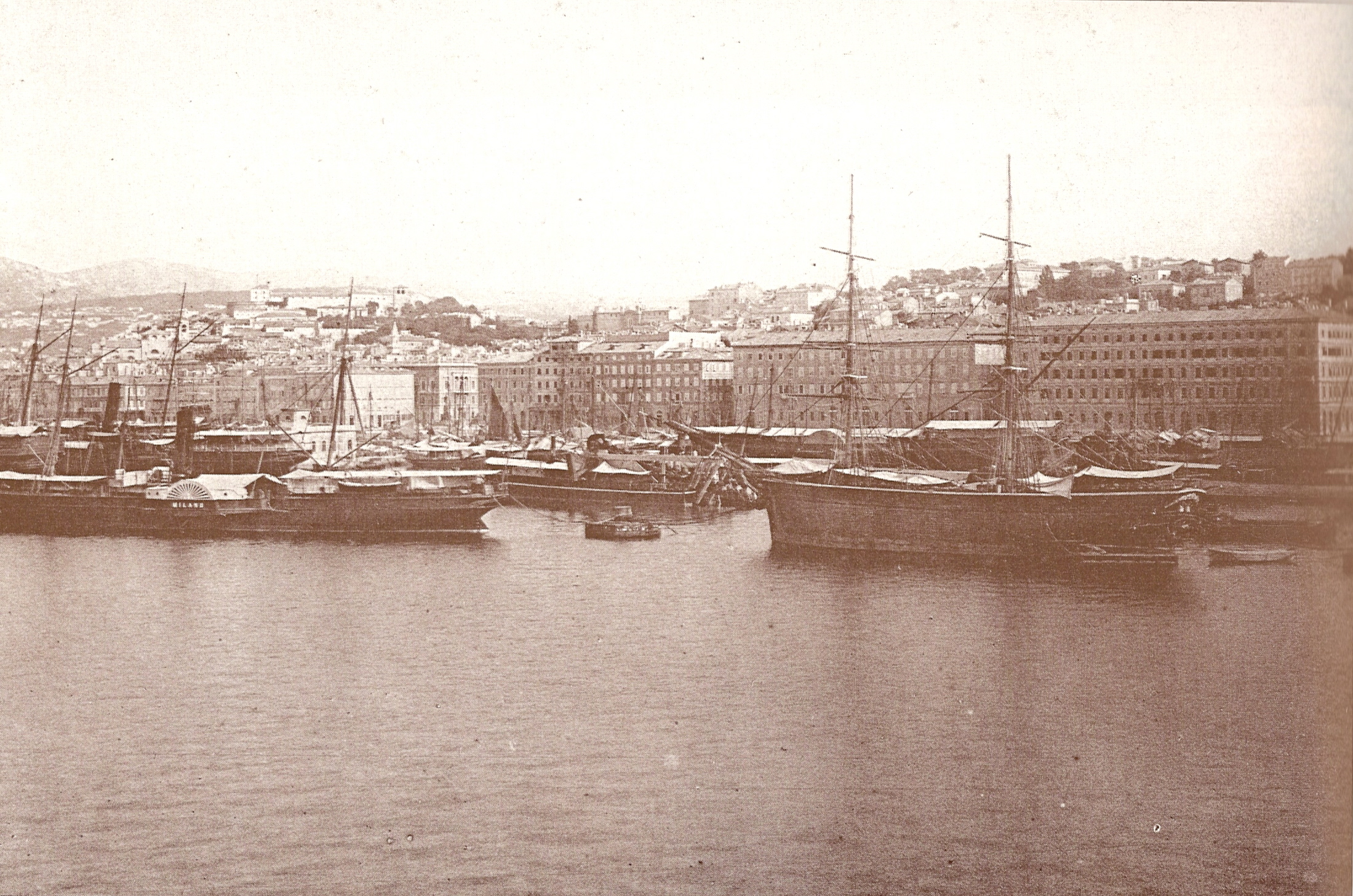
Hafen im Jahr 1893, in der Bildmitte die Piazza Giuseppina (heute Piazza Venezia)

Triest war von 1382 bis 1918 habsburgisch-österreichisch. Am 30. September 1382 nahm Herzog Leopold III. die freiwillige Unterwerfung der Stadt Triest in der Burg von Graz an. Im 15. Jahrhundert kam es in der Stadt immer wieder zu erbitterten Konflikten zwischen der kaiserlichen Partei, den Anhängern der Herren von Duino und den Venezianern. Besonders in den Jahren 1467 bis 1469 führten die Bürgerkämpfe zu Terrorakten und Verwüstungen in den Straßen Triests. Das Protektorat entwickelte sich aber langsam zu einem wirklichen Besitzverhältnis, dem Österreichischen Küstenland (Litorale). Vertreten wurde die habsburgische Herrschaft in Triest lange Zeit nominell durch das Geschlecht der Grafen von Montenari. Die Statthalterschaft wurde vorerst ad personam vom jeweiligen Monarchen (der zumeist auch Kaiser des Heiligen Römischen Reiches war, aber dort nicht in dieser Funktion entschied, sondern als Herrscher der Habsburgischen Erblande) verliehen, später dann erblich nach dem Gesetz der Primogenitur an den ältesten Sohn des Grafen von Montenari weitergegeben.
Abgesehen von wiederholten kurzen Besetzungen (vor allem 1508/09) durch Venedig und der napoleonischen Periode (1797, 1805–1806 und 1809–1813) blieb Triest bis zum Ende des Ersten Weltkrieges Teil des habsburgischen Österreichs.

#### Triests Aufstieg im 18. Jahrhundert
Triests Aufstieg in der Donaumonarchie begann 1719 mit der Erhebung der Stadt zum Freihafen durch Karl VI. – ein Status, den die Stadt bis 1891 behielt. Karls Nachfolger Maria Theresia und Joseph II. unterstützten Triests wirtschaftlichen Aufschwung durch das Anlegen städtebaulich wichtiger Viertel, der Maria-Theresien-Stadt (Borgo Teresiano) nordöstlich des heutigen Hauptplatzes und der Josephsstadt (Borgo Giuseppino) südwestlich.
Als einziger großer Seehafen Österreichs nahm Triest eine wichtige strategische Stellung in der Habsburgermonarchie ein und war Ausgangspunkt kurzlebiger Kolonialerwerbungen (Triestiner Handelskompanie). Der Druck Venedigs hemmte jedoch lange Zeit die wirtschaftliche Entwicklung Triests. Erst die Eroberung Venedigs durch Napoleon am Ende des 18. Jahrhunderts und der anschließende Friede von Campo Formio, in dem Venedig Österreich zugesprochen wurde, leitete den Niedergang der Republik Venedig und die Blütezeit Triests ein.
Mit österreichischer Unterstützung löste Triest Venedig in seiner führenden Rolle im Handel mit dem Nahen Osten ab und entwickelte sich zum größten Handelszentrum der Adria. 1802 wurden im Triester Hafen 483.326 Tonnen Güter umgeschlagen, die von 5.442 Schiffen transportiert worden waren. Auf dem Höhepunkt der Blütezeit Triests waren es rund 100 Jahre später mehr als doppelt so viele Schiffe und mehr als zehnmal so viele Güter, hauptsächlich Kaffee, Zucker und Südfrüchte sowie Weine, Öle, Baumwolle, Eisen, Holz und Maschinen.

#### Gründerzeit im 19. Jahrhundert
1804 wurde Triest Teil des neu gegründeten Kaisertums Österreich, weiter als Teil des Litorales. Unter Napoleon wurde Triest 1809 den Illyrischen Provinzen zugeschlagen und damit bis 1813 französisch. Diese kurze Zeit hinterließ ihre Spuren in klassizistischen Bauwerken wie der Triester Oper Teatro Verdi, die nach den Plänen des Architekten Matthäus Pertsch entstand.
1813 eroberte Österreich Triest unter General Christoph Freiherr von Lattermann zurück. Nach dem Wiener Kongress 1815 wurde Triest im österreichischen Kaiserstaat in das neu geschaffene Königreich Illyrien eingegliedert.
Nachdem Triest unter der Habsburgerherrschaft bereits über Jahrhunderte Bestandteil des Heiligen Römischen Reiches deutscher Nation war, gehörte es als österreichische Stadt zum Deutschen Bund, der 1815 auf dem Wiener Kongress als Ersatz für das alte, 1806 untergegangene Reich geschaffen wurde. Die Stadt markierte in etwa die Südausdehnung des Deutschen Bundes bis zur Adria. Insofern war Triest in Folge der bürgerlichen Revolution von 1848 Teil des Wahlgebietes zur deutschen bzw. Frankfurter Nationalversammlung. Bei diesen ersten gesamtdeutschen, freien und demokratischen Wahlen wurden in den Wahlkreisen Küstenland-Triest-Stadt 1 und 2 mit Karl Ludwig von Bruck, Gabriel Jenny sowie Friedrich Moritz Burger drei Abgeordnete in das Frankfurter Parlament des sich konstituierenden Deutschen Reiches gewählt. Alle drei waren vor dem 27. Juli 1848 in der Frankfurter Paulskirche eingetroffen.
Auch nach dem Scheitern der Revolution und des Reiches blieb Triest Bestandteil des wiederhergestellten Deutschen Bundes bis zu dessen Ende 1866. Mit dem in diesem Jahr zur Beendigung des Deutschen Krieges geschlossenen Prager Frieden schieden Österreich und damit auch Triest nach jahrhundertelanger Zugehörigkeit aus dem deutschen Staatenbund aus.
Am 1. Juli 1829 führte Josef Ressel mit dem in Triest erbauten Schiff Civetta die erste erfolgreiche Testfahrt mit einer Schiffsschraube durch. In dieser Zeit begann in Triest die Gründung von Versicherungsgesellschaften, Werften, Bankniederlassungen und Schifffahrtsunternehmen, darunter die Assicurazioni Generali (1831), der Österreichische Lloyd (1833), die Werft San Marco (1839/1840), die Werft Giuseppe Tonellos (1852) und 1860 das Lloyd-Arsenal, da die privaten Werften mit der Produktion den schnell wachsenden Schifffahrtsunternehmen nicht mehr nachkommen konnten.
1850 wurde Triest Sitz der kaiserlich-königlichen Zentralseebehörde. Seit 1857 verbindet die Österreichische Südbahn Triest über den Semmering mit Wien. Diese erste Gebirgsbahn Europas wurde nach den Plänen und unter der Leitung von Carl Ritter von Ghega erbaut.
1857/58 entstand aus der Maschinenfabrik Strudenhoff in Sant’Andrea und der Werft San Rocco das Stabilimento Tecnico Triestino (S.T.T.) in Muggia, der Stadt in der Bucht gegenüberliegend. Dieses neue Großunternehmen kaufte 1897 auch die mittlerweile zur Großwerft ausgebaute Werft von Giuseppe Tonello dazu. Die S.T.T. war in der Lage, Schiffe mit einer Verdrängung von bis zu 20.500 Tonnen – etwa die großen Schlachtschiffe der k. u. k. Kriegsmarine – zu bauen.
Ab 1867 wurden die alten Hafenanlagen, die dem wachsenden Handel nicht mehr entsprachen, ausgebaut. Zuerst wurde der nördlich gelegene Freihafen (punto franco) erweitert. Die Hafenstadt zog in der Monarchie unter anderem den Hauptnutzen aus dem 1869 eröffneten Suezkanal. Österreichische Industrieerzeugnisse wurden nun auch in der Türkei, in Ägypten und Syrien abgesetzt, für diese Handelsbeziehungen brauchte man aber den Kanal nicht.
Von Triest gingen im 19. Jahrhundert Linienschiffe in die Neue Welt, vor allem die Vereinigten Staaten. Diese Linienschiffe fuhren bis in die 1960er Jahre nach New York.

#### Triest und der Nationalismus
In den Revolutionen von 1848 fanden in den österreichischen Provinzen Lombardei und Venetien Aufstände gegen die habsburgische Herrschaft und für einen geeinten italienischen Nationalstaat statt (siehe auch Risorgimento). 1848 wurde der Triester Hafen von der königlich sardinischen und der neapolitanischen Flotte und später von der ersteren allein unter dem italienischen Vizeadmiral Albini blockiert. Triest blieb Österreich treu und erhielt den Titel Città Fedelissima – die „allergetreuste Stadt“.
1849 wurde die österreichische Verwaltungseinheit Königreich Illyrien in ihre Bestandteile zerlegt. Triest und das unmittelbar angrenzende Territorium wurden als Reichsunmittelbare Stadt Triest und ihr Gebiet mit eigener Verfassung und Landtag und im Status eines Kronlandes konstituiert; ebenso Görz und Gradisca und Istrien. (Kärnten und Krain, bis dahin ebenso Teile Illyriens, wurden ebenfalls eigene Kronländer.)
1852–1861 wurden die drei politischen Einheiten zum Kronland Österreichisches Küstenland zusammengefasst. Die Reichsverfassung 1861 teilte die drei Teile wieder in eigenständige Kronländer, die bis 1918 bestanden. Gemeinsam blieben ihnen nur der k.k. Statthalter in Triest als Vertreter des Kaisers und der Wiener Regierung und ein gemeinsames Publikationsorgan ihrer Rechtsvorschriften. Der 1867 erfolgte Umbau des Einheitsstaates Kaisertum Österreich zur österreichisch-ungarischen Monarchie änderte für die Selbstverwaltung Triests nichts; es wurde nunmehr zu Cisleithanien gerechnet und war im Abgeordnetenhaus des Reichsrats in Wien, dem cisleithanischen Parlament, mit zuletzt fünf Abgeordneten vertreten.
Allerdings setzte auch in dem zum größten Teil von Italienern bewohnten Triest eine zunehmende italienische irredentistische Bewegung ein, die darauf abzielte, Triest als italienischsprachiges Gebiet von Österreich-Ungarn loszulösen und dem 1861 gegründeten Nationalstaat Italien anzuschließen.
Der Irredentismus hatte seinen Höhepunkt, als 1882 Kaiser Franz Joseph I. Triest anlässlich der 500-jährigen Dauer der habsburgischen Herrschaft über die Stadt besuchte. Während antiösterreichischer Demonstrationen entging der Kaiser nur knapp dem Bombenattentat von Guglielmo Oberdan (Wilhelm Oberdank) und seinen Komplizen. Triest blieb im Nationalitätenkampf bis 1914 einer der heißesten Konfliktherde Österreich-Ungarns, da Österreich auf diese für Handel und k.u.k. Kriegsmarine überaus wichtige Hafenstadt weder verzichten konnte noch wollte. (Ungarn hatte für sich die Hafenstadt Rijeka ausgebaut.)

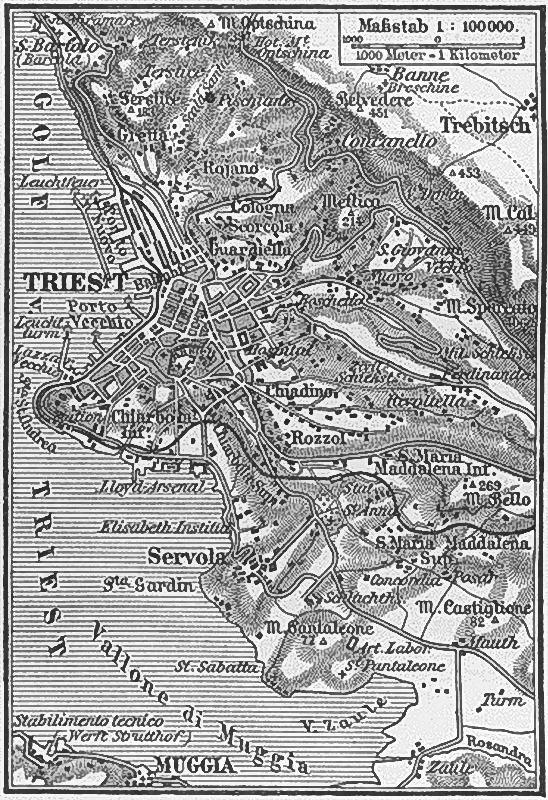
Übersichtskarte von Triest und seiner Umgebung, um 1888

Insgesamt blickte die Triestiner Elite Richtung Wien, während sich einige wenige junge italienische Irredentisten für Italien aufopferten. Nur eine Minderheit forderte eine Vereinigung mit dem Königreich von Savoyen bzw. Italien, aber von vielen italienischsprachigen Triestinern wurde der slawische Nationalismus als Herausforderung wahrgenommen.

#### Weiterer Aufschwung vor dem Ersten Weltkrieg

Plan des Stadtgebiets von Triest aus der Zeit um 1900

1880 betrug die Umschlagsmenge in den Triester Häfen 1,225 Millionen Tonnen. Bis 1912 stieg diese Menge auf 4,573 Millionen Tonnen. 1883 wurde der 30 Millionen Kronen teure Hafenumbau im Süden der Stadt vollendet. Die Lagerflächen sowie der neue Südbahnhof (stazione meridionale, heute Trieste Centrale), der heute als einziger Personenbahnhof der Stadt noch besteht, wurden großteils auf aufgeschüttetem Land errichtet.
Trotz der politischen und nationalen Probleme blühte Triest wirtschaftlich und kulturell weiter auf. Neben der Südbahn Triest–Wien mit Anschluss an das mährisch-schlesische Industriegebiet bot ab 1909 die Neue Alpenbahn über Görz und Villach nach Salzburg eine Direktverbindung nach Westösterreich und Süddeutschland. Der wichtigste Bahnhof bis 1918 war der Staatsbahnhof (stazione dello stato) der k.k. Staatsbahnen. Zwischen ihm und dem Lloydareal erstreckte sich der neue Hafen (porto nuovo), der ab 1898 ausgebaut wurde und bis zum Ende der Monarchie Josephs-Hafen hieß.
Um 1900 stand die Stadt in ihrer vollen wirtschaftlichen Blüte und stellte ihren Reichtum durch zahlreiche Prachtbauten zur Schau. In Triest wirkten einige der Architekten, die in Wien für prächtige Ringstraßengebäude im Stil des Historismus verantwortlich zeichneten, wie etwa Heinrich von Ferstel (z. B. Lloydpalast), Wilhelm von Flattich (z. B. Südbahnhof) und Friedrich Schachner (diverse Palais). Schriftsteller und Künstler wie James Joyce und Italo Svevo verkehrten in der Stadt. Der Ire Joyce kam gerade in der Hafenstadt Triest mit dem Vielvölkerstaat Österreich-Ungarn in Kontakt, wobei er einerseits seine Eindrücke aus Triest in seinen Werken verarbeitete und andererseits das damalige Staatswesen wie folgt beurteilte: “They called the Austrian Empire a ramshackle empire, I wish to God there were more such empires.”
Triest war eines der ökonomisch bestentwickelten Gebiete des Habsburgerreiches. 1906 lag das zu versteuernde Pro-Kopf-Einkommen eines Triestiners bei 54 Kronen, während jenes eines Wieners bei rund 9 Kronen lag.
Die Triester Innenstadt mit ihrem kosmopolitischen Bevölkerungsgemenge aus Italienern (75 %), Slawen (18 %), Deutschen (5 %) und Einwohnern anderer Völker avancierte, wie Claudio Magris Jahrzehnte später festhielt, zur literarischen Hauptstadt Mitteleuropas. Die anliegenden Bezirke zählten meist Slowenen (52 %), Italiener (43 %) und Deutsche (4 %) als Einwohner, die ländliche Umgebung war fast vollständig slowenisch (93 %). Fast jeder Triestiner war mehrsprachig, wobei Italienisch die führende Verständigungssprache war.
In den Jahren vor dem Ersten Weltkrieg wurde, vor allem auf Drängen von Erzherzog Thronfolger Franz Ferdinand, in Triest eine Serie von Schiffbauten für die k.u.k. Kriegsmarine durchgeführt. Der Thronfolger nahm an den Stapelläufen meist teil, z. B. 1911 bei Viribus Unitis und 1912 bei Tegetthoff.
Siehe auch: Österreichische Handelsmarine

### Erster Weltkrieg

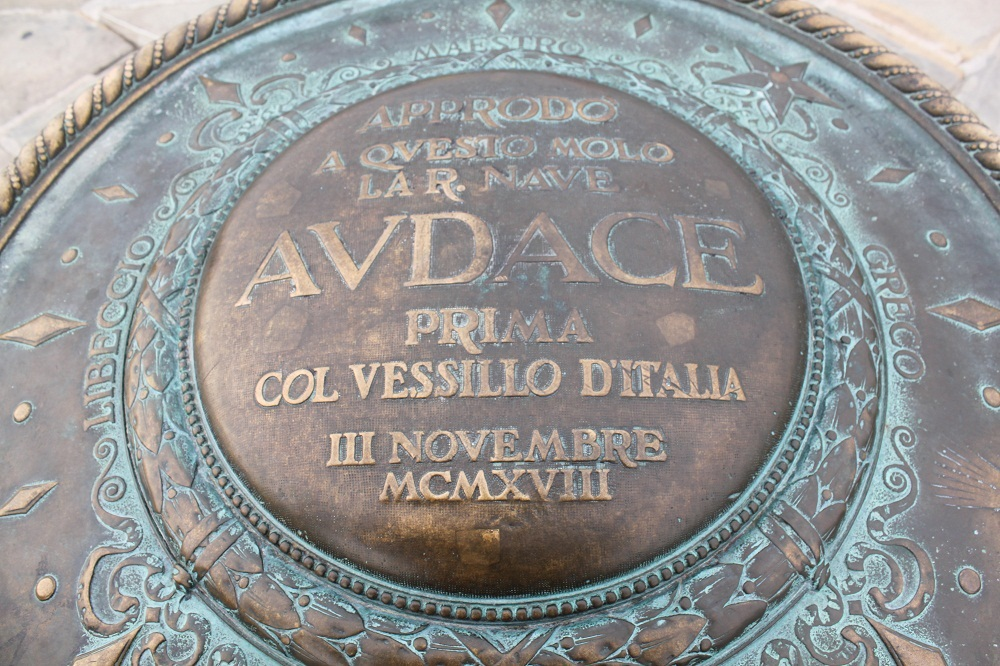
Gedenkstein auf dem Molo Audace, vorher Molo San Carlo, zur italienischen Besetzung am 3. November 1918

Mit dem Ausbruch des Ersten Weltkrieges im August 1914 stockte die wirtschaftliche und künstlerisch-literarische Entwicklung in Triest schlagartig. Viele tausende Triestiner übersiedelten noch vor der Kriegserklärung Italiens an Österreich-Ungarn am 23. Mai 1915 ins Innere Österreich-Ungarns.
Aus Triest zogen anfangs etwa 32.500 Männer zwischen 18 und 37 Jahren an die Front und im Laufe des Krieges wurden ungefähr 50.000 Triestiner im Alter bis 50 Jahren eingezogen. Das Hausregiment der Triestiner, das k.u.k. Infanterieregiment Nr. 97, wurde am 11. August 1914 per Eisenbahn Richtung Lemberg in Galizien transportiert und war dort in schwerste Abwehrkämpfe gegen die vordringende russische Armee verwickelt.
Am 23. Mai 1915 erklärte das bis dahin neutrale Italien als neues Mitglied der Triple Entente Österreich-Ungarn den Krieg. Damit entstand wenige Kilometer nordwestlich der Stadt eine Front; viele Ausländer wie James Joyce mussten Triest verlassen. Die italienische Kriegserklärung löste massive Protestkundgebungen gegen Italiener aus, insbesondere stürmte eine Menschenmenge die Redaktion der Zeitung Il Piccolo, wurde der Sitz der Lega nazionale zerstört bzw. Geschäfte und Kaffeehäuser italienischer Besitzer geplündert. Mit dem Kriegseintritt Italiens wurde Triest militarisiert. Wegen der nahen Front wurden Luftabwehr-Stellungen auf Dächern und Plätzen gebaut; Schulen und Gebäude wurden in Spitäler umfunktioniert. Junge Marinaretti und Scauti halfen älteren Soldaten bei der Überwachung der öffentlichen Ordnung. Die Stadt entvölkerte sich und es kehrten etwa 35.000 Regnicoli – in Triest lebende italienische Arbeiter – mit ihren Familien in die italienische Heimat zurück. Viele Regnicoli verließen jedoch die Stadt nicht und etwa 15.000 von ihnen wurden von den Behörden zusammen mit über tausend verdächtig erscheinenden Personen in verschiedene Lager interniert. Etwa 900 Triestiner mit italienischer Gesinnung desertierten aus dem Habsburger Heer, passierten illegal die Grenze und traten den italienischen Streitkräften bei. Oft mit Misstrauen von den italienischen Kameraden und Kommandanten betrachtet, erreichte trotzdem die Hälfte dieser Irredentisten den Dienstgrad eines italienischen Offiziers. Die italienfreundliche Einstellung mancher Triestiner und die Frontlage Triests führte zu scharfer Überwachung der Stadt durch die k.u.k. Militärbehörden. Das 10. Bataillon des k.u.k. Infanterieregiments Nr. 97 war in Triest verblieben; es war an der Verteidigung der Karstlinie in den Isonzoschlachten beteiligt und wurde 1915/16 fast vollständig aufgerieben.
Der altem irredentistischen istrianischen Adel entstammende, 1907 geborene Schriftsteller Diego de Castro schätzte später die Triestiner während des Krieges als weitgehend habsburgisch bzw. austrophil ein und äußerte, die kleine, unbeugsame Gruppe von Irredentisten um Mario Alberti sei auf zweieinhalb Prozent der Gesamtbevölkerung von Triest beschränkt gewesen.
Erst 1917 verlagerte sich die Front an den von Triest weiter entfernten Piave. Im Herbst 1918 begann sich die Doppelmonarchie aufzulösen. Am 29. Oktober 1918 wurde der neue südslawische Staat, der SHS-Staat, gegründet. Er schnitt Deutschösterreich, am 30. Oktober gegründet, und die nördlich und östlich davon gelegenen Gebiete Altösterreichs von der Adria ab. Valentino Pittoni, der Führer der Triestiner Linken, forderte im Oktober 1918 die Bildung einer „Adriarepublik Triest“, um so den Anschluss an Italien zu verhindern.
Der k.k. österreichische Statthalter Alfred von Fries-Skene übergab am 30. Oktober 1918 dem triestinischen Comitato di salute pubblica die Macht. Am gleichen Tag beauftragte Kaiser Karl I. Admiral Nikolaus Horthy, die k.u.k. Kriegsmarine dem südslawischen Staat zu übergeben; dies wurde am nächsten Tag vollzogen.
Da mit baldigem Eintreffen italienischer Truppen nicht gerechnet werden konnte und unklar war, ob Triest an den südslawischen Staat fällt, beschloss das Komitee, die italienischen Marinebehörden in Venedig um die Entsendung von Truppen zu bitten. Da k.u.k. Schiffe aber nicht mehr zur Verfügung standen, mussten sich die Triestiner von den Südslawen eine ehemalige k.u.k. Korvette ausleihen, um unter südslawischer Flagge nach Venedig zu gelangen.
Die Waffenstillstandskommission der zerfallenden k.u.k. Armee unter Viktor Weber von Webenau unterzeichnete am 3. November 1918 bei Padua den Waffenstillstand von Villa Giusti. Am gleichen Tag landeten Italiener, von Venedig kommend, unbehelligt am Molo San Carlo von Triest, der 1922 Molo Audace benannt wurde, und nahmen die Stadt symbolisch für Italien in Besitz. Die Begeisterung der Bevölkerung war, wie de Castro später deutete, nicht mit dem bisherigen Elitenphänomen Irredentismus zu erklären, sondern mit der Freude über das Ende der Hungerzeit während des Krieges und über den Nicht-Einschluss der Stadt in den SHS-Staat. Das Stadtzentrum war überwiegend von Italienern bewohnt, die anliegenden Viertel aber teilweise von Slowenen (18 %). Im Vertrag von Saint-Germain wurde Triest im Herbst 1919 gemeinsam mit Istrien und Ostfriaul auch formell Italien zugesprochen.
Viele k.u.k. Soldaten aus Triest und Umgebung kehrten erst 1920 aus der russischen Kriegsgefangenschaft zurück.

### Faschismus

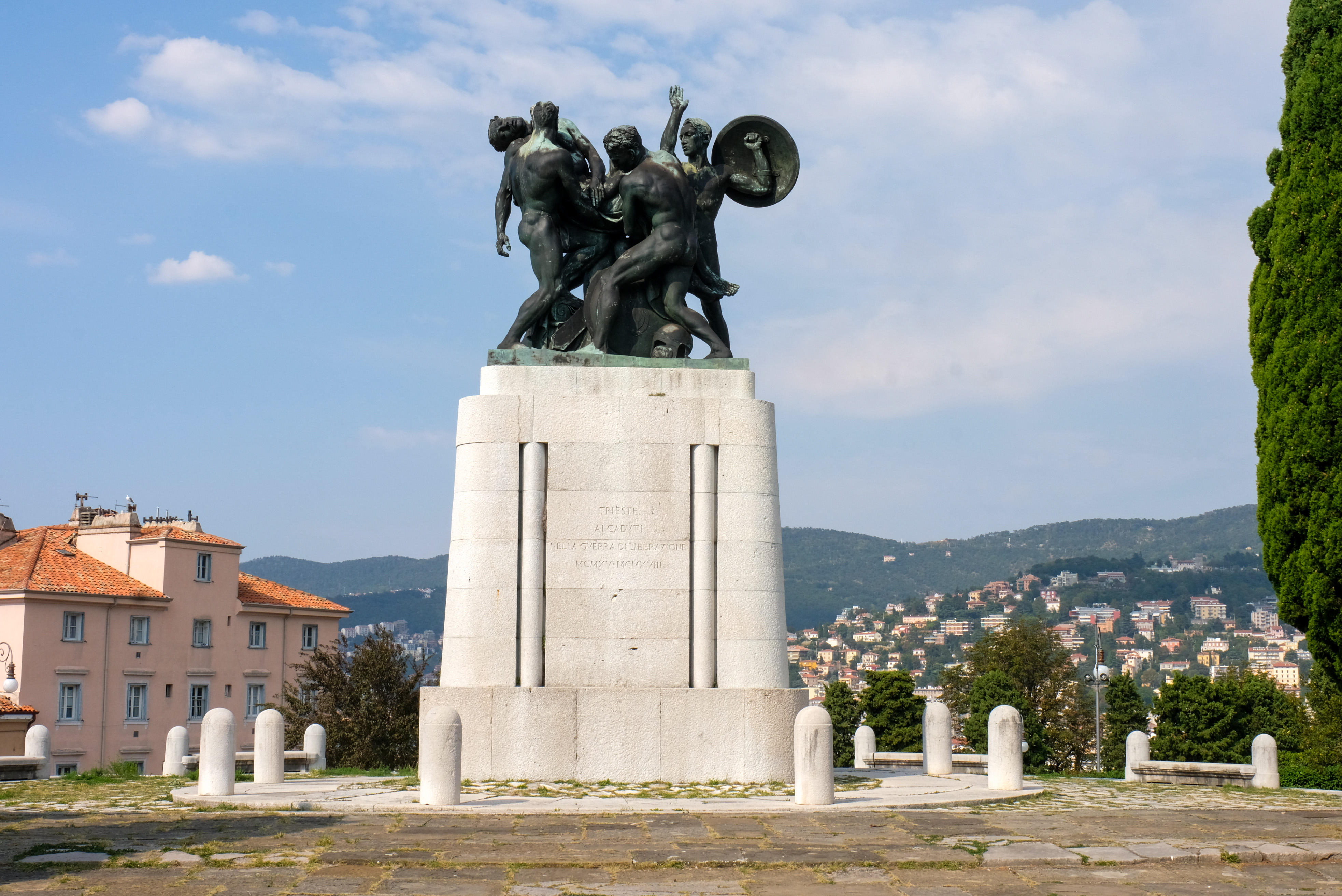
Denkmal aus der Zeit des Faschismus (1935) für die im Ersten Weltkrieg Gefallenen

Nach dem Anschluss Triests an Italien strebten die nationalen Kräfte eine Italianisierung der ansässigen nichtitalienischen Bevölkerung an, was insbesondere zur Unterdrückung der slowenischen Minderheit führte. Triest wurde zu einem Zentrum der jungen faschistischen Bewegung. Slowenische Vereinigungen und Versammlungen wurden verboten. Der Gebrauch der slowenischen Sprache im öffentlichen Leben wurde untersagt. Slowenische Familiennamen wurden willkürlich und ohne Einverständnis der Betroffenen italianisiert. Zahlreiche Slowenen flohen in dieser Zeit in das benachbarte Königreich der Serben, Kroaten und Slowenen. In Triest kam es wiederholt zu gewaltsamen Ausschreitungen zwischen Italienern und Slowenen.
Der Konflikt erreichte einen seiner Höhepunkte am 13. Juli 1920, als das Narodni dom, das Gemeindezentrum der slowenischen Bevölkerung, von italienischen Faschisten niedergebrannt wurde. Der Anschlag wurde vom späteren Sekretär der National-Faschistischen Partei (Partito Nazionale Fascista), Francesco Giunta, initiiert und wurde als Vergeltungsmaßnahme bezeichnet, weil bei Unruhen in Split zwei italienische Soldaten von jugoslawischen Sicherheitskräften erschossen worden waren.
Obwohl sich in der Zeit nach 1919 vor allem die Industrie in Triest entwickelte, hatte die Angliederung an Italien langfristig negative Konsequenzen für die wirtschaftliche Situation der Stadt. Die ehemals wichtigste Hafenstadt der Habsburgermonarchie wurde mit einem Schlag zu einem der zahlreichen italienischen Adriahäfen und verlor aufgrund ihrer Randlage in Italien ihre wirtschaftliche Bedeutung.
Seit dem 30. Oktober 1922 stand ganz Italien unter der faschistischen Herrschaft Mussolinis. Die Italianisierung der Slowenen im nordöstlichen Italien wurde nun verstärkt.

### Zweiter Weltkrieg
Im Zweiten Weltkrieg war Italien mit Deutschland verbündet. Nach der Landung alliierter Truppen in Süditalien im Juli 1943 und der italienischen Kapitulation am 8. September 1943 durch König Viktor Emanuel III. wurde Norditalien von deutschen Truppen besetzt, die sich Mussolinis Repubblica Sociale Italiana bis Ende April 1945 als Marionettendiktatur hielten, um den endgültigen Zusammenbruch der Achsenmächte zu verhindern.

Die deutsche Besatzungsmacht fasste Triest mit Udine, Gorizia, Pula, Fiume (Rijeka) und Laibach/Lubiana zur Operationszone Adriatisches Küstenland (OZAK) zusammen. Die Zone unterstand dem Höheren SS- und Polizeiführer Odilo Globocnik. Auf seine Veranlassung wurde in einem Vorort von Triest in der ehemaligen Reismühle Risiera di San Sabba das einzige nationalsozialistische Konzentrationslager auf italienischem Boden eingerichtet. Der Gebäudekomplex der ehemaligen Reismühle diente nach dem Kriegsaustritt Italiens und dem Einmarsch von Wehrmacht und SS als Gefangenenlager für entwaffnete italienische Soldaten. Von Oktober 1943 an kam die Risiera unter SS-Kommando. Das Lager diente hauptsächlich zur Inhaftierung von Geiseln, Partisanen und anderen politischen Gefangenen bzw. als Sammellager für Juden vor ihrer Deportation in die Vernichtungslager. Es wurden aber auch mobile Gaskammern installiert und ein Krematorium gebaut. Vom 20. Oktober 1943 bis zum Frühjahr 1944 wurden in der Risiera etwa 25.000 Juden und Partisanen verhört und gequält. 3000 bis 5000 von ihnen wurden hier durch Erschießen, Erschlagen oder in Gaswagen ermordet. Die Mannschaft des Konzentrationslagers bestand vorwiegend aus deutschen SS-Mitgliedern. Als 1945 jugoslawische Partisanen Triest einnahmen, sprengte die SS einige Teile des Lagers, um ihre Spuren zu verwischen. 

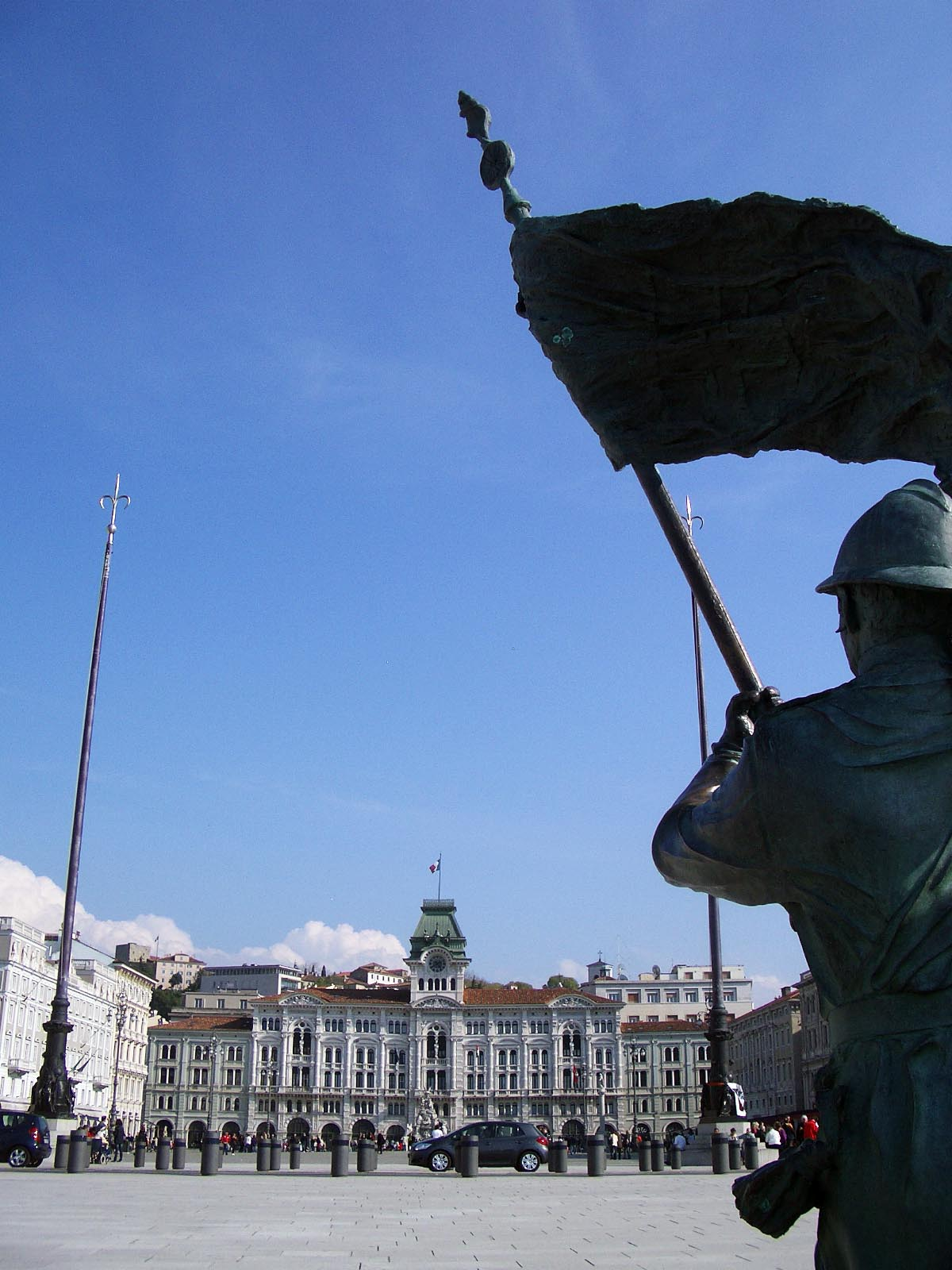
Piazza dell’Unità d’Italia mit Monumento della Liberazione.

### Freies Territorium Triest
Am Ende des Zweiten Weltkrieges wurde Triest von den jugoslawischen Partisanen Titos für Jugoslawien beansprucht, was mit der Existenz der dortigen slowenischen Bevölkerungsgruppe begründet wurde. Triest wurde von den jugoslawischen Partisanen besetzt, die die Stadt selbst jedoch kurz darauf auf Druck der Alliierten wieder verließen, ohne aber den Anspruch auf Triest aufzugeben. Damit begann eine Zeit, in der sich Jugoslawien und Italien um den Besitz der Stadt stritten.
Durch den Pariser Friedensvertrag von 1947 zwischen Italien und den Alliierten wurde Triest mit dem nordwestlichen Teil Istriens bis einschließlich Cittanova/Novigrad im Süden als Freies Territorium Triest (englisch Free Territory of Trieste, italienisch Territorio Libero di Trieste, slowenisch Svobodno tržaško ozemlje, kroatisch Slobodni teritorij Trsta) zu einem neutralen Staat unter Oberhoheit der Vereinten Nationen erklärt (ähnlich wie es die Freie Stadt Danzig unter dem Schutz des Völkerbundes in der Zwischenkriegszeit gewesen war). Der Gouverneur sollte vom Sicherheitsrat der Vereinten Nationen ernannt werden, administrativ war das Gebiet jedoch in zwei Zonen unterteilt. Die Zone A, die die Stadt Triest mit ihrer nächsten Umgebung umfasste, unterstand britisch-amerikanischer Militärverwaltung, die Zone B, die das Hinterland der Stadt und den Nordwesten Istriens umfasste, jugoslawischer Militärverwaltung.

### Vom Provisorium zum Definitivum
Durch das Londoner Abkommen zwischen Italien und Jugoslawien von 1954 wurde das Freie Territorium Triest aufgelöst. Das Gebiet der bisherigen Zone A wurde provisorisch wieder italienischer Zivilverwaltung unterstellt, das Gebiet der bisherigen Zone B jugoslawischer Zivilverwaltung, wobei der jugoslawische Teil nördlich des Flüsschens Dragonja der damaligen Teilrepublik Slowenien einverleibt wurde, der Teil südlich der Dragonja jedoch Kroatien (über den Grenzverlauf bestehen bis heute Divergenzen; siehe auch: Internationale Konflikte der Nachfolgestaaten Jugoslawiens). Von 1954 bis 1961 verließen mehr als 20.000 Triestiner ihre Stadt und wanderten aus. Die Mehrzahl ging nach Australien und dabei besonders nach Melbourne und Sydney.
Am 10. November 1975 wurde im Vertrag von Osimo die Demarkationslinie von 1954 endgültig als italienisch-jugoslawische Grenze festgelegt und damit die Zugehörigkeit der Stadt Triest zu Italien definitiv bestätigt. 1962 wurde Triest die Hauptstadt der Region Friaul-Julisch Venetien.
Durch die Auflösung der Donaumonarchie und die unmittelbare Grenzlage zum nach 1945 sozialistisch regierten Jugoslawien war Triest bis Mitte der 1980er Jahre wirtschaftlich weitgehend isoliert. Mit dem Zerfall Jugoslawiens, dem Eintritt des nunmehr unabhängigen Slowenien in die EU im Jahr 2004 und dem Beitritt Sloweniens zum Schengen-Raum Ende 2007 verlor die Stadt ihre jahrzehntelange Randposition. 2004 bewarb sich Triest (erfolglos) für die EXPO 2008.
Der Hafenumschlag ging zeitweise gerade wegen des Zusammenbruchs des Kommunismus bzw. der positiven Entwicklung des benachbarten Hafens von Koper (Slowenien) zurück.
Seit 2011 gibt es die auf Selbstbestimmung der Triestiner bzw. Ausbau des Freihafens pochende Bewegung „Trieste Libera / Svobodni Trst / Free Triest“. Diese Bewegung möchte mit Bezug auf den Friedensvertrag von 1947 bzw. 1954 an die wirtschaftlichen Erfolge eines geeinten großen mitteleuropäischen Wirtschaftsraumes anknüpfen und verlangt, dass Triest von einem Gouverneur der UNO verwaltet werden soll. Am Molo Audace kommt es immer wieder zu anti-italienischem Vandalismus. Die Organisation Trieste Pro Patria bzw. Trieste Italiana veranstaltet in Triest immer wieder Demonstrationen, um auf die italienischen Wurzeln Triests bzw. das „italienische“ Istrien aufmerksam zu machen.
Am Beginn der Wirtschaftskrise im Jahr 2008 stockte die umstrittene städtebauliche Entwicklung des Porto Vecchio (Alter Hafen). Im Februar 2019 genehmigte der Stadtrat die Rahmenplanung für die Erneuerung des Hafens. Auch durch das Abwandern der Industrie ist die früher erhebliche Umweltverschmutzung (vorwiegend Bleibelastung des Golfs von Triest) stark zurückgegangen. Die Jugendarbeitslosigkeit betrug 2012 17,67 % und stieg 2013 auf 23,25 %.

### Demographische Entwicklung
Triest entwickelte sich im Römischen Reich von einem kleinen, relativ unbedeutenden Ort zu einer reichen, betriebsamen Hafenstadt. Im 1. Jahrhundert n. Chr. wird die Bevölkerung von Triest auf rund 12.000 Einwohner geschätzt. Mit dem Zerfall des Römischen Imperiums, zahlreichen Barbareneinfällen und der wiederholten Zerstörung der Stadt sank die Bevölkerungsanzahl im Mittelalter auf etwa 4.000 Einwohner. Erst mit der Ernennung zum Freihafen 1719 und der damit verbundenen zunehmenden Bedeutung innerhalb der österreichischen Monarchie erlebte die Stadt einen erneuten Aufschwung, der insbesondere ein rapides Bevölkerungswachstum zur Folge hatte: Lebten um 1717 nur 5.600 Menschen in Triest, so waren es 1800 bereits 20.900. Im Jahr 1900 hatte Triest einschließlich des Militärs 134.143 Einwohner.
Nach 1945 gab es eine starke Zunahme der Bevölkerung Triests, denn in Dalmatien und Istrien verließ der überwiegende Teil der italienischen Bevölkerungsgruppe, ob freiwillig oder gezwungen, das kommunistische Jugoslawien Richtung Norden. Das führte in Triest zu einer großen Wohnungsnot und der Errichtung von Barackenlagern. Seit Mitte der 1960er Jahre nimmt die Einwohnerzahl wieder ab. Der deutliche Bevölkerungsrückgang von 25 % ist zurückzuführen auf die Suburbanisierung, auf den Weiterzug der vielen italienischsprachigen Nachkriegsflüchtlinge aus Dalmatien bzw. Istrien, aber auch auf die wirtschaftliche Isolation, unter der Triest lange Zeit litt. Mit dem EU-Beitritt Sloweniens 2004 und Kroatiens 2013 ist diese regionale Grenzlage jedoch zu einem Vorteil für Triest geworden. Gemäß der ISTAT-Volkszählung 2011 beträgt im Gegensatz zum „jugendlichen“ Stadtbild Triests wegen der vielen auswärtigen Schüler und Studenten das Durchschnittsalter der Triestiner 48,9 Jahre (Italien: 43,3 Jahre) und es ist ein weiterer erheblicher Anstieg zu erwarten. Bei Erhebungen zum durchschnittlichen Einkommen der Bevölkerung liegt Triest regelmäßig als führende Stadt des Nordostens Italiens vor Bozen, Padua, Vicenza und Venedig.
Die folgenden Übersichten zeigen die Einwohnerzahlen nach dem jeweiligen Gebietsstand zwischen den Jahren 1617 und 2009. Bis 1857 handelt es sich meist um Schätzungen, ab 1869 um Volkszählungsergebnisse von Statistik Austria und ab 1921 vom ISTAT.
| Jahr | Einwohner | Anmerkungen |
| ---- | --------- | --- |
| 1617 | 3000      | |
| 1693 | 10.183    | |
| 1717 | 5600      | |
| 1735 | 3865      | |
| 1758 | 6424      | davon 5051 in der Altstadt in 538 Häusern und 1373 in der Neustadt in 92 Häusern, 6066 katholischen, 46 protestantischen, 91 griechisch-orthodoxen und 221 mosaischen Glaubensbekenntnisses |
| 1765 | 6518      | |
| 1775 | 10.664    | |
| 1792 | 22.920    | |
| 1800 | 20.900    | Bevölkerungsrückgang als Kriegsfolge |
| 1810 | 29.908    | |
| 1812 | 20.633    | |
| 1820 | 33.550    | |
| 1830 | 42.913    | |
| 1837 | 51.982    | |
| 1845 | 58.322    | |
| 1850 | 63.931    | |
| 1857 | 64.096    | nach anderen Angaben 65.874 Einwohner, darunter über 3000 Ausländer (besonders Griechen, Schweizer, Engländer, Armenier und Amerikaner), vorwiegend Katholiken (2100 Protestanten, 4000 Juden); gesprochen wird meist italienisch und deutsch, auch slawisch, griechisch, französisch                                                               |
| 1869 | 70.274    | |
| 1880 | 74.544    | [ 51 ] |
| 1890 | 120.333   | |
| 1900 | 134.143   | einschließlich des Militärs (1953 Mann) 134.143 Einwohner – mit den 13 Vororten und dem zum Gebiet von Triest gehörigen elf Dörfern 178.599 Einwohner –, die überwiegend der italienischen Nationalität (24.679 Slowenen, 8880 Deutsche) und der römisch-katholischen Religion (1792 Evangelische, 1378 Griechisch-Orthodoxe, 4954 Juden) angehören |
| 1910 | 160.993   | |

| Jahr      | 1921    | 1931    | 1936    | 1951    | 1963    | 1971    | 1981    | 1991    | 2001    | 2005    | 2009    |
| --------- | ------- | ------- | ------- | ------- | ------- | ------- | ------- | ------- | ------- | ------- | ------- |
| Einwohner | 239.558 | 250.170 | 248.307 | 272.522 | 277.644 | 271.879 | 252.369 | 231.100 | 211.184 | 206.590 | 205.507 |

### Volksgruppen
Triest vereint aufgrund seiner geographischen Lage und Vergangenheit verschiedene Völker, Sprachen und Religionen.
Bereits seit dem 18. Jahrhundert wurde Triest von verschiedenen Volksgruppen bewohnt, die sowohl ihre Kulturen und Religionen als auch die eigenen Traditionen mitbrachten.
Am Ende des 19. Jahrhunderts bildeten die Italiener die Mehrheit der Triestiner Bevölkerung (62 %), gefolgt von Slowenen (14 %) und Deutschösterreichern (10 %). Die übrige Bevölkerung setzte sich aus Griechen, Briten, Armeniern und Türken zusammen. 1867–1918 hatten Triestiner aller Muttersprachen einheitlich die österreichische Staatsbürgerschaft.
Auch heute bilden Italiener die Mehrheit der Bevölkerung und verleihen dem Stadtbild einen vorwiegend italienischen Charakter, der allerdings nach wie vor von einer größeren Minderheit von Slowenen und Kroaten und einem kleinen Anteil von Österreichern und Griechen beeinflusst wird. Seit einigen Jahren sind auch andere Nationalitäten wie Albaner, Chinesen und Afrikaner in Triest vertreten und prägen zunehmend einzelne Stadtviertel.
Neben der römisch-katholischen Bevölkerungsmehrheit mit ihren vielen Kirchen gibt es eine griechisch-orthodoxe Gemeinde mit der Kirche San Nicolo dei Greci, eine serbisch-orthodoxe Gemeinde mit der Kirche San Spiridione, eine italienische evangelische Gemeinde mit ihrer evangelischen Kirche, die Gemeinde der Waldenser mit der Kirche San Silvestro und eine armenische Gemeinde mit der Kirche Madonna delle Grazie. Die muslimische Gemeinde in Triest umfasst ungefähr 6.000 Mitglieder aus mehr als 30 verschiedenen Staaten.

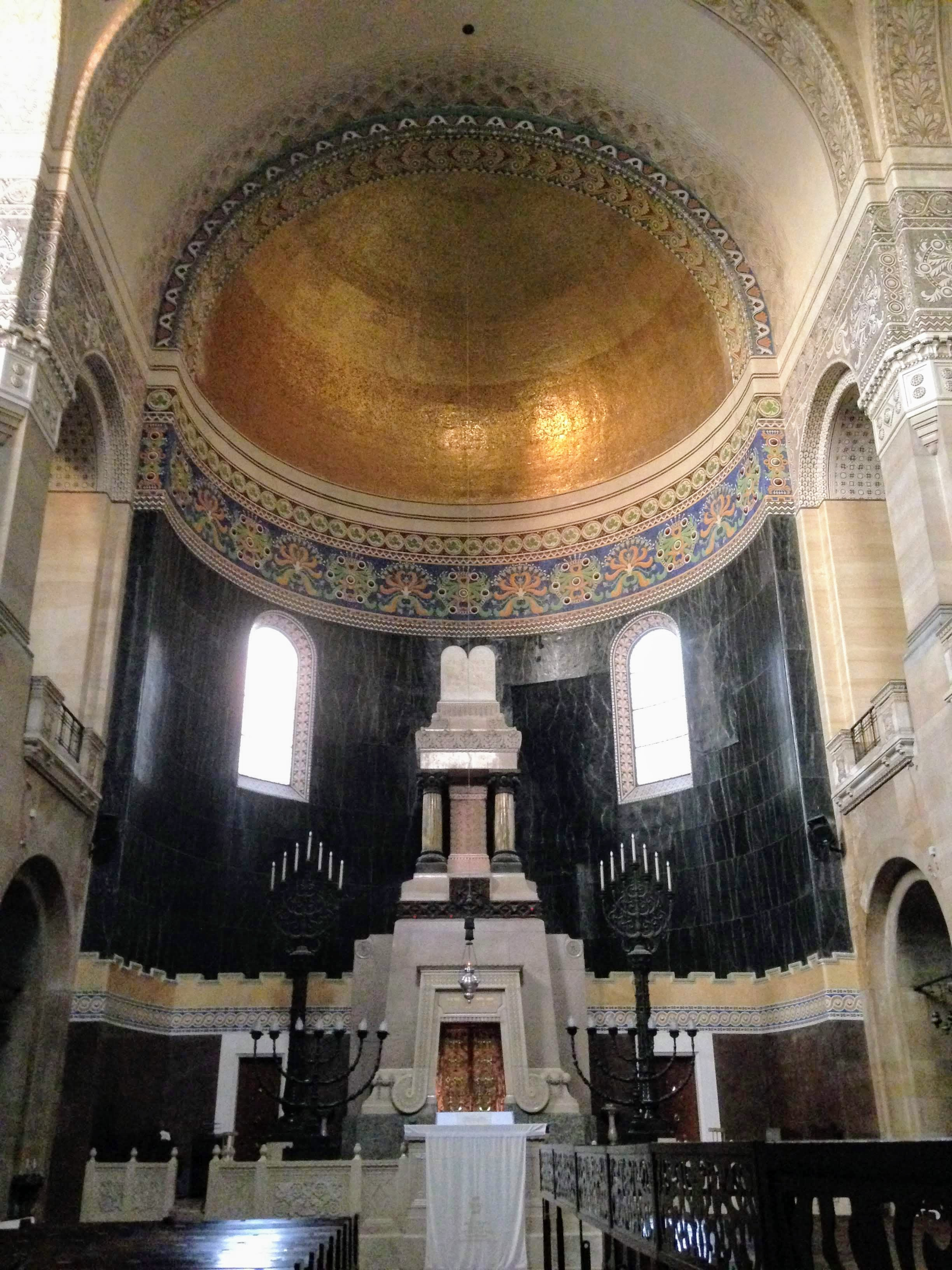
Innenansicht Synagoge Triest

Die jüdische Gemeinde von Triest zählte vor dem Zweiten Weltkrieg 6.000 Mitglieder. Sie war eine der größten Italiens, im Jahre 1938 nach Bevölkerungsanteil mit 2,5 Prozent die größte. Die Synagoge zählt zu den größten und bedeutendsten in Europa. Zur Zeit der jüdischen Aufklärung – der Haskala wurde eine Orgel eingebaut und gespielt. Seit 1945 wird der Gottesdienst wieder nach orthodoxem Ritus ohne Musik gehalten. Die Gemeinde zählt heute ca. 600 Mitglieder. Die jüdischen Familien stammen aus Mitteleuropa, aber auch aus Korfu und dem sonstigen Mittelmeerraum. Gemäß Andrea Mariani, ehemaliger Präsident der jüdischen Gemeinde, werden inzwischen die Gottesdienste askenasisch mit sefardischen Bräuchen gehalten, wodurch sich ein eigener Triestiner Ritus ergibt. Heute sind neben der Synagoge das Jüdische Museum „Carlo und Vera Wagner“, das ehemalige Ghetto in der Citta Vecchia, die Via San Nicolo 30 mit dem Antiquariat „Umberto Saba“, der Jüdische Friedhof sowie die Gedenkstätte KZ Risiera di San Sabba Orte des jüdischen intellektuellen Lebens und Gedenkens.

### Sprachen
Die Stadtbevölkerung spricht vor allem Italienisch bzw. Triestinisch, in einigen Vororten und im Umland wird Slowenisch gesprochen. Eine sehr kleine Minderheit spricht noch Deutsch. Die italienische Sprache war lange Zeit in Triest und seiner Umgebung nicht richtig ausgeprägt. Bis zum Anfang des 19. Jahrhunderts wurde die friulanische Varietät Tergestino gesprochen. Das Tergestino verschwand, als die Bedeutung anderer Sprachen und Dialekte wie Venezianisch, Slowenisch und Deutsch zunahm.
Es entwickelte sich ein neuer italienischer Dialekt, das sogenannte Triestinisch (italienisch Triestino, mundartlich Triestín). Dieser Dialekt ähnelt dem Venezianischen, enthält aber auch Elemente der friulanischen, slowenischen, kroatischen, deutschen und griechischen Sprache. Der italienische Schriftsteller Claudio Magris bezeichnet den Dialekt als fast eigene Sprache.
Im Gegensatz zu vielen anderen Dialekten ist der Triestiner Dialekt in den vergangenen Jahren nicht zurückgegangen, sondern wird heute von der gesamten Triestiner Bevölkerung und insbesondere auch im Behördenverkehr aktiv gesprochen. Eng mit dem Triestiner Dialekt gilt das Lebensmotto der Triestiner „Sempre allegri, mai passion, viva là e po bon!“ („Immer fröhlich, nie leiden, hier leben und den Rest vergessen“) verbunden.

## Wirtschaft und Verkehr

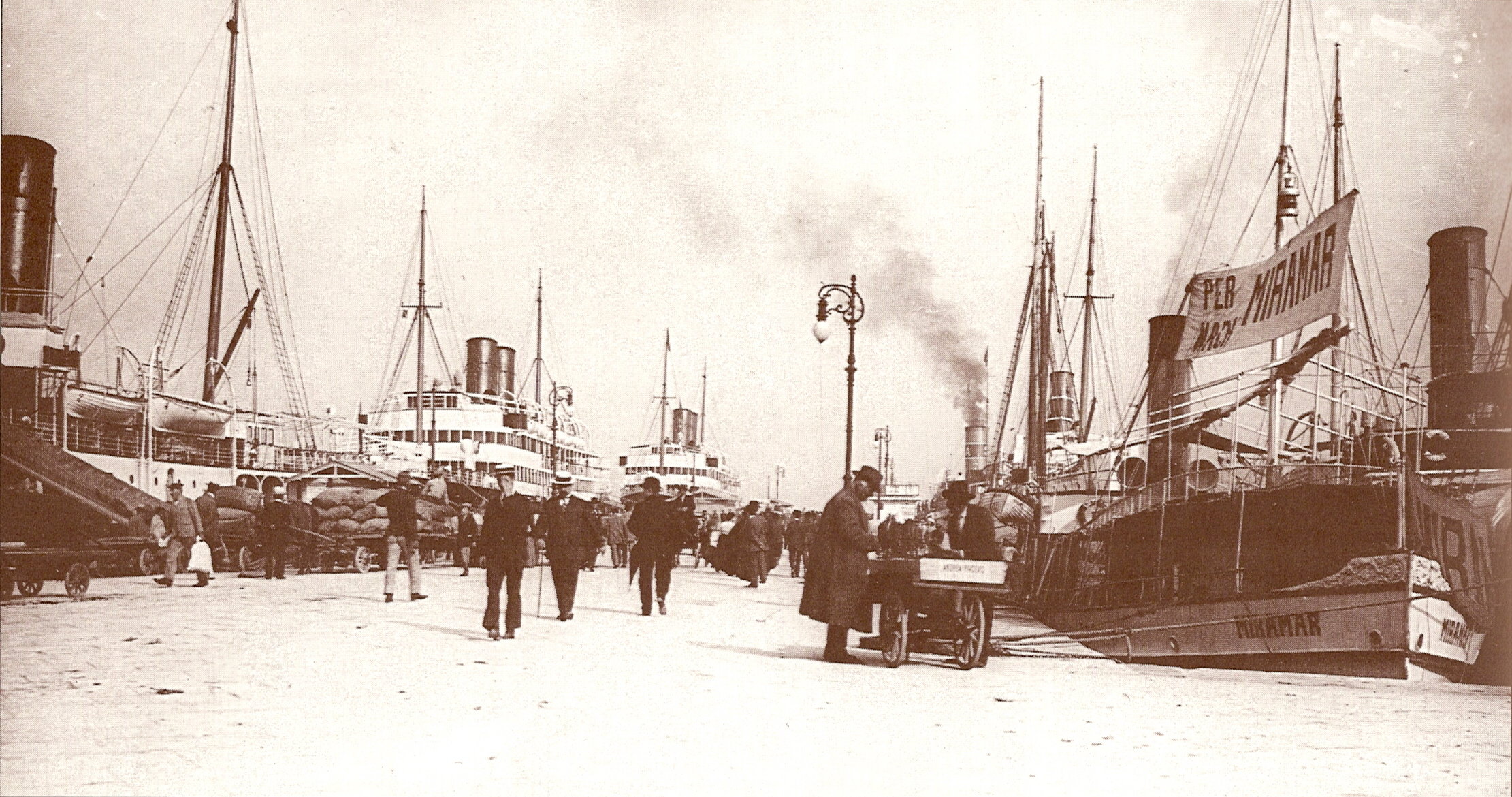
Händler und Passagiere am Molo San Carlo, etwa um 1900

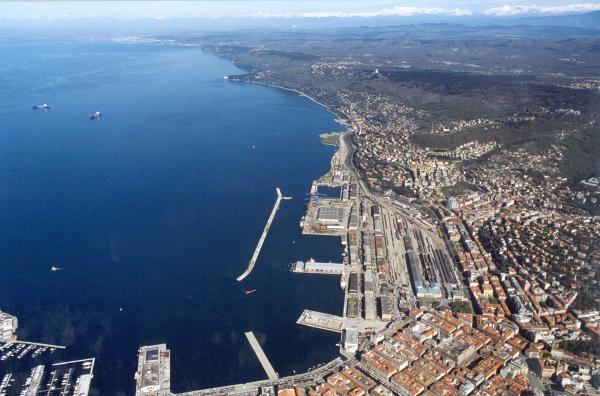
Der Hafen Porto Vecchio

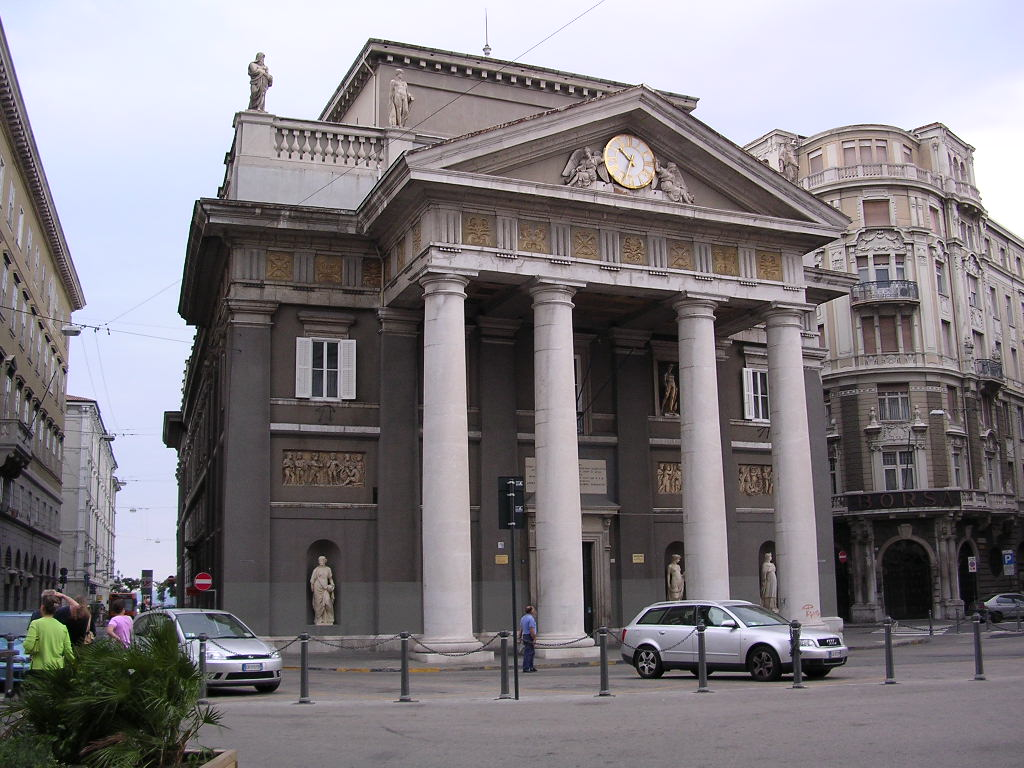
Die Börse von Triest, Gebäude von 1804 (2004)

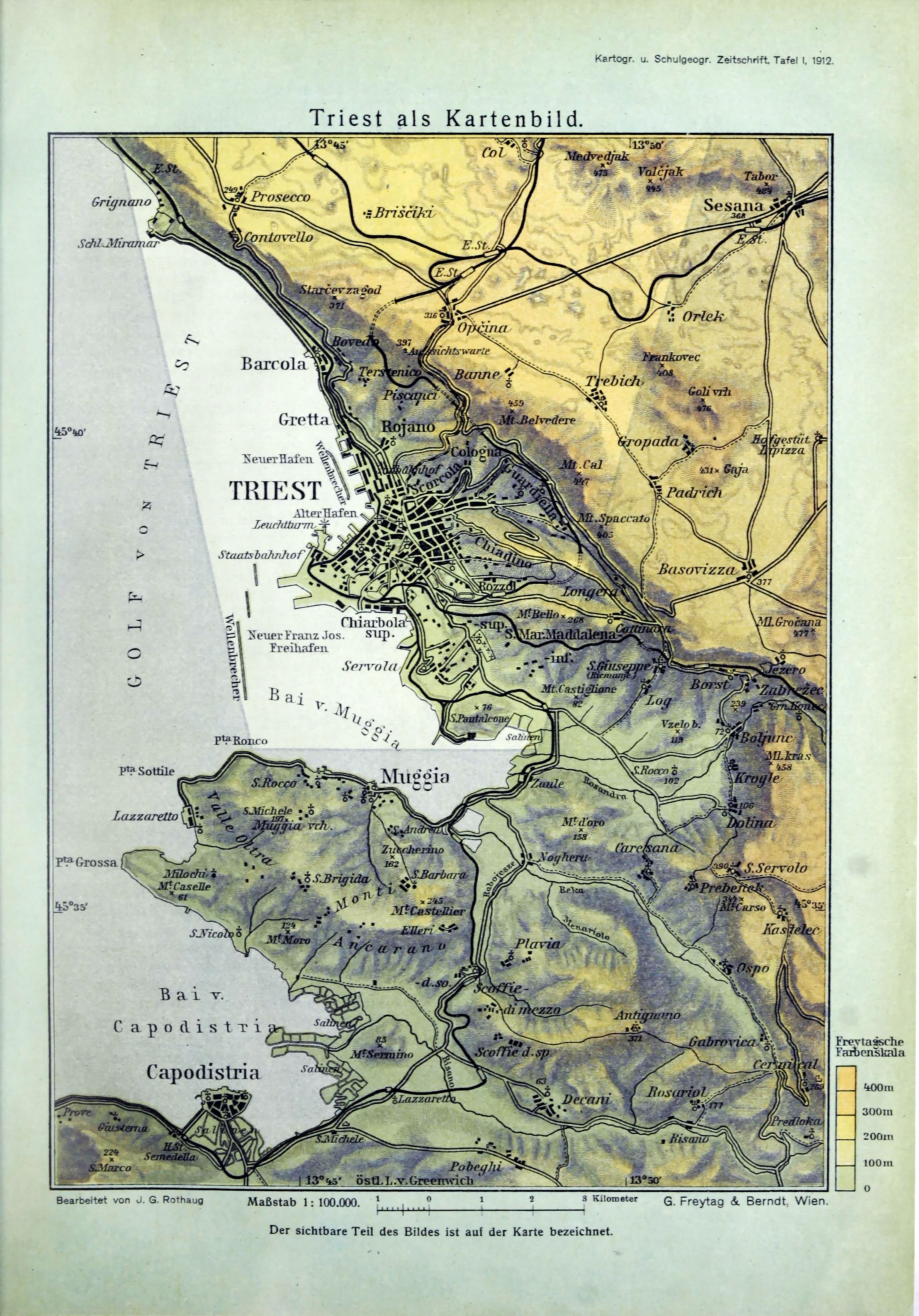
Verkehrserschließung, 1912

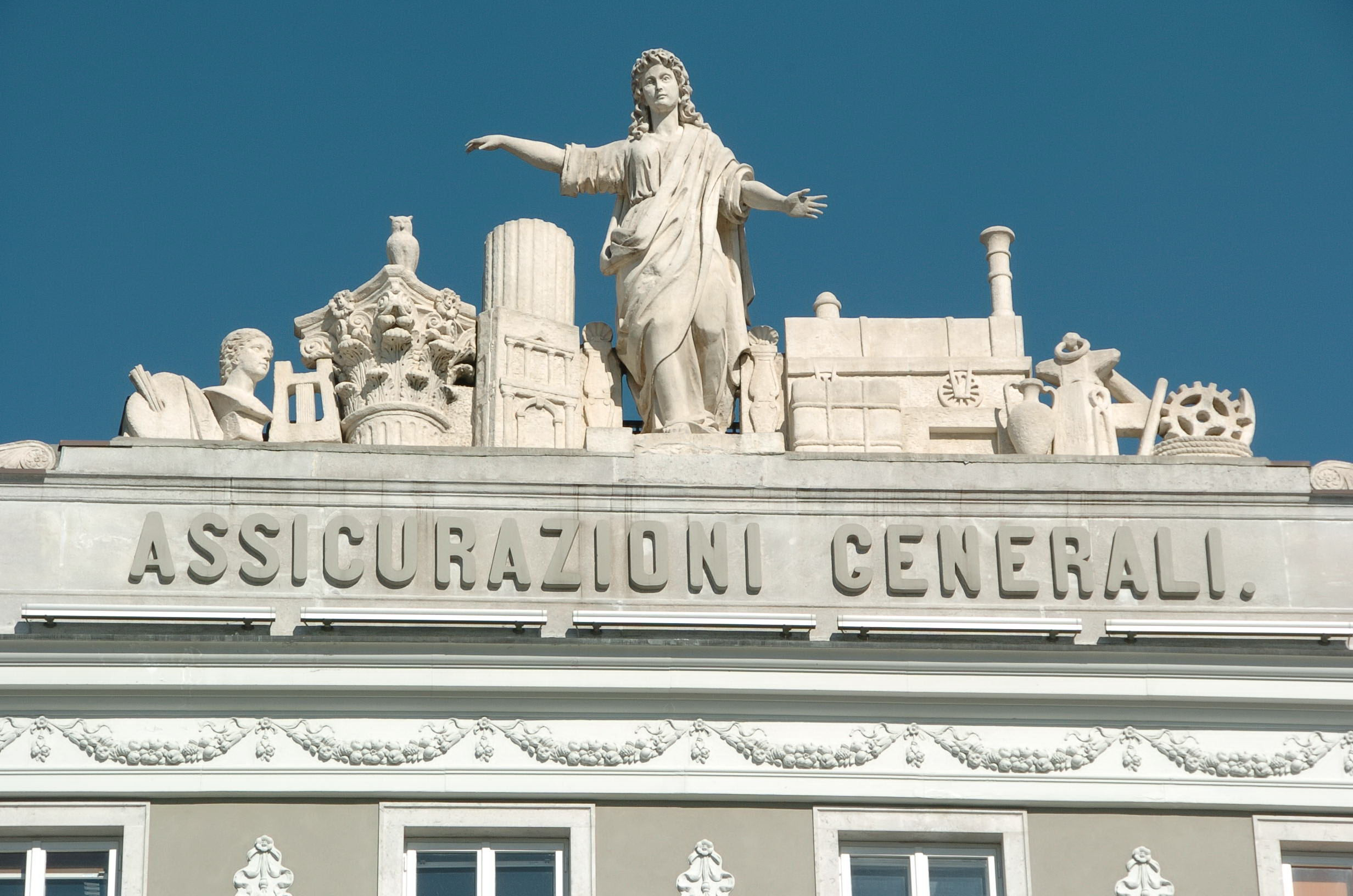
Assicurazioni Generali, Fassadendetail an der Casa Stratti

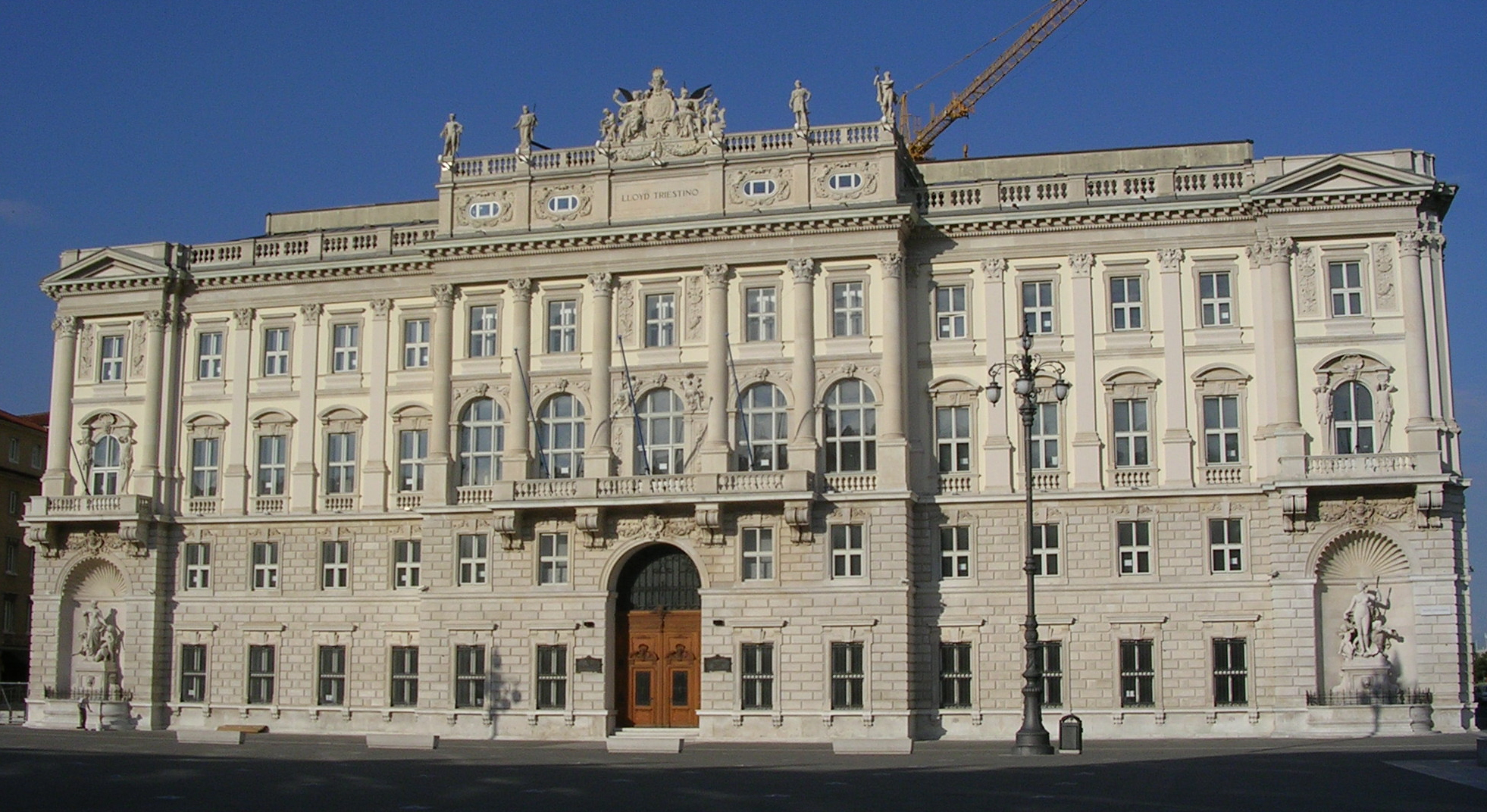
Sitz des Lloyd Triestino, bis 1918 Österreichischer Lloyd

Triest ist eine italienische Hafenstadt mit guten Verbindungen nach Zentraleuropa. Durch die jahrelange isolierte Lage am Eisernen Vorhang waren traditionelle Handelswege unterbrochen und die Wirtschaft stagnierte, während sich die Stadt als internationaler Forschungsstandort und Universitätsstadt etablierte. Triest ist seit 1964 Ausgangspunkt der Transalpinen Ölleitung. Seit Ende der 1990er Jahre und dem EU-Beitritt Sloweniens und Kroatiens befindet sich die Stadt im wirtschaftlichen Aufbruch. Bedeutende Unternehmen wie Assicurazioni Generali, Fincantieri oder Illy haben heute ihren Hauptsitz in Triest.
Entsprechend der wirtschaftlichen Entwicklung nach 1945 war der Immobilienmarkt in Triest lange Zeit unterentwickelt und bewegt sich auch heute noch im Vergleich zu sonstigen italienischen Städten auf tiefem Stand, wobei es in den letzten Jahren positive Impulse gibt. Das liegt einerseits an der Seidenstraßen-Initiative, dem aufstrebenden städtischen Tourismus, der sehr guten Lebensqualität und andererseits dem bisherigen sehr tiefen Preisniveau. Liegenschaften im meernahen historischen Zentrum, insbesondere in Barcola mit seinen Bade- und Freizeitmöglichkeiten, und an der umliegenden Küste sind besonders gesucht. Das diesbezügliche Grundbuchsrecht stammt aus der altösterreichischen Gesetzgebung und ist von der italienischen Rechtsordnung nach 1918 in Triest wie auch in den Provinzen Trient, Bozen und Görz sowie in einigen Gemeinden der Provinzen Udine, Brescia, Belluno und Vicenza übernommen worden.

### Schiffsverkehr
Der Hafen von Triest ist einer der größten italienischen und ein bedeutender Seehafen der oberen Adria. Triest hat sich auch als wichtigster Hafen für Öltanker im Mittelmeerraum etabliert. An einer Kailänge von 770 Metern stehen sieben Post-Panamax-Kräne. Im Trieste Marine Terminal können bei einer natürlichen Wassertiefe von 18 Metern auch Ultra Large Container Ships gelöscht werden. Der Containerbahnhof im Hafen hat eine Kapazität von 11.500 Zügen im Jahr und besteht aus fünf Gleisen mit jeweils 600 Meter Länge und drei schienengeführten Kränen.

#### Freihafen
Der Hafen von Triest hat eine Freihandelszone bzw. ist ein Freihafen und verfügt über fünf Freizonen, die durch den Internationalen Friedensvertrag von 1947 abgesichert werden. Die Freizonen von Triest, ein einzigartiges Merkmal der italienischen und europäischen Rechtsordnung, bieten Transitwaren, die gelagert oder verarbeitet werden, verschiedene Vorteile, da sie sich in einem Zollgebiet der Europäischen Union befinden. Die Befreiung von der Zollabfertigung bringt eine Reihe günstiger Bedingungen mit sich. So können Waren, die aus Nicht-EU-Ländern eintreffen, ohne Zollgebühren, Mehrwertsteuer und andere Importgebühren entladen und gelagert werden, bis diese Waren die Grenzen der EU überschreiten. Alle Arten von Waren können unbegrenzt gelagert werden, die Herkunft der Waren kann beibehalten werden, und der Freihafen kann jede Art von Industrie, Handel oder Hilfstätigkeiten beherbergen.
Aufgrund seiner geografischen Lage ist er ein wichtiger Handelshafen für Deutschland, Österreich, Luxemburg, Ungarn, Tschechien, die Slowakei und Italien mit Verbindungen nach Fernost, Direktverbindungen im Mittelmeer, Reedereien spezialisiert auf Fahrtgebiete im Mittleren Osten, Indien, Pakistan und Ostafrika sowie schnellen Direktverbindungen zu den Hubs am Mittelmeer mit Anschluss an zahlreiche weitere weltweite Destinationen. Bedeutende Handelsrouten laufen dabei über Triest in die Türkei bzw. nach Griechenland und von dort über den Iran oder über den Suez-Kanal Richtung China.
Dazu gibt es jüngst umfangreiche chinesische Initiativen zum weiteren und intensiven Ausbau der Seidenstraße mit seinen Wirtschaftskorridoren und Transportlinien einerseits vom Schanghaier Tiefwasserhafen Yangshan über den Suez-Kanal, den griechischen Hafen Piräus bis zum Tiefwasserhafen Triest bzw. andererseits als Landweg beginnend in der chinesischen Küstenstadt Yiwu über Kirgistan, den Iran bis in die Türkei. Gerade hinsichtlich der Türkei und der Landverbindungen nach Ostasien kommen dabei Trailer im RoRo-Verkehr zum Einsatz. Triest ist neben dem Zugang zur Seidenstraße der größte Eisenbahnhafen in Italien, wobei 2016 insgesamt 7631 Züge bzw. 2017 insgesamt 8681 Züge abgefertigt wurden. Seit 2017 gibt es Güterzugverbindungen Triests mit dem Hafen von Duisburg, der über die sogenannte „Neue Seidenstraße“ nach China angebunden ist. Über diese Kooperation mit dem Duisburger Hafen (- dieser ist traditionell den Nordseehäfen wie Rotterdam und Antwerpen verbunden) ist der Hafen von Triest und damit die „maritime Seidenstraße“ (- die Verbindung Triests über das Mittelmeer, den Suezkanal, den Golf von Aden, Nairobi in Äthiopien, Kolkata in Indien, Colombo in Sri Lanka, über Jakarta bis in den Fernen Osten) mit der Landverbindung „Neue Seidenstraße“ (- die Verbindung Westeuropas über Moskau und Kasan nach China) verbunden. Es gibt enge direkte Beziehungen zwischen der Stadt Triest und der chinesischen Hafenstadt Shenzhen. Im Rahmen der neuen chinesischen Seidenstraße-Initiative geht es auch um spezielle Logistikförderung zwischen dem noradriatischen Hafen und Shanghai bzw. Guangdong unter Einbindung der China Communications Construction Company.
Im Hinblick auf den Hafen, die Zollerleichterungen im Freeport und die völkerrechtlichen Möglichkeiten durch die Verträge in der Zeit nach dem Zweiten Weltkrieg (u. a. Resolution 16 des Sicherheitsrates der Vereinten Nationen vom 10. Januar 1947, Vertrag von Osimo) werden auch immer wieder Vergleiche zwischen Triest und Singapur hergestellt.
2016 belief sich der Güterumschlag im Hafen auf ein Volumen von 59 Mio. Tonnen, davon 43 Mio. Tonnen Flüssiggut wie Rohöl, das über das Terminal SIOT weitergeleitet wird (über die Transalpine Ölleitung in Richtung Österreich (Schwechat) und Deutschland (Ingolstadt), mit einer Abzweigung bis nach Tschechien). Dabei werden acht Raffinerien in Österreich, Süddeutschland und Tschechien beliefert. Österreich bezieht 90 Prozent seines Rohöls über die TAL, Bayern und Baden-Württemberg 100 Prozent (Deutschland 40 Prozent) und Tschechien 40 Prozent.
Das restliche Ladungsaufkommen im Hafen besteht u. a. aus festem Massengut (2 Mio. t) wie Kohle, Holz, Mineralstoffe, Getreide und Ölsamen. Der Umschlag von Containern ist mit 486.507 TEU (2016) bzw. 616.156 TEU (2017) nicht so bedeutend.
Neben der Funktion als Umschlagplatz von Rohöl und anderen Gütern dient der Hafen von Triest auch als Fähr- und Kreuzfahrthafen.
Am Molo Veneziano bei der Piazza Venezia ankern Fischerboote. Es wird im Sommer mit „lampare“ (große Lampen) und im Herbst und Winter mit „redi di posta“ (kleineren Fischernetzen) gefischt. Im Golf von Triest ist wegen des glasklaren nährstoffarmen Wassers mit dem wenigen Plankton der Fischfang an sich herausfordernd. Die Fischsaison dauert im Wesentlichen von Mai bis Juli. Im Hinblick auf die Fischfortpflanzung ist der Fischfang im August verboten und im Winter eingeschränkt. 2009 gab es weniger als 200 Berufsfischer in der Stadt.

#### Geschichtliches zum Hafen
Die Bedeutung des Hafens von Triest als Seehafen und Umschlagplatz wuchs ab dem 18. Jahrhundert mit der 1719 erfolgten Erhebung der Stadt zum Freihafen durch Kaiser Karl VI. Die Eröffnung des Sueskanals im Jahr 1869 stärkte Triests Stellung als Handels- und Wirtschaftszentrum. Denn der günstigste und kürzeste Seeweg vom Mittleren und Fernen Osten nach Europa führte über den Sueskanal durch das Mittelmeer, die Adria hinauf nach Triest. Der Hafen von Triest wurde somit zu einem Tor Europas und ermöglichte dem mitteleuropäischen Wirtschaftsgebiet, nicht zuletzt aufgrund neuer Eisenbahnverbindungen nach Triest gegen Ende des 19. Jahrhunderts, den direkten Zugang zu fernen Ländern in Asien.
1914 hatten zwölf Schifffahrtsgesellschaften mit insgesamt 716.198 Bruttoregistertonnen (BRT) ihren Sitz in Triest. Die größten davon waren:
- Österreichischer Lloyd mit 65 Schiffen und insgesamt 237.000 BRT
- Austro-Americana mit 34 Schiffen und 145.000 BRT
- Tripcovich & Co mit 16 Schiffen und 58.000 BRT
- Navigazione Libera Triestina (NLT) mit 16 Schiffen und 42.000 BRT

In den letzten Jahren erhielt der Hafen von Triest verstärkt Konkurrenz durch den nahegelegenen Hafen Koper in Slowenien und den Hafen Rijeka in Kroatien (tiefste Zufahrt für Schiffe in der Adria). Der Hafen von Triest ist in fünf Freihandelszonen unterteilt, von denen drei privatwirtschaftlich betrieben werden. Er verfügt über zwölf Kais und 47 operative Liegeplätze.

### Schienenverkehr

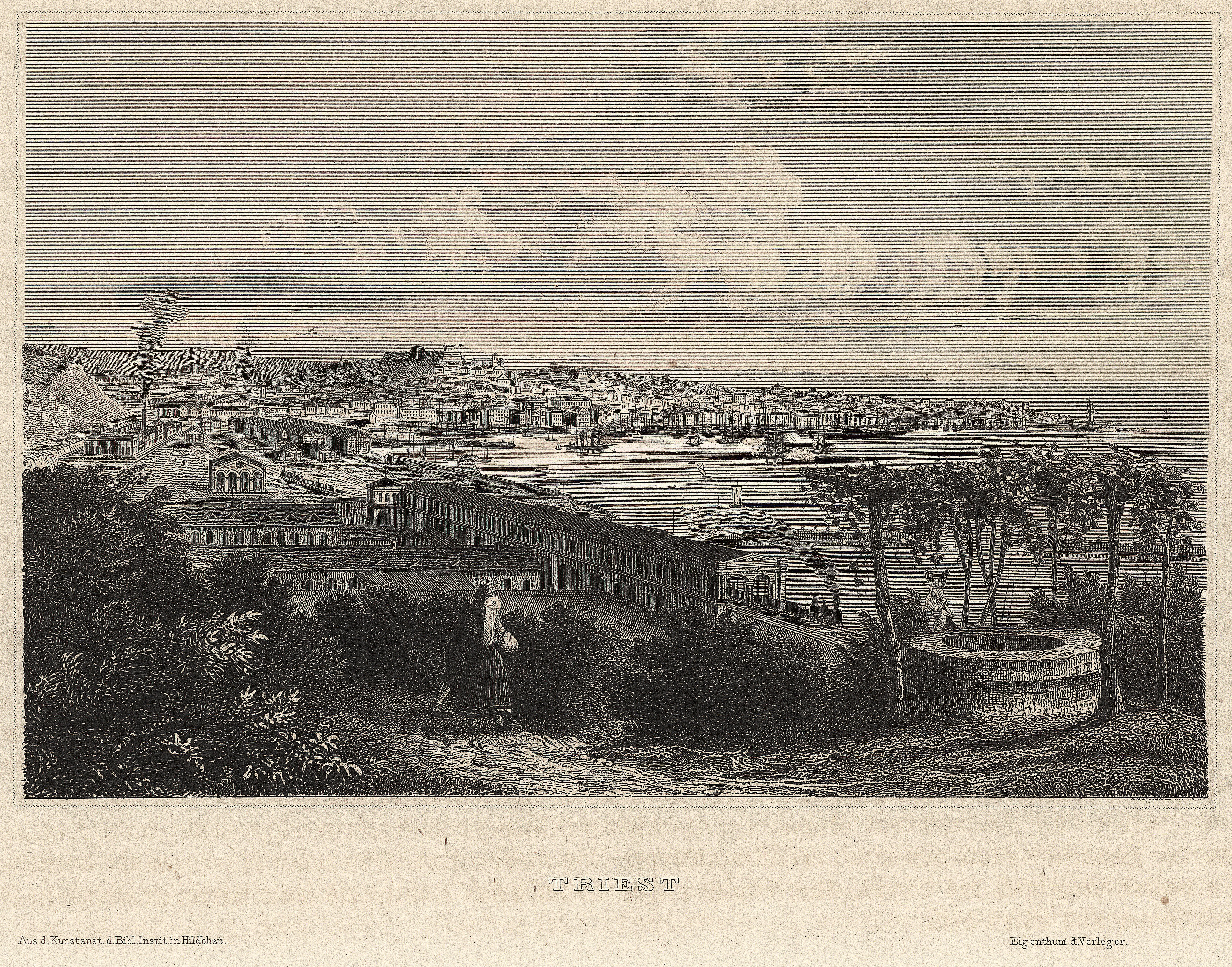
Der Triester Bahnhof zum Ende der 1850er Jahre

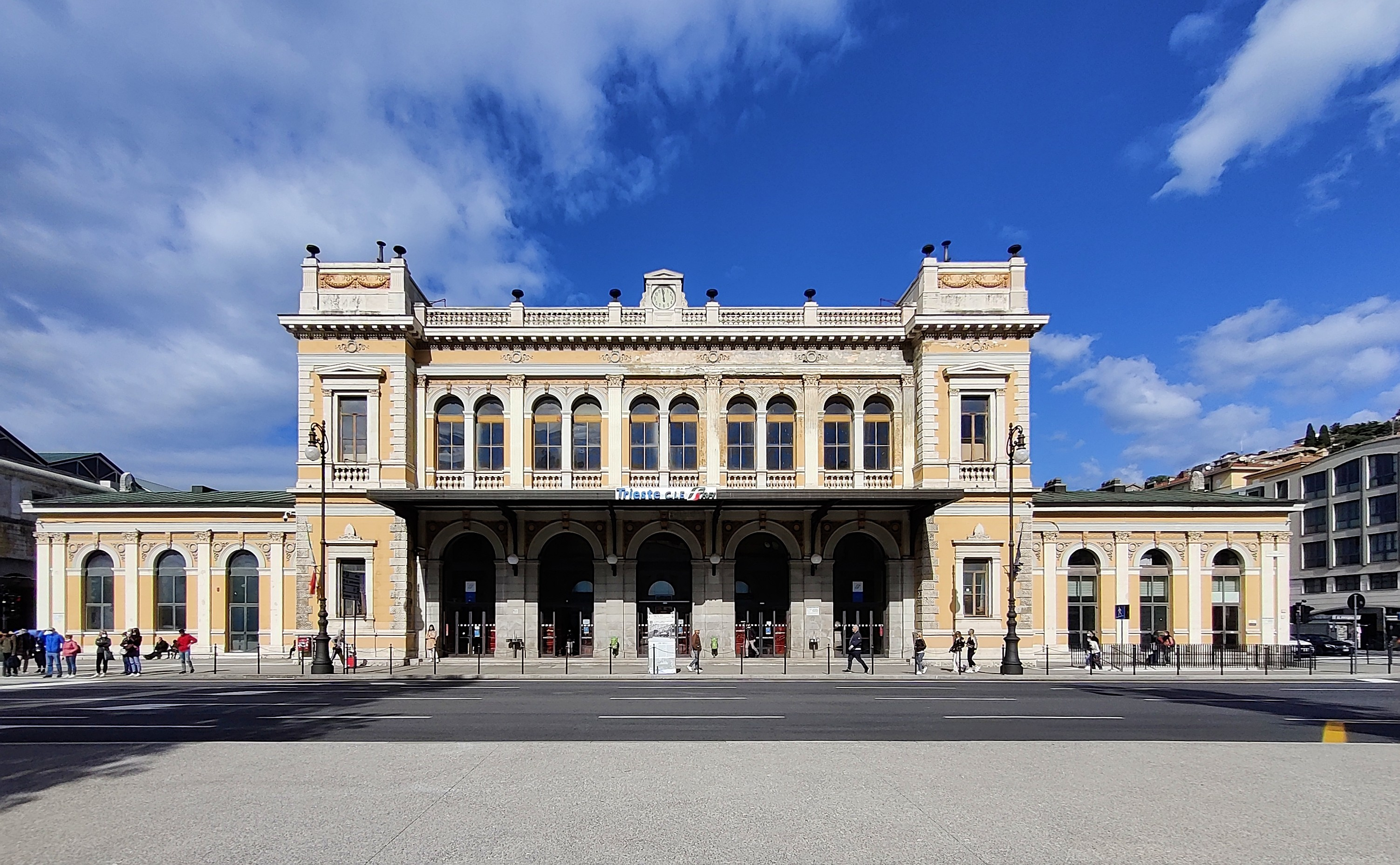
Der Bahnhof von Triest

Vom heutigen Bahnhof Trieste Centrale (ursprünglich Triest Südbahnhof), der sich an der Stelle des ersten Südbahnhofes befindet, gibt es stark genutzte Eisenbahnverbindungen Richtung Venedig/Mestre bzw. Mailand und Udine. Triest ist Teil der Planungen zum TEN-Korridor V, soll an das italienische TAV-Netz angeschlossen werden und hinsichtlich einer schnellen Verbindung bzw. Bahntrasse nach Ljubljana laufen Verhandlungen.
Das Schienenverkehrsnetz der Stadt Triest basiert historisch gesehen auch auf Bahnstrecken aus der altösterreichischen Zeit. Die Südbahn-Gesellschaft erreichte Triest nach Überbrückung des Semmerings bereits 1857. Um die Monopolstellung der privaten Südbahn zu brechen, errichteten die k.k. Staatsbahnen (kkStB) eine zweite Bahnverbindung, die die Tauern, die Karawanken und den Wocheinerpass zu überwinden hatte. Diese Bahnverbindung wird meist als Wocheinerbahn, Transalpina oder Neue Alpenbahn bezeichnet. Der Endbahnhof Trieste San Andrea (ursprünglich: Triest Staatsbahnhof, seit 1923 Campo Marzio, gelegen an der äußersten Westspitze im Hafen und südwestlich des Südbahnhofs) ist seit 1959 nicht mehr in Betrieb, beherbergt aber seit 1984 das Triester Eisenbahnmuseum.
Vor dem Ersten Weltkrieg war Triest an internationale D-Züge angebunden, die von Berlin (Anhalter Bahnhof) nach Triest im damaligen Österreich-Ungarn fuhren. Ab 1912 erreichte der Simplon-Express Triest und schaffte somit eine direkte Verbindung nach Paris und London. Die Züge hatten Anschluss an die Schiffe des österreichischen Lloyds von Triest nach Alexandria in Ägypten. Nach dem Ersten Weltkrieg wurde der Simplon-Express über Triest hinaus bis Istanbul verlängert und wurde somit zum Simplon-Orient-Express. Dieser Zug wurde nach dem Zweiten Weltkrieg zu einer der wenigen Verbindungen von Westeuropa nach Osteuropa; das Verkehrsaufkommen war aber so gering, dass 1950 gerade einmal drei Wagen die jugoslawische Grenze zwischen Triest und Sežana überquerten.
Noch bis etwa 1975 führte die ÖBB mit dem Triebwagenschnellzug Miramare eine Direktverbindung von Wien über Graz, Maribor und Ljubljana nach Triest. Für den Zug wurde der Dieseltriebwagen Blauer Blitz verwendet. Seit 2021 gibt es wieder eine tägliche Direktverbindung von Wien nach Triest über Ljubljana. Ein Reiseangebot von Wien aus verlangte im Herbst 2013 das Umsteigen in Udine, zwei andere führen mit mehrmaligem Umsteigen über Salzburg und die Tauernbahn. Seit 2018 gibt es wieder täglich morgens und abends eine Direktverbindung zwischen Triest und Ljubljana mit modernen Triebwagen (nur 2. Klasse). Die Fahrzeit beträgt derzeit (2019) gut 2 Stunden 30 Minuten. 
Die Verbindung mit dem Triester Hinterland in Istrien erfolgte u. a. mit der Schmalspurbahn Triest–Parenzo (heute Poreč), auch „Parenzana“ genannt. Diese Bahnstrecke ist seit 1935 stillgelegt, die Trasse wird (von der Europäischen Union gefördert) als internationaler Radwanderweg („Weg der Gesundheit und Freundschaft“) genutzt.

### Nahverkehr

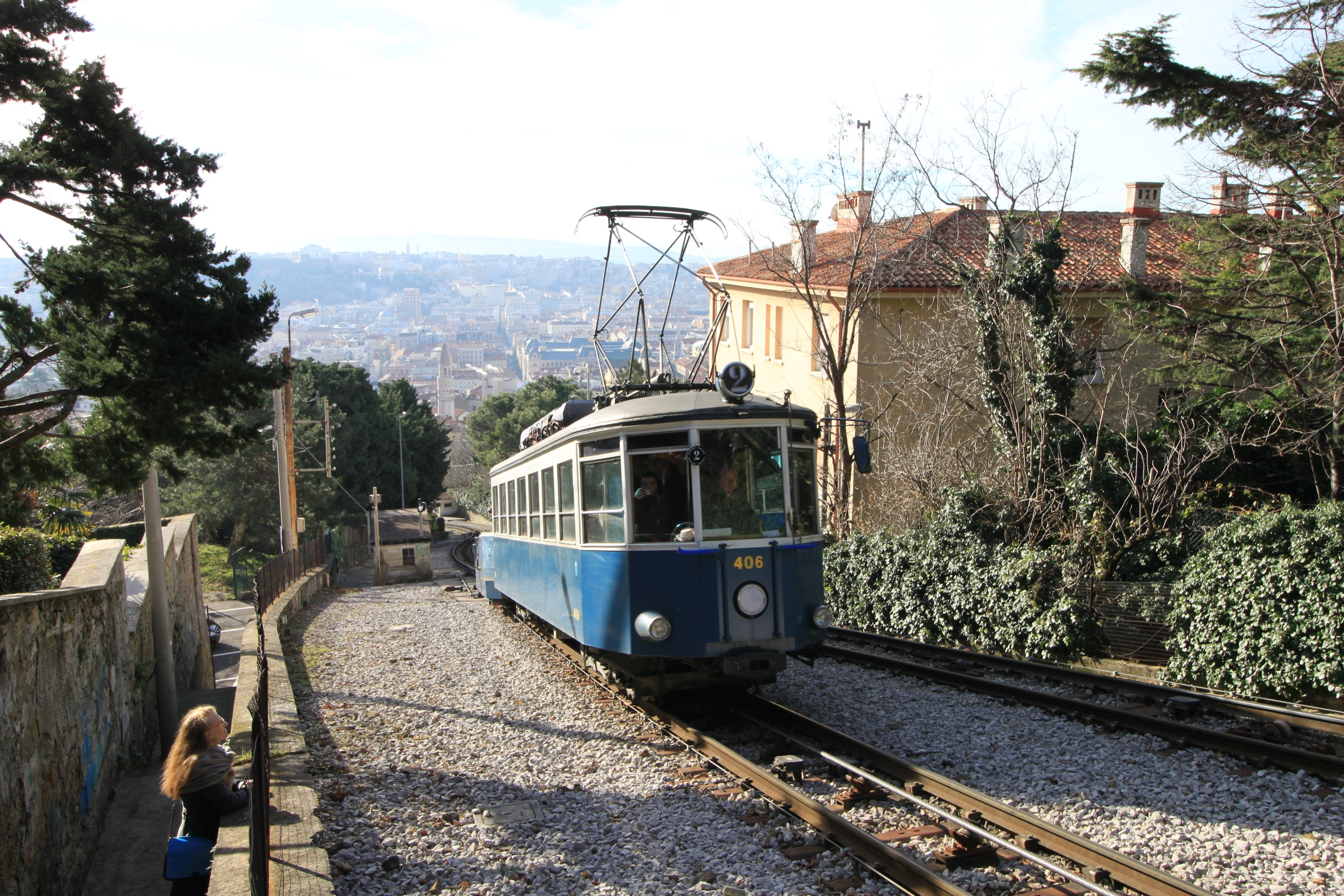
Bahnstrecke Triest–Opicina

Die normalspurige Straßenbahn Triest bestand von 1876 bis 1970. An schienengebundenen Nahverkehrsmitteln existiert lediglich noch die meterspurige Bahnstrecke Triest–Opicina. Ursprünglich wurde der Steilstreckenabschnitt mit Zahnradlokomotiven betrieben; 1928 wurde der Betrieb durch eine Schienenseilbahn ersetzt. Die Bergbahn nach Opicina, weltweit eine der letzten Strecken, bei der adhäsionsgetriebene Fahrzeuge einen Steilstreckenabschnitt mit dem Seilzugprinzip bewältigen, wurde zwischen Oktober 2012 und August 2014 einer Generalsanierung unterzogen. Die lange Sanierungszeit, ungeklärte Kosten und Proteste von Einheimischen und Touristen über unprofessionelle Vorgangsweise von Stadtverwaltung und öffentlichem Betreiber sorgten für heftige Diskussionen.
Trieste Trasporti S.p.A. ist der Konzessionär des öffentlichen Personennahverkehrs in der Provinz Triest. Die Gesellschaft gehört zu 60 Prozent der öffentlichen Hand und zu 40 Prozent der privaten Arriva.

### Luftverkehr
Der internationale Flughafen von Triest (TRS) befindet sich 33 Kilometer nordwestlich von Triest bei der Gemeinde Ronchi dei Legionari.
Der Flughafen nimmt als größter Flughafen von Friaul-Julisch Venetien eine strategisch bedeutsame Rolle für die gesamte Region ein. Aufgrund seiner geografischen Lage liegen neben der Region Friaul-Julisch Venetien mit ihren 1,2 Mio. Einwohnern auch Teile der Region Veneto und Kärnten sowie Gebiete in Slowenien und Kroatien im Einzugsbereich des Flughafens, das somit insgesamt ca. fünf Millionen Einwohner umfasst. Unter anderem gibt es Flugverbindungen nach Rom (Alitalia), Mailand MXP (Air Alps) u. v. a. m.

### Tourismus
2014 besuchten Triest 332.000 Touristen (davon u. a. 185.000 Italiener, 32.000 Österreicher, 19.000 Deutsche, 8.000 Briten, 7.000 US-Amerikaner), was seit 2010 einen Zuwachs von 25,24 % bedeutet.

### Ansässige Unternehmen
Folgende Unternehmen und Konzerne haben ihren Hauptsitz in Triest:
- Assicurazioni Generali, Versicherungskonzern und Fortune-Global-500-Unternehmen
- Allianz Spa, Versicherungskonzern und Fortune-Global-500-Unternehmen
- Fincantieri, Schiffbauunternehmen
- Illy, Kaffeeproduktion
- Italia Marittima (bis 2006 Lloyd Triestino), Reederei
- Stock, Spirituosenhersteller mit Fabrik, wobei die kaufmännische Zentrale seit 2009 in Mailand liegt
- Telit, italienischer Mobiltelefonhersteller

Weitere prominente Unternehmen wie Wärtsilä (mit der ehemaligen Fabrik von Grandi Motori Trieste), AcegasApsAmga (Hera Group), Autamarocchi SpA, Banca Generali SpA, Genertel, HERA Trading, Nuovo Arsenale Cartubi Srl, Jindal Steel and Power Italia SpA, Pacorini SpA, Siderurgica Triestina (Arvedi Group) und die TBS Group produzieren bzw. haben ihre Niederlassung in Triest.
Triest ist Sitz vieler junger Start-up-Unternehmen entsprechend der Verknüpfung von Forschung und Entwicklung mit Hilfe der örtlichen Gründerzentren. Kooperationen in Verbindung mit der Universität von Triest und dem Area Science Park gibt es dazu beispielsweise mit der Microsoft Corporation, Assicurazioni Generali, Fincantieri und Illy.
In Triest gibt es mehr als 50 Unternehmen, die sich mit dem Handel, Verarbeitung und Technologie aber auch Ausbildung und Forschung hinsichtlich Kaffee beschäftigen, und viele dieser Unternehmen sind im „Trieste Coffee Cluster“ zusammengeschlossen. Auch wurde die 1999 in Neapel gegründete Illy Università del caffè 2002 nach Triest verlegt. Triest wird als Italiens Hauptstadt in Sachen Kaffee bezeichnet, insbesondere weil hier auch ein großer Teil des italienischen Kaffeeimports (ca. 2–2½ Millionen Säcke) umgeschlagen wird.
Ferner gibt es in Triest mehrere junge Unternehmen, die sich mit Design beschäftigen. Seit 2002 findet im Juli der Nachwuchs-Modedesigner-Wettbewerb ITS (International Talent Support) statt.

## Politik und Verwaltung

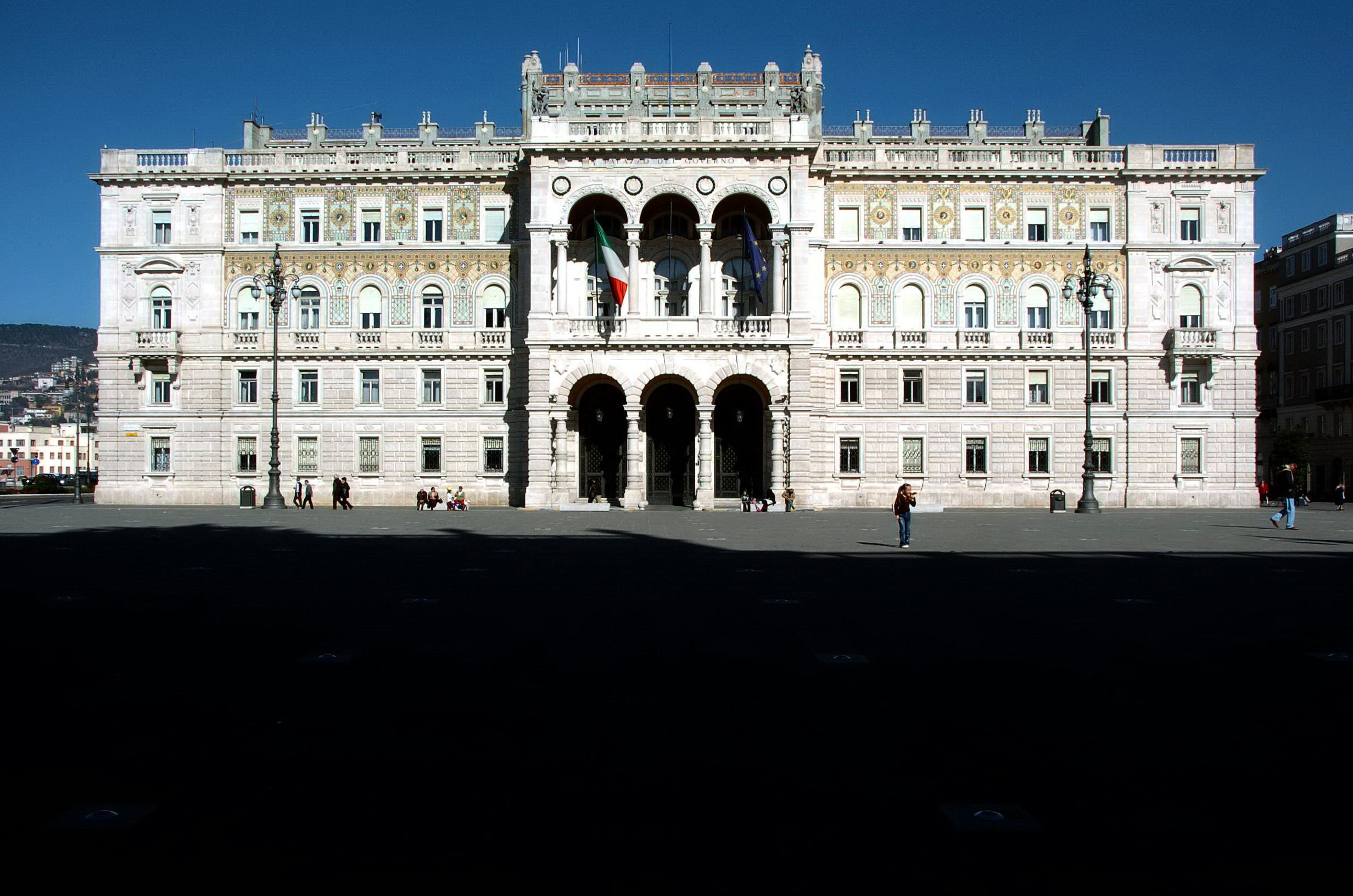
Regierungspalast auf dem Platz der Italienischen Einheit, Triest

### Bürgermeister
Folgende Bürgermeister standen der Stadt seit 1949 vor.
| Amtszeit  | Bürgermeister     | Partei                      |
| --------- | ----------------- | --------------------------- |
| 1949–1957 | Gianni Bartoli    | Democrazia Cristiana        |
| 1958–1966 | Mario Franzil     | Democrazia Cristiana        |
| 1967–1977 | Marcello Spaccini | Democrazia Cristiana        |
| 1978–1983 | Manlio Cecovini   | Partito Liberale Italiano   |
| 1983      | Deo Rossi         | Democrazia Cristiana        |
| 1983–1986 | Franco Richetti   | Democrazia Cristiana        |
| 1986      | Arduino Agnelli   | Partito Socialista Italiano |
| 1986–1988 | Giulio Staffieri  | Lista per Trieste           |
| 1988–1992 | Franco Richetti   | Democrazia Cristiana        |
| 1992–1993 | Giulio Staffieri  | Lista per Trieste           |
| 1993–2001 | Riccardo Illy     | –                           |
| 2001–2011 | Roberto Dipiazza  | Forza Italia                |
| 2011–2016 | Roberto Cosolini  | Partito Democratico         |
| seit 2016 | Roberto Dipiazza  | Dipiazza per Trieste        |
| seit 2021 | Roberto Dipiazza  | Dipiazza per Trieste        |

### Stadtgliederung
Die Gemeinde Triest ist seit 1976 in sieben Verwaltungsbezirke (circoscrizioni) eingeteilt, die jeweils mehrere Stadtteile (rioni) oder Ortschaften (frazioni) umfassen:
| Verwaltungsbezirk                                          | Stadtteile und Ortschaften |
| ---------------------------------------------------------- | --- |
| 1. Altopiano Ovest                                         | Santa Croce (Križ), Prosecco (Prosek), Contovello (Kontovel)                                                                        |
| 2. Altopiano Est                                           | Villa Opicina (Opčine), Banne (Bani), Trebiciano (Trebče), Padriciano (Padriče), Gropada, Basovizza (Bazovica)                      |
| 3. Roiano – Gretta – Barcola – Cologna – Scorcola          | Miramare (Miramar), Grignano (Grljan), Barcola (Barkovlje), Gretta (Greta), Roiano (Rojan), Scorcola, Cologna, Guardiella (Vrdela)¹ |
| 4. Città Nuova – Barriera Nuova – San Vito – Città Vecchia | Città Nuova (Borgo Teresiano), Città Vecchia, Barriera Nuova, Borgo Giuseppino, San Vito                                            |
| 5. Barriera Vecchia – San Giacomo                          | Barriera Vecchia (Stara mitnica), San Giacomo (Sv. Jakob), Chiarbola (Čarbola)¹, Santa Maria Maddalena Superiore¹                   |
| 6. San Giovanni – Chiadino – Rozzol                        | Rozzol, Chiadino (Kjadin), Guardiella (Vrdela)¹, Longera (Lonjer)                                                                   |
| 7. Servola – Chiarbola – Valmaura – Borgo San Sergio       | Santa Maria Maddalena Superiore¹, Santa Maria Maddalena Inferiore, Chiarbola (Čarbola)¹, Servola (Škedenj)                          |

¹ nur ein Teil gehört dem Verwaltungsbezirk an

### Stadtwappen
Das Stadtwappen von Triest zeigt einen weißen Hakenspieß bzw. eine Gleve (als heraldischer Form der Lilie), im Volksmund fälschlich als „Hellebarde“ bezeichnet. Die Waffe befand sich der Legende nach im Besitz des Hl. Sergius, eines angeblichen römischen Offiziers und Märtyrers. Der Spieß, der demnach antiken Ursprungs sein müsste, doch aus dem Mittelalter stammt, ist im Dom San Giusto ausgestellt.

### Städtepartnerschaften
- Beirut, Libanon (seit 1956)[85]
- Douala, Kamerun (seit 1971)
- Graz, Österreich (seit 1973)
- Santos, Brasilien (seit 1977)
- Southampton, Vereinigtes Königreich (seit 2002)
- Le Havre, Frankreich

Mit Venedig gibt es seit dem 10. Januar 2008 eine Vereinbarung zur Zusammenarbeit, mit der slowenischen Hauptstadt Ljubljana seit dem 18. Februar 2008.

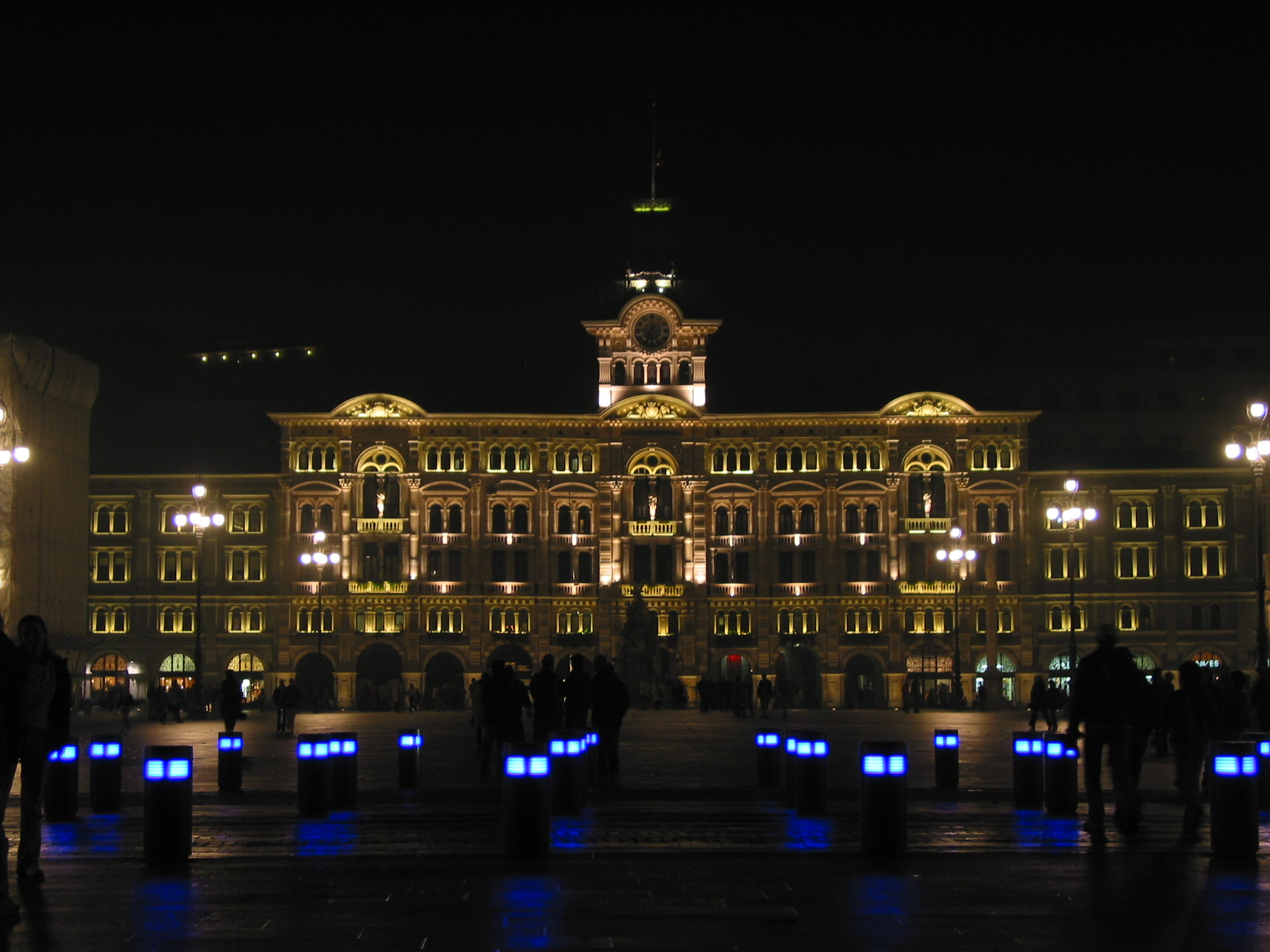
Rathaus auf der Piazza dell’Unità d’Italia

## Sehenswürdigkeiten

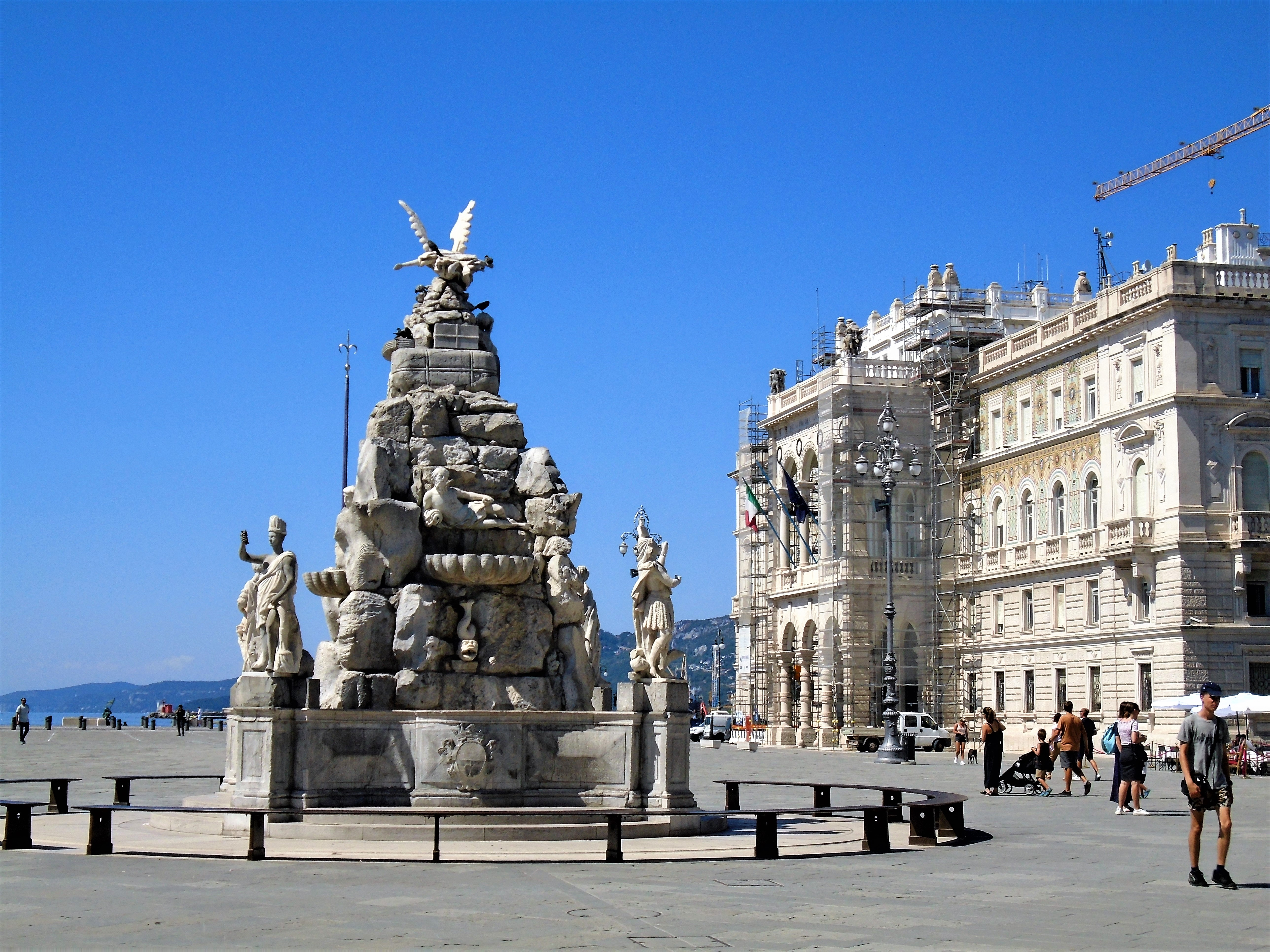
Brunnen der vier Kontinente auf der Piazza dell’Unità d’Italia

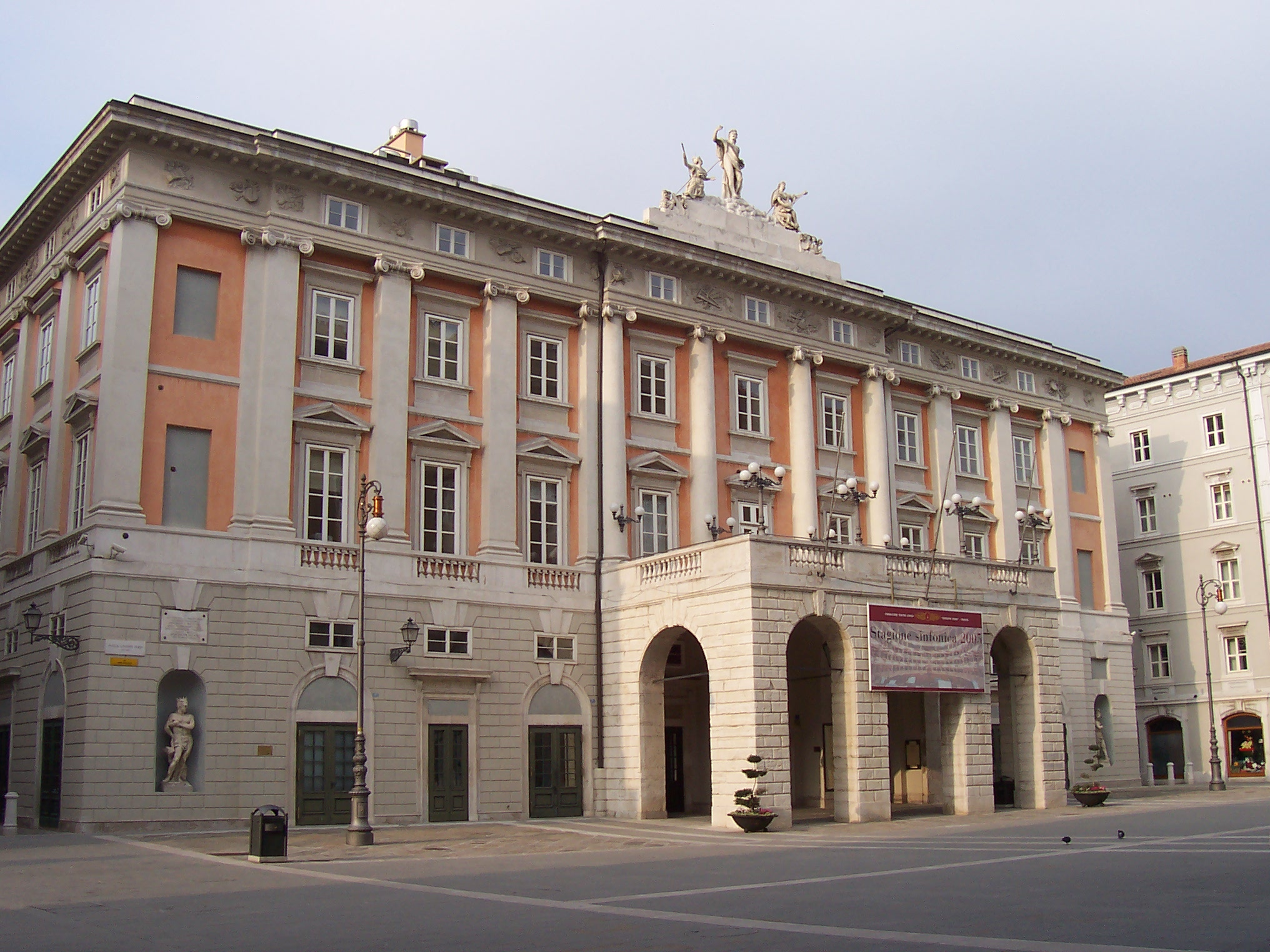
Opernhaus Teatro Verdi

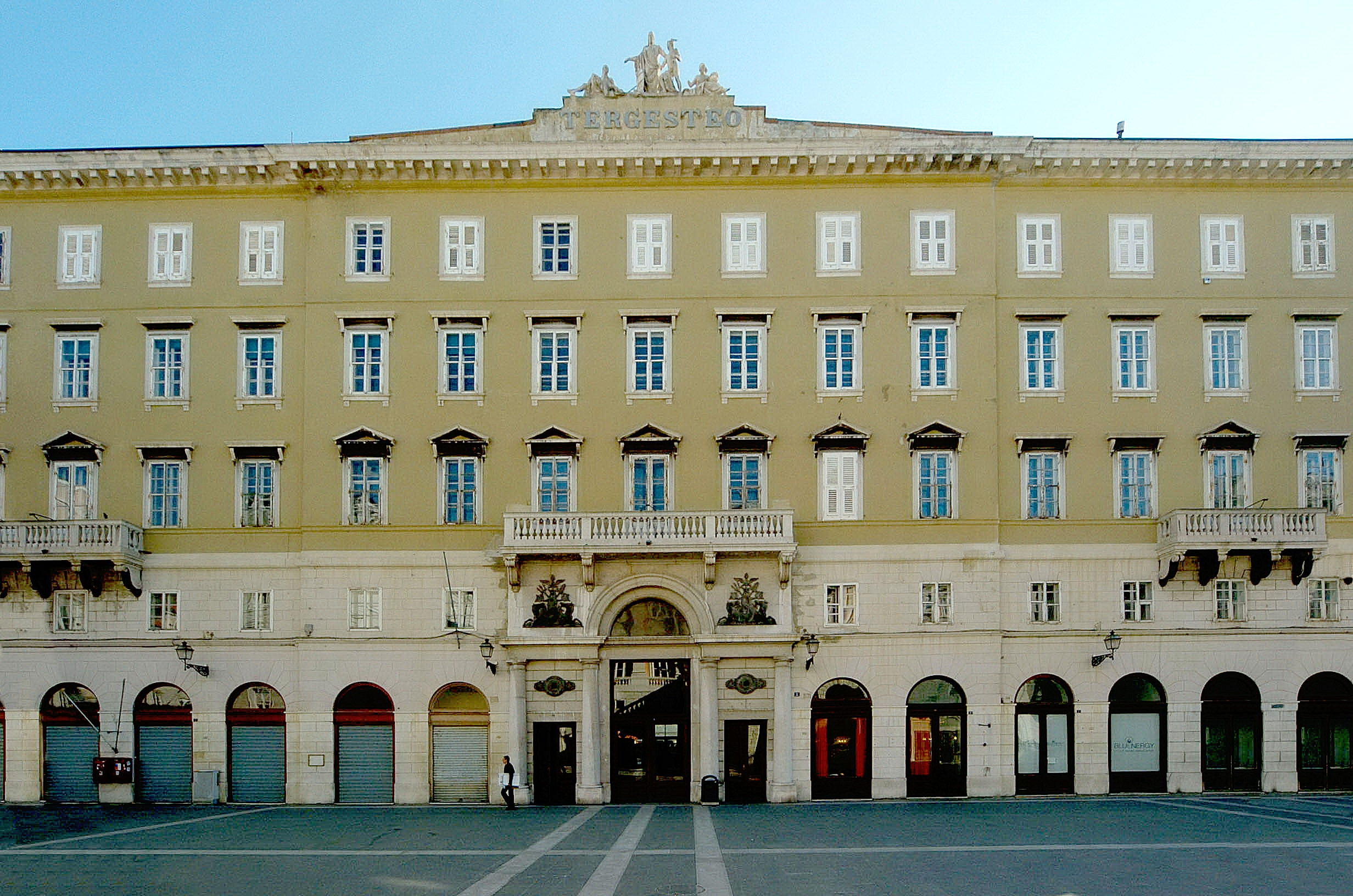
Rückseite des Palazzo del Tergesteo neben der alten Börse und dem Opernhaus

### Piazza dell’Unità d’Italia
Das Herz der Stadt bildet die Piazza dell’Unità d’Italia („Platz der Einheit Italiens“). Dieser ans Meer grenzende rechteckige Hauptplatz wird auf drei Seiten von neoklassizistischen Prachtbauten umsäumt: dem Palazzo del Governo (1904), der Casa Stratti, dem Palazzo del Municipio (Rathaus; erbaut von Giuseppe Bruni 1875), dem Palazzo Pitteri (1790), dem Hotel Duchi d’Aosta (1873) und dem Palazzo del Lloyd Triestino (erbaut von Heinrich von Ferstel 1883). In der Mitte des Platzes steht ein Brunnen, der 1750 von Mazzoleni errichtet wurde und die damals bekannten vier Kontinente darstellt. Daneben erhebt sich eine Säule Kaiser Karls VI., dessen linke Hand auf den Hafen zeigt. Karl VI. hatte mit der Schaffung des Freihafens die wirtschaftliche Entwicklung der Stadt im 18. Jahrhundert gefördert.
Der Palazzo Pitteri (erbaut von Ulderico Moro 1790), der Brunnen (1750) und die Säule (1728) sind die einzigen Erinnerungen an das 18. Jahrhundert und bilden eine „barocke Ecke“ auf dem Platz. Das Zentrum der Stadt – rund um die heutige Piazza dell’Unità d’Italia – wurde um 1900 völlig neu gestaltet.

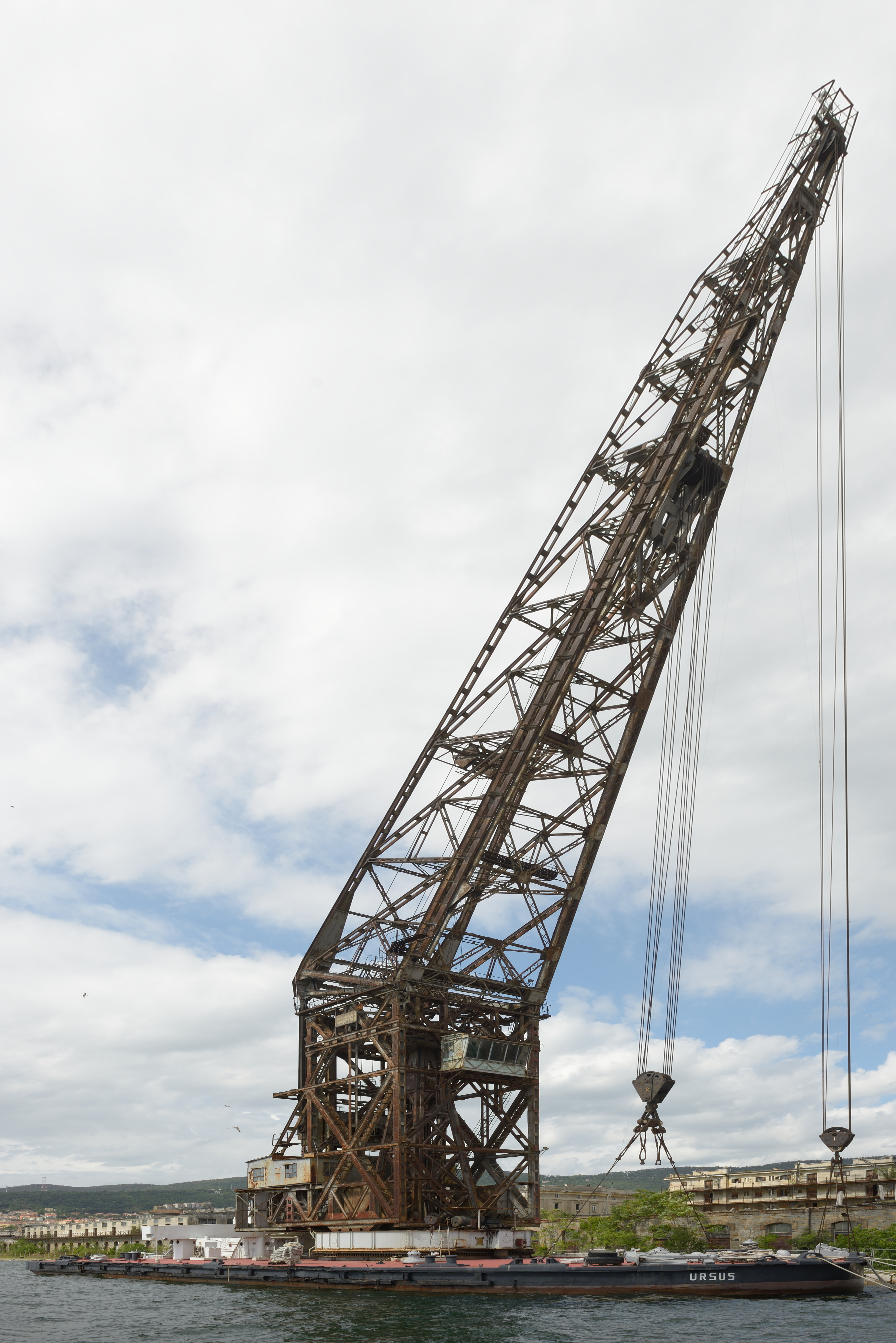
Ursus im Hafenbecken von Triest

Bis 2024 schwamm gut sichtbar von der zentralen Mole der Industriekran Ursus, 71 m hoch und von 1920 bis 1994 genutzt; 2024 wurde er an Land gezogen.
Bei gutem Wetter kann man von der Piazza dell’Unità d’Italia, wie an der gesamten Rive und am Piazza Venezia, hinter dem Golf von Triest und den Hafenanlagen von Monfalcone den östlichen Alpenbogen mit den Friauler und Ampezzaner Dolomiten sehen.

### Oper und Börse
Der Opernplatz Piazza Verdi grenzt unmittelbar an die Piazza dell’Unità d’Italia. Hier befindet sich das Triestiner Opernhaus Teatro Verdi, das 1798 von dem klassizistischen Architekten Matteo Pertsch begonnen und nach dem italienischen Komponisten Giuseppe Verdi benannt wurde. Die Uraufführungen von Verdis Melodramen Il corsaro (Der Korsar, 1848) und Stiffelio (1850) fanden im Triestiner Opernhaus statt. Die Triestiner Oper stand architektonisch noch am Anfang der für das 19. Jahrhundert bezeichnenden Entwicklung dieser Gattung. Noch heute ist sie eines der meistbesuchten Opernhäuser des Landes.
Den Hintergrund des Theaterplatzes bildet die Alte Börse, die 1806 von dem Architekten Antonio Molari erbaut wurde. Ihre Vorderseite wurde in Anlehnung an eine dorische Tempelfront mit Portikus errichtet. Auf dem Platz vor der Börse, der Piazza della Borsa, steht auf einer Säule die Statue Kaiser Leopolds I., der wie andere Habsburger am Aufschwung der Stadt beteiligt war. Heute befindet sich im Gebäude der Alten Börse die Triestiner Handelskammer.

### Altstadt und Colle di San Giusto

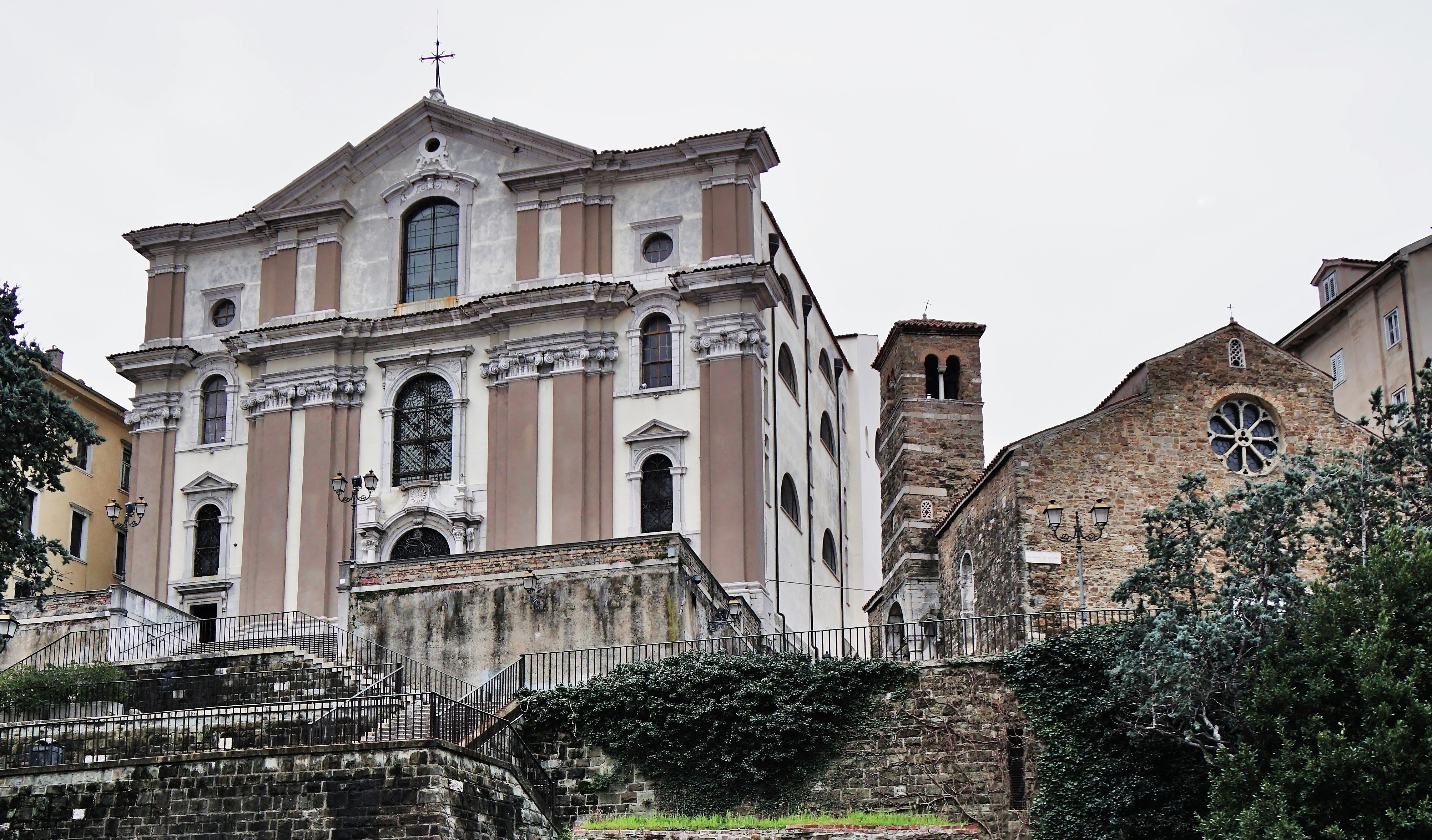
Die Kirchen S. Maria Maggiore und rechts daneben S. Silvestro

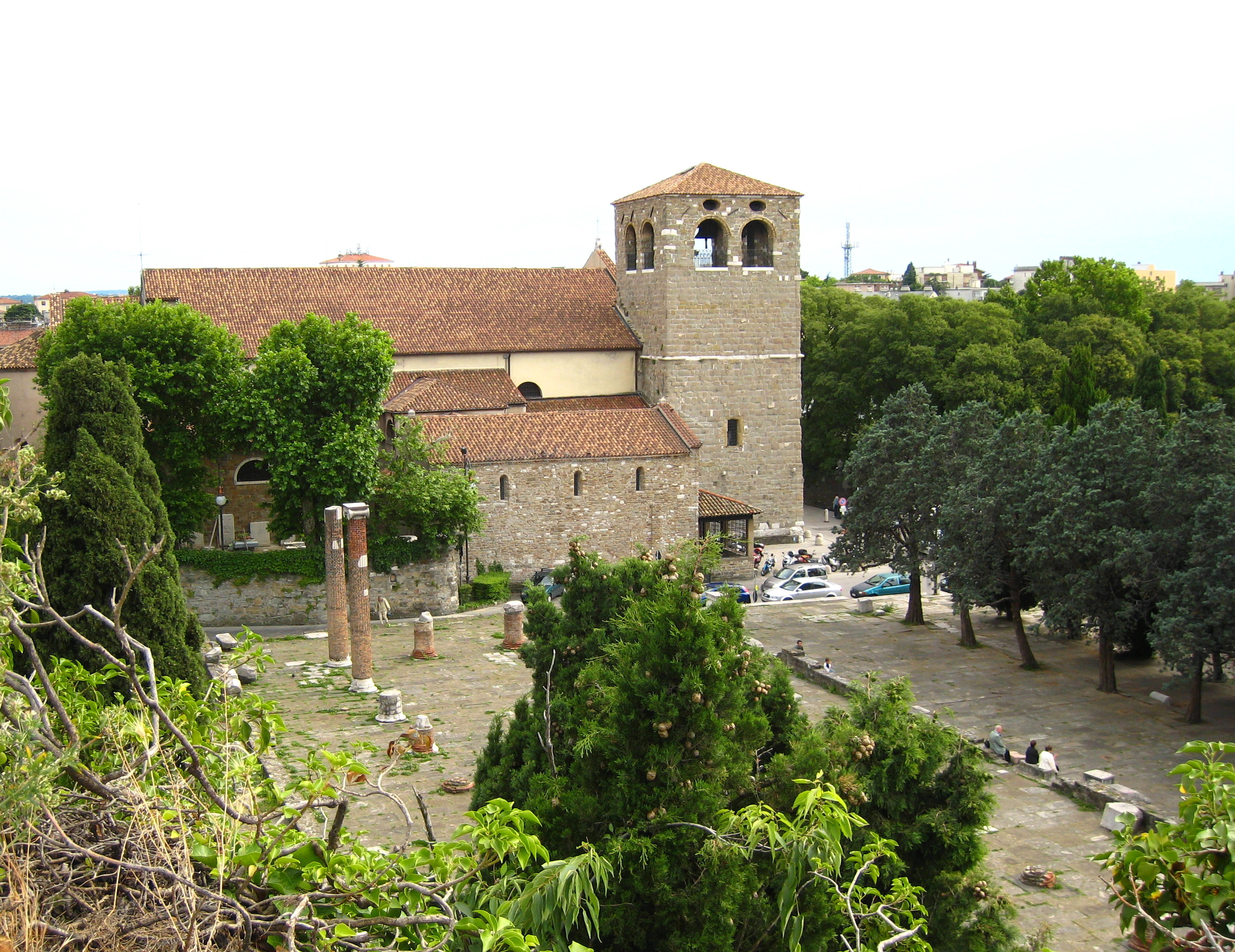
Kathedrale von San Giusto

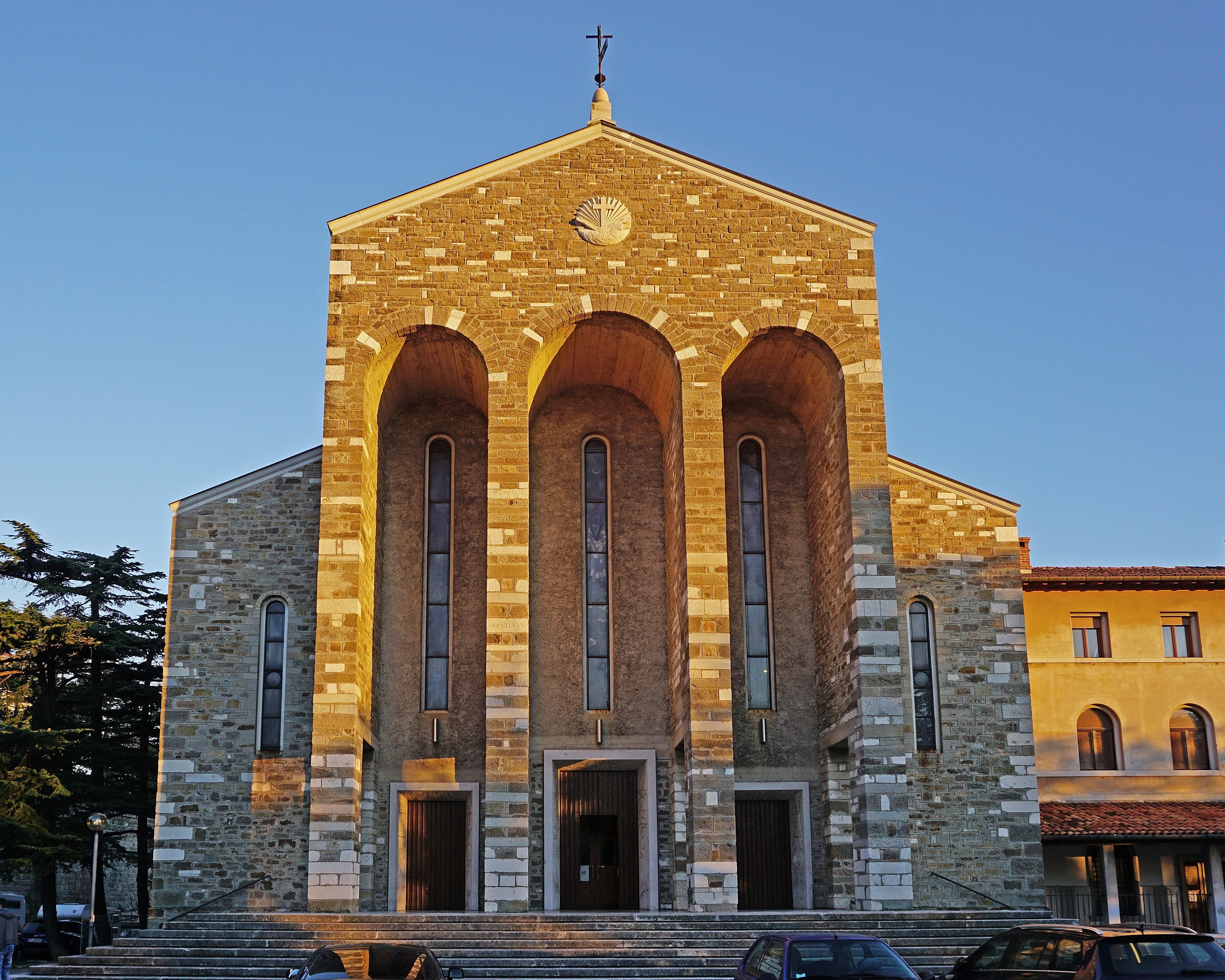
Westansicht der Kirche Madonna del Mare

Der Hauptplatz Triests, die Piazza dell’Unità d’Italia, zieht sich bis zum Hügel von San Giusto hin. Am Fuße des Hügels befindet sich die Città Vecchia (Altstadt), der älteste Stadtteil Triests. Die in den vergangenen Jahren wieder renovierte Altstadt besteht heute nur aus wenigen Gassen. Mussolini hatte diesen Teil der Stadt bewusst verkommen oder zerstören lassen, um die antiken Reste aus der Triestiner Vergangenheit freizulegen. Hierzu gehören unter anderem die Ruinen des Teatro Romano, des römischen Theaters aus dem 1. Jahrhundert n. Chr.
In der Nähe des römischen Theaters befindet sich die barocke Jesuitenkirche Santa Maria Maggiore. Daneben steht die kleine, romanische Kirche San Silvestro, deren unverputztes, aber doch präzise geformtes Äußeres durch seine Schlichtheit beeindruckt. Sie gilt als die älteste Kirche Triests.
Hinter den Kirchen befindet sich der Arco di Riccardo (Richardsbogen), das älteste Monument Triests. Das über sieben Meter hohe Tor ist der letzte noch erhaltene Bestandteil der römischen Stadtmauer, die 33/32 v. Chr. unter Kaiser Augustus errichtet und im 1. Jahrhundert n. Chr. verschönert wurde. Hier wurde einer Legende nach der englische König Richard Löwenherz bei der Rückfahrt nach einem Kreuzzug festgenommen.
Oberhalb der Stadt, auf der Anhöhe von San Giusto, befindet sich das wichtigste Bauwerk und Wahrzeichen der Stadt, die Kathedrale von San Giusto. An der Stelle des heutigen Doms wurde bereits im 5. Jahrhundert eine frühchristliche Basilika errichtet, die zwischen dem 9. und 12. Jahrhundert durch zwei Parallelkirchen ersetzt wurde. Die linke war der heiligen Jungfrau Maria, die rechte dem heiligen Justus (italienisch San Giusto) geweiht. Im 14. Jahrhundert wurden beide Kirchen zur heutigen Kathedrale von San Giusto vereint. Das Bodenmosaik der Basilika aus dem 5. Jahrhundert ist teilweise heute noch in der Kirche zu sehen.
Der Kirchenhügel wird von einer mächtigen Burg überragt, dem zweiten Wahrzeichen der Stadt. Das Kastell von San Giusto wurde in der heutigen Form 1470 unter dem Habsburgerkaiser Friedrich III. begonnen, aber erst 1630 beendet. Bereits 2000 v. Chr. gab es ein „castelliere“. Eine erste Festung wird 1253 erwähnt, die von den Venezianern 1371 zerstört und durch eine neue Bastion ersetzt wurde. Diese ist kurz darauf von den Triestinern wieder in Schutt und Asche gelegt worden.
San Giusto ist ferner die Grablege einer Reihe carlistischer Prätendenten des spanischen Throns.
Vor dem Südabfall der langgestreckten Anhöhe steht auf dem Piazzale Antonio Rosmini die römisch-katholische Pfarrkirche Madonna del Mare. Der dreischiffige Innenraum der neuromanischen Kirche ist von San Giusto beeinflusst. Die Fenster zeigen Glasmalerei. Im mittleren an der Westwand (Abb.) ist Erzbischof Antonio Santin (1963–1975 Erzbischof von Triest) genannt. Das Wandgemälde in der Apsis des Chores zeigt eine Madonna del Mare. Es ist dem Zweiten Vatikanischen Konzil gewidmet.

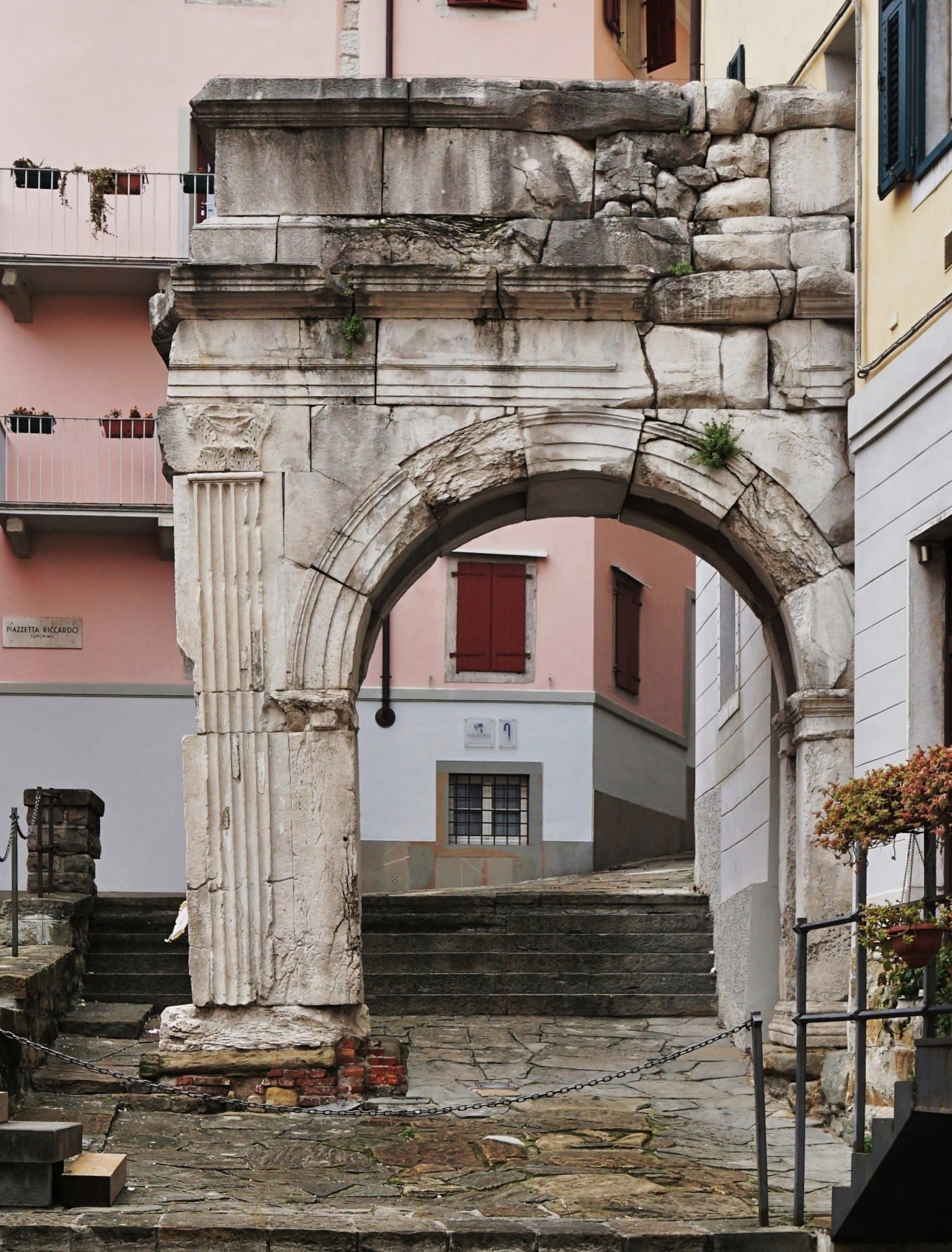
Der Arco di Riccardo
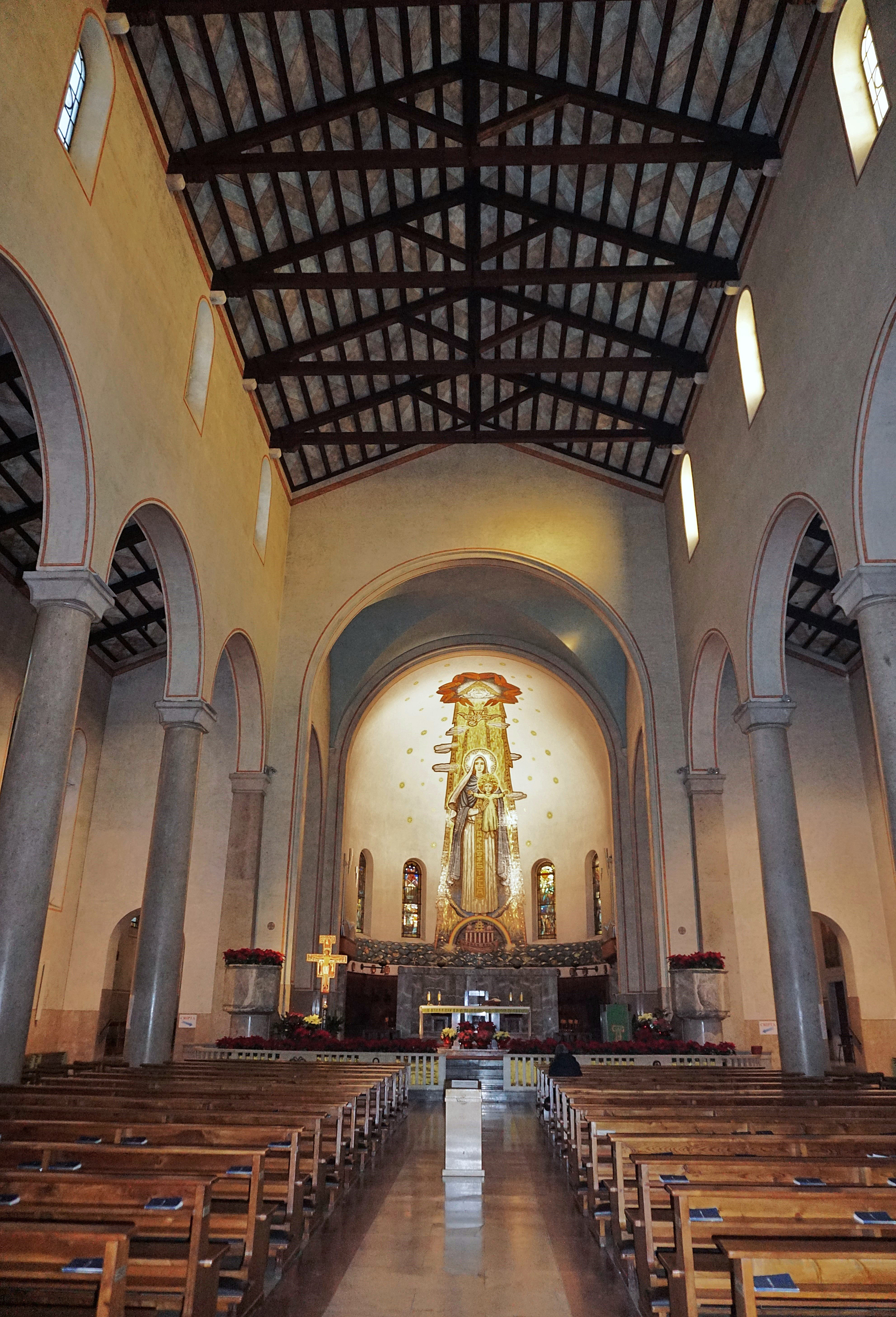
Innenansicht der Kirche Madonna del Mare
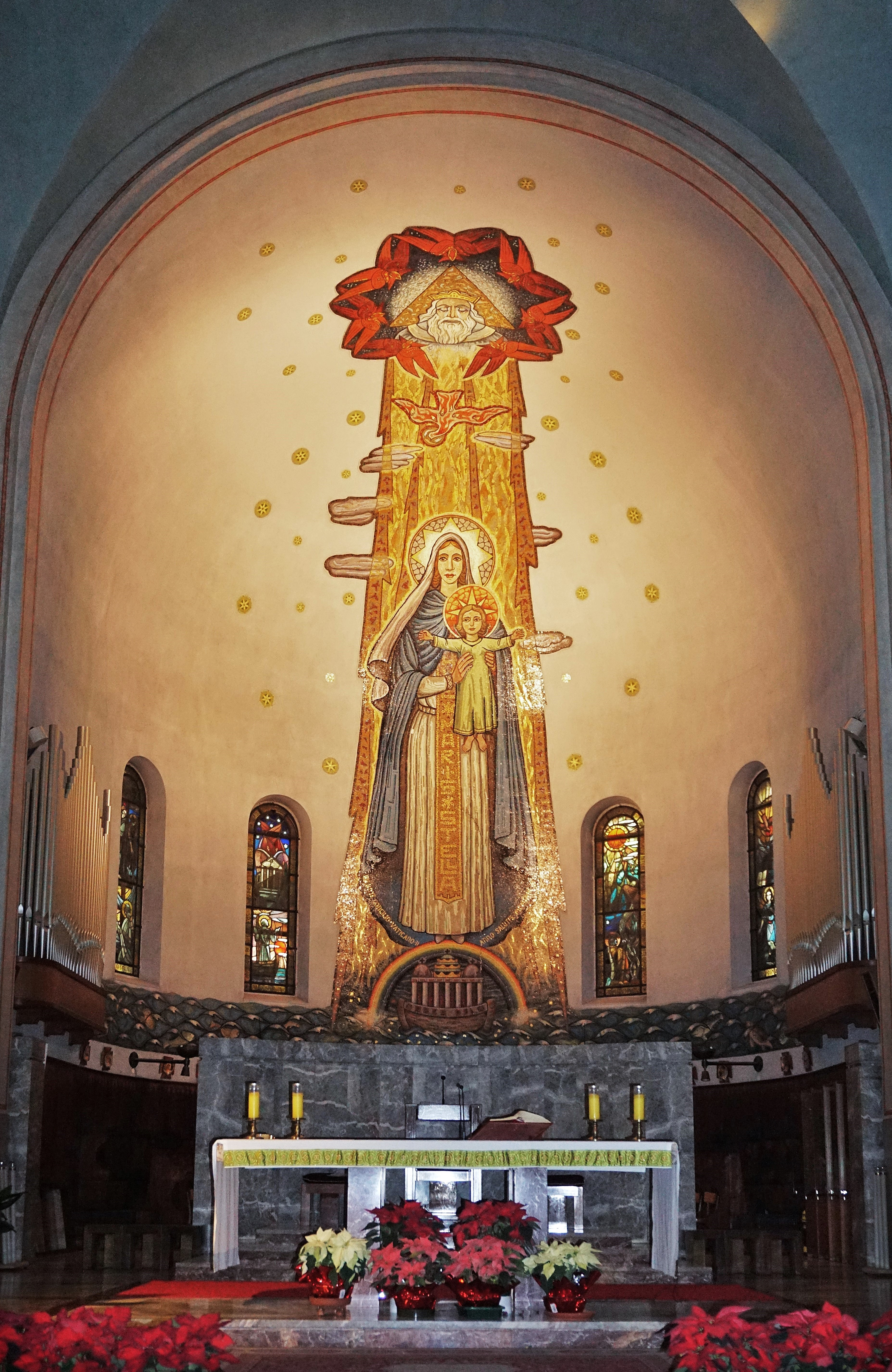
Madonna del Mare, Chor
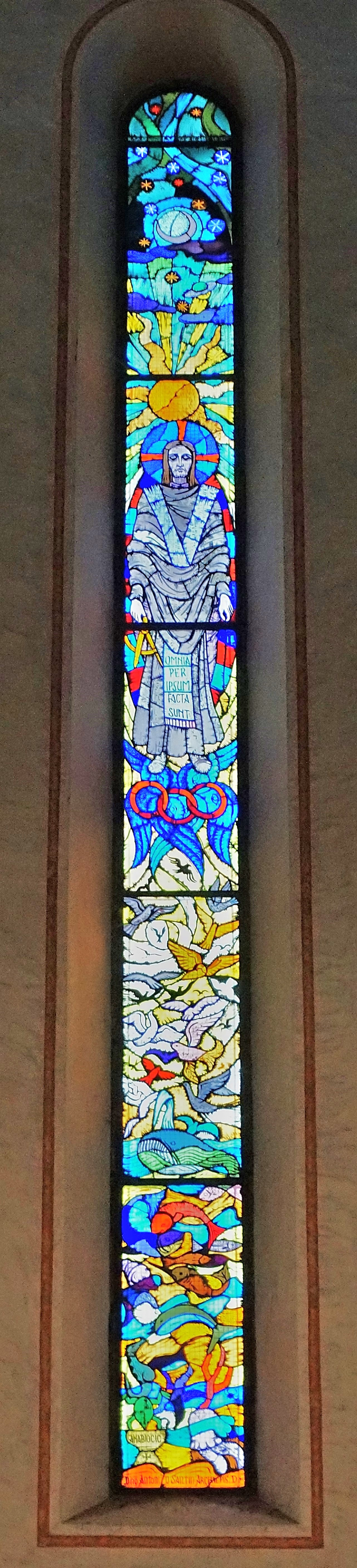
Fenster mit Glasmalerei in der Westwand

### Borgo Teresiano

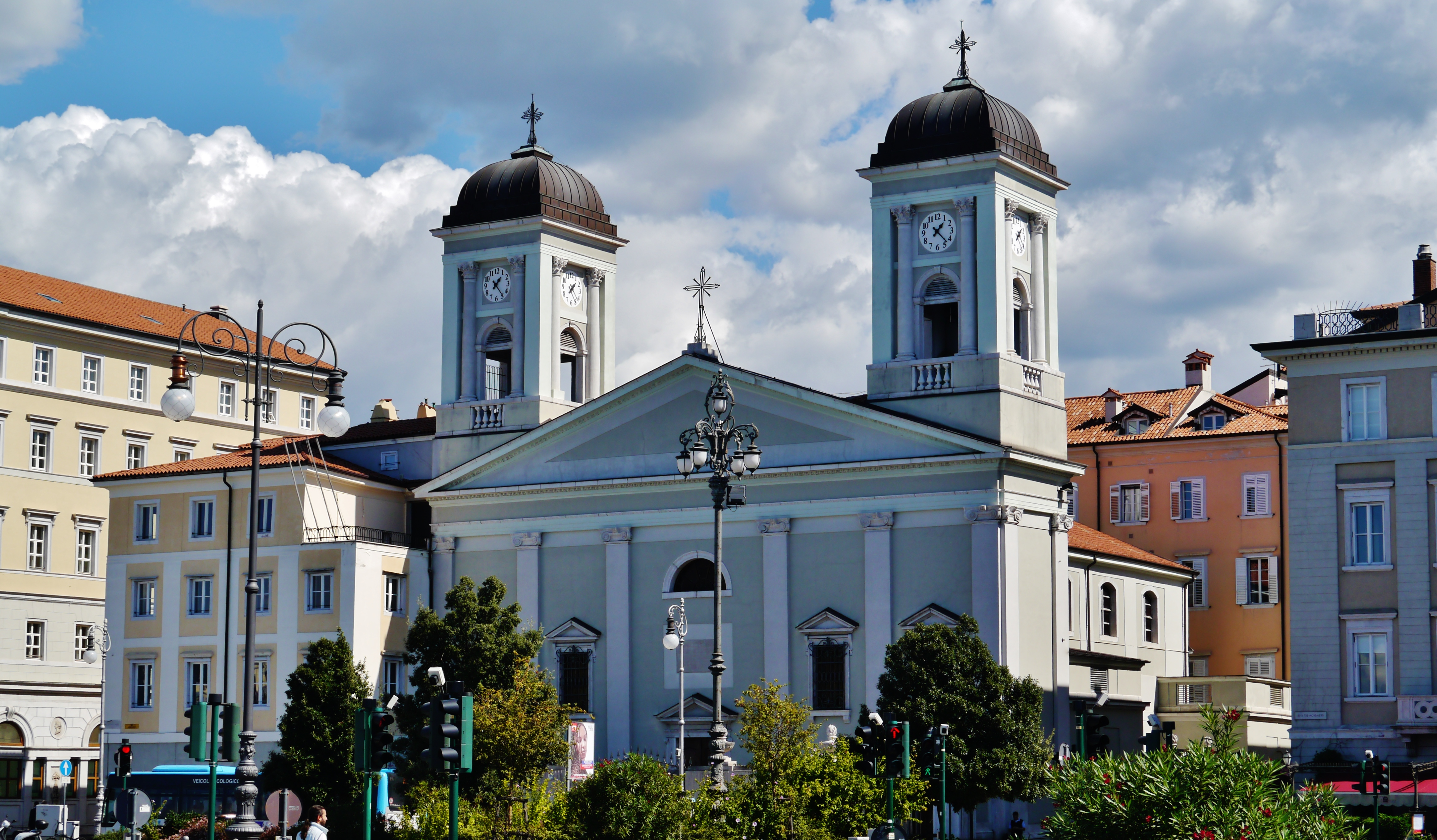
Die Kirche San Nicolò dei Greci

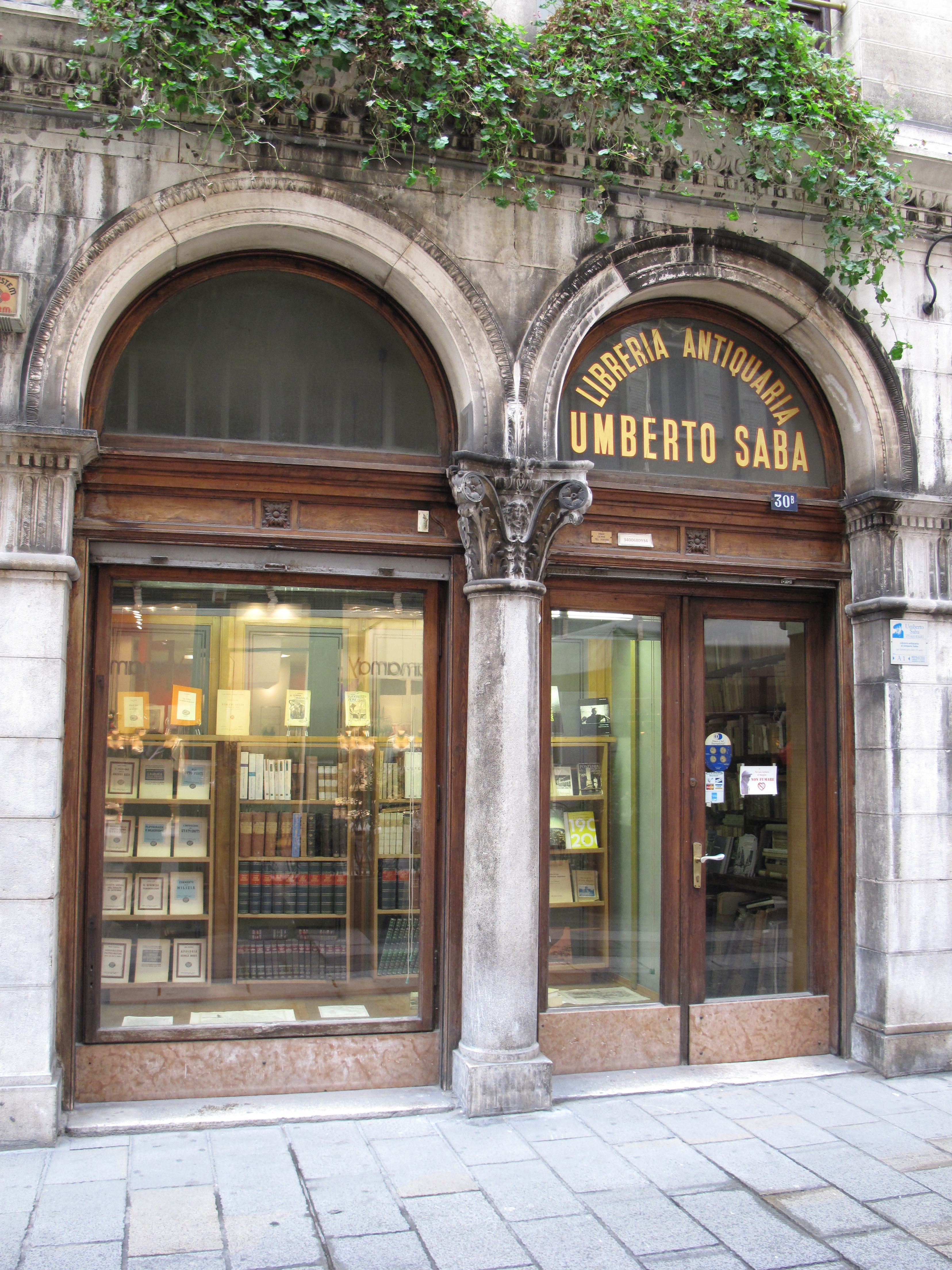
Die Libreria Antiquaria Umberto Saba

Das Borgo Teresiano (Theresienvorstadt) stellt die „Neustadt“ zwischen Piazza d’Unità d’Italia (früher Piazza Grande) und dem Hauptbahnhof dar und wurde von Kaiserin Maria Theresia von Österreich gegen Mitte des 18. Jahrhunderts auf trockengelegten Salinen im Zuge der damaligen Stadterweiterung erbaut. Zentrum des Borgo Teresiano ist der Canal Grande, der rechtwinkelig von der Uferstraße in die Stadt führt, mit der klassizistischen Kirche Sant’Antonio Taumaturgo (erbaut von Pietro Nobile 1842) als Abschluss.
Am Beginn der Via San Nicolo, heute eine Fußgängerzone mit zahlreichen Luxusgeschäften, befindet sich die vom Meer aus gut erkennbare griechisch-orthodoxe Kirche San Nicolò dei Greci, die Nikolaus von Myra, dem Schutzheiligen der Seefahrer, geweiht ist und deren Inneres bereits James Joyce inspiriert hat. Hier befindet sich auch das berühmte, traditionsreiche Caffè Tommaseo.
Literarisch-intellektuelles Zentrum Triests war bzw. ist die bestehende „Libreria Antiquaria Umberto Saba“ Ecke Via Dante Alighieri im Haus Via San Nicolo Nr. 30, in dem schon James Joyce wohnte, das Haus Via San Nicolo Nr. 32, in dem sich die Berlitz School befand, wo Joyce unterrichtete und mit Italo Svevo in Kontakt kam, und das Haus Via San Nicolo Nr. 31, wo Umberto Saba im ehemaligen Cafe-Milchgeschäft Walter seine Arbeitspausen verbrachte. In diesem Bereich, am Ende der Via San Nicolo, befindet sich heute eine lebensgroße Statue von Umberto Saba. Die Via San Nicolo Nr. 30 ist auch das symbolische Zentrum des gleichnamigen Romans von Roberto Curci aus dem Jahr 2015.
Während es heute zahlreiche Luxusgeschäfte in der Fußgängerzone der Via San Nicolo gibt, gab es früher zahlreiche Cafés und Restaurants, insbesondere die Berger-Bierhalle auf Nr. 17, die später zum sehr berühmten Grand Restaurant Berger wurde. In der Via San Nicolo steht seit dem Jahr 1905 auf Nr. 36 eines der heute bedeutendsten Jugendstilgebäude in Triest, die Casa Smolars. Das bekannte Caffè Eppinger befindet sich seit etwa 1946 in der unmittelbaren Nähe. Der Gebäudekomplex des ehemaligen RAS Palais befindet sich ebenfalls am Ende der Via San Niccolo mit dem Eingang zur Piazza Repubblica. Dieses innen und außen architektonisch besondere Gebäude wurde komplett renoviert und ist seit 2019 ein Hotel.
Nördlich des Canal Grande ist ein kleines Chinatown entstanden. Südlich des Kanals liegt die Piazza del Ponte Rosso mit dem spätbarocken Giovanni-Brunnen, ehedem ein Teil der unter Maria Theresia 1753 neu gebauten Wasserleitung. Die Piazza Ponterosso – wie sie die Triestiner nennen – ist heute malerischer Marktplatz für viele Bauern aus der Umgebung von Triest.
Direkt am Kanalufer reiht sich die serbisch-orthodoxe Kirche San Spiridione ein (erbaut 1861–1866 von Carlo Maciachini). Die Triestiner Synagoge wurde 1912 fertiggestellt und stellt eines der bedeutendsten jüdischen Gotteshäuser Europas dar.

### Borgo Giuseppino
Das Stadtviertel Borgo Giuseppino (Josephsvorstadt) erstreckt sich einerseits vom Hauptplatz Piazza dell’Unità d’Italia bis zum Campo Marzio und andererseits von der Uferpromenade bis zur Piazza Attilio Hortis. Das Zentrum des Viertels bildet die Richtung Meer offene Piazza Venezia (vormals Piazza Giuseppina bzw. Piazza Ganza). Unmittelbar vor diesem Platz mit seinen Alleebäumen ankern am Molo Veneziano die Boote der Triestiner Fischer. Wenige Meter entfernt befindet sich der Molo Sartorio, wo für Österreich die Höhe über dem Meeresspiegel mit Meter über Adria gemessen wird.

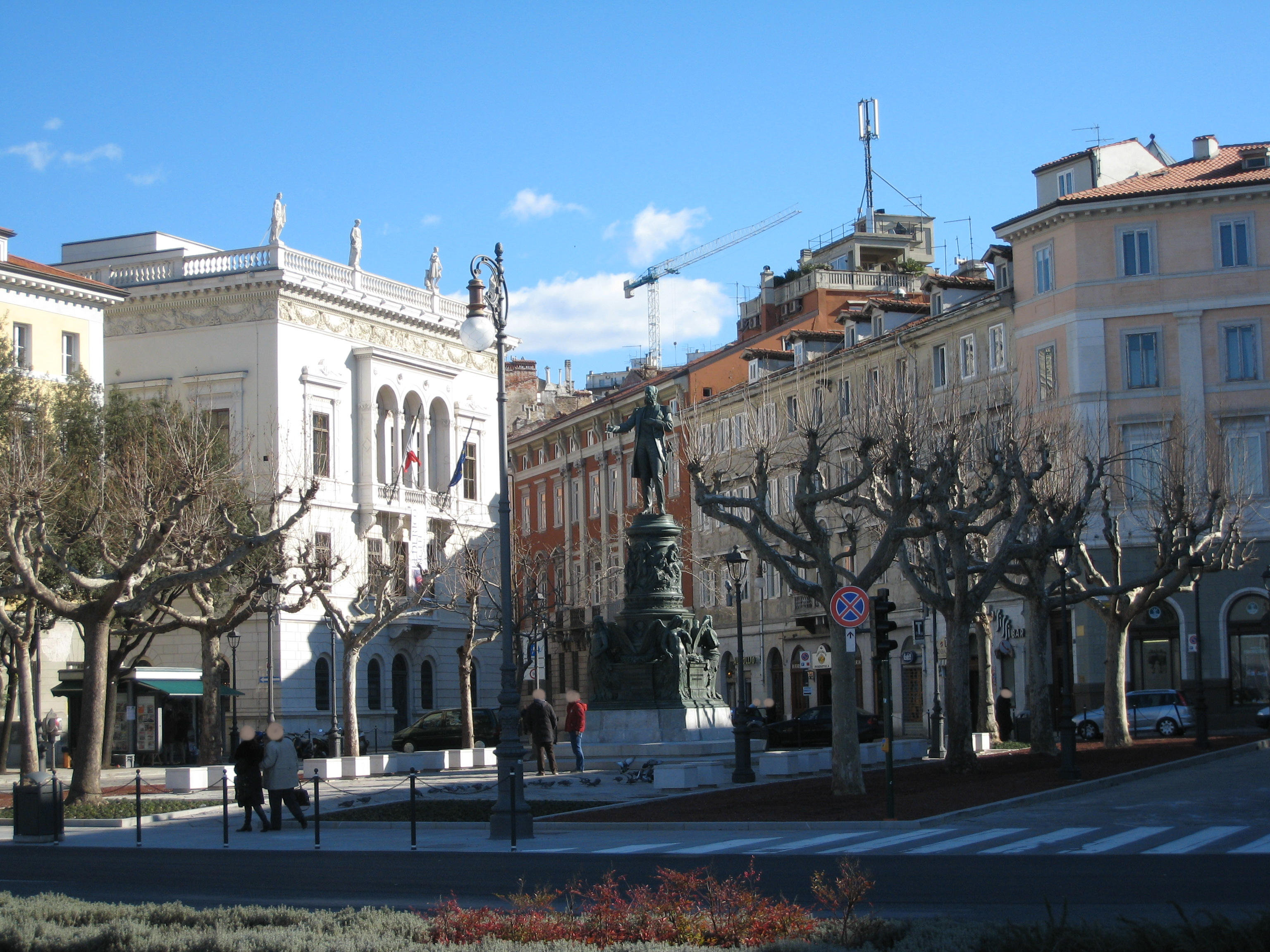
Piazza Venezia mit dem Museo Revoltella

Auf der Piazza Venezia steht seit dem Jahr 2009 wieder das Denkmal für Erzherzog Maximilian von Österreich, der dabei in Vizeadmiralsuniform über den Golf von Triest auf Schloss Miramare und im Hintergrund auf den Alpenbogen mit den Dolomitenbergen Civetta, Monte Pelmo und Antelao blickt. Das über 9 Meter hohe Bronzemonument mit den Allegorien der vier Kontinente soll die Philanthropie Maximilians sowie sein Interesse für Wissenschaft und Kunst ehren und wurde auf Veranlassung und unter Leitung von Baron Pasquale Revoltella von dem Bildhauer Johannes Schilling erstellt, 1875 von einem Komitee auf der Piazza Giuseppina (heute Piazza Venezia) in Triest in Anwesenheit von Kaiser Franz Joseph I. eingeweiht, nach 1918 entfernt und 1961 in den Schlosspark von Miramare verlegt.
Nach dem Borgo Teresiano ist das Borgo Giuseppino die zweite planmäßige Erweiterung der Stadt am Ende des 18. Jahrhunderts. Im Gegensatz zum Borgo Teresiano, das primär als Handelszentrum konzipiert wurde, ist das Borgo Giuseppino kleiner und vorwiegend durch öffentliche Gebäude und Plätze geprägt. Im Bereich Richtung Cavana ist das Viertel aber durch enge Gassen und kleine Plätze geprägt, und gerade dieser Teil galt seit den Zeiten von James Joyce bis in die 1990er Jahre als übel beleumundeter Rotlichtbezirk, in dem es aber heute kosmopolitisch inspirierte Bars, Cafés und Restaurants gibt. Als das diesbezügliche Zentrum gilt die Fußgängerzone in der Via Torino.
An der Piazza Venezia befindet sich das Museo Revoltella im Stil der italienischen Renaissance mit seinen sechs allegorischen Statuen des Venezianers Francesco Bosa an der Dachbalustrade, an der Piazza Attilio Hortis sind die Stadtbibliothek Biblioteca Civica Attilio Hortis und das naturgeschichtliche Museum Museo di Storia Naturale untergebracht. Seit dem Jahr 2001 gibt es in den Räumen des Palazzo Leo das Civico Museo d’Arte Orientale mit seiner chinesischen und japanischen Sammlung.
Das historische „Antico Magazzino Vini“ unmittelbar bei der Piazza Venezia am Meer wurde 1902 zur Lagerung von Wein aus Dalmatien und Istrien gebaut, nun revitalisiert und beherbergt heute einen Eataly. An der Riva Grumula befindet sich die 1953 errichtete Stazione Rogers. Diese vom Studio BBPR bzw. Ernesto Nathan Rogers geplante Tankstelle „Aquila“ gilt als bedeutendes Bauwerk des Rationalismus bzw. der Nachkriegsmoderne und ist heute nach der Renovierung ein Mehrzweckzentrum für Kultur und Architektur.

### Wallfahrtskirche Monte Grisa
Der Bischof von Triest, Antonio Santin, erfüllte sein 1945 abgelegtes Gelübde und ließ 1966 die Wallfahrtskirche Monte Grisa erbauen.

### Außerhalb der Stadt
Der Stadtstrand zum Baden und für Sport der Triestiner befindet sich in Barcola. Dieser dünne Landstreifen, der sich am Meer entlang zieht und vor der Bora geschützt ein eigenes Mikroklima hat, war schon zur Zeit der Römer ein Ort zur Freizeitgestaltung. Jeder Abschnitt des Strandes hat seinen eigenen Namen wie von Miramare aus kommend Marinella, dann California und Pineta.
Der Faro della Vittoria (Siegesleuchtturm) ist ein Leuchtturm, der zwischen 1924 und 1928 von dem Architekten Arduino Berlam zum Gedenken an die auf See Gefallenen errichtet wurde.
Die Bahnstrecke Triest–Opicina ist eine historisch und technisch außergewöhnliche Bergbahn, die am 10. September 1902 eröffnet wurde, um das unmittelbare Hinterland der Stadt bis zum Villenvorort Villa Opicina zu erschließen. 1913 beförderte die Bahn 459.000 Fahrgäste. Heute hat sie aber ihre Bedeutung als wichtiges Verkehrsmittel verloren und ist auf hohe Subventionen angewiesen. Von den Triestinern hoch geschätzt, wird sie in zahlreichen italienischen und slowenischen Volksliedern besungen.
In der circa 15 Kilometer entfernten Nachbargemeinde Sgonico befindet sich die Grotta Gigante, die seit 1995 als „Größte Schauhöhle der Welt“ im Guinness-Buch der Rekorde aufgeführt ist und aus diesem Grund auch Riesenhöhle von Triest genannt wird.
Im Stadtteil Rozzol Melara gibt es den großen Sozialbaukomplex Il Quadrilatero, der zwischen 1968 und 1983 erbaut, aber nie fertiggestellt wurde. Er ist wegen seiner auffälligen Architektur mit offensichtlichem Le-Corbusier-Bezug und großen sozialen Spannungen bekannt.

### Schlösser
Direkt auf den Klippen am Golf von Triest – in Sichtweite des Hafens – befindet sich das Schloss Miramare (in Österreich oft Miramar genannt), das Erzherzog Maximilian von Habsburg, der Bruder Kaiser Franz Josephs I. und spätere Kaiser von Mexiko, seiner Gattin Charlotte von Belgien erbaute.
In der Nachbargemeinde Duino-Aurisina befindet sich das Schloss Duino, ehemaliger Sitz der Patriarchen von Aquileia und heute im Besitz der Familie von Thurn und Taxis. Während seines Aufenthalts in Triest von Oktober 1911 bis Mai 1912 begann Rilke hier seine Duineser Elegien zu schreiben.

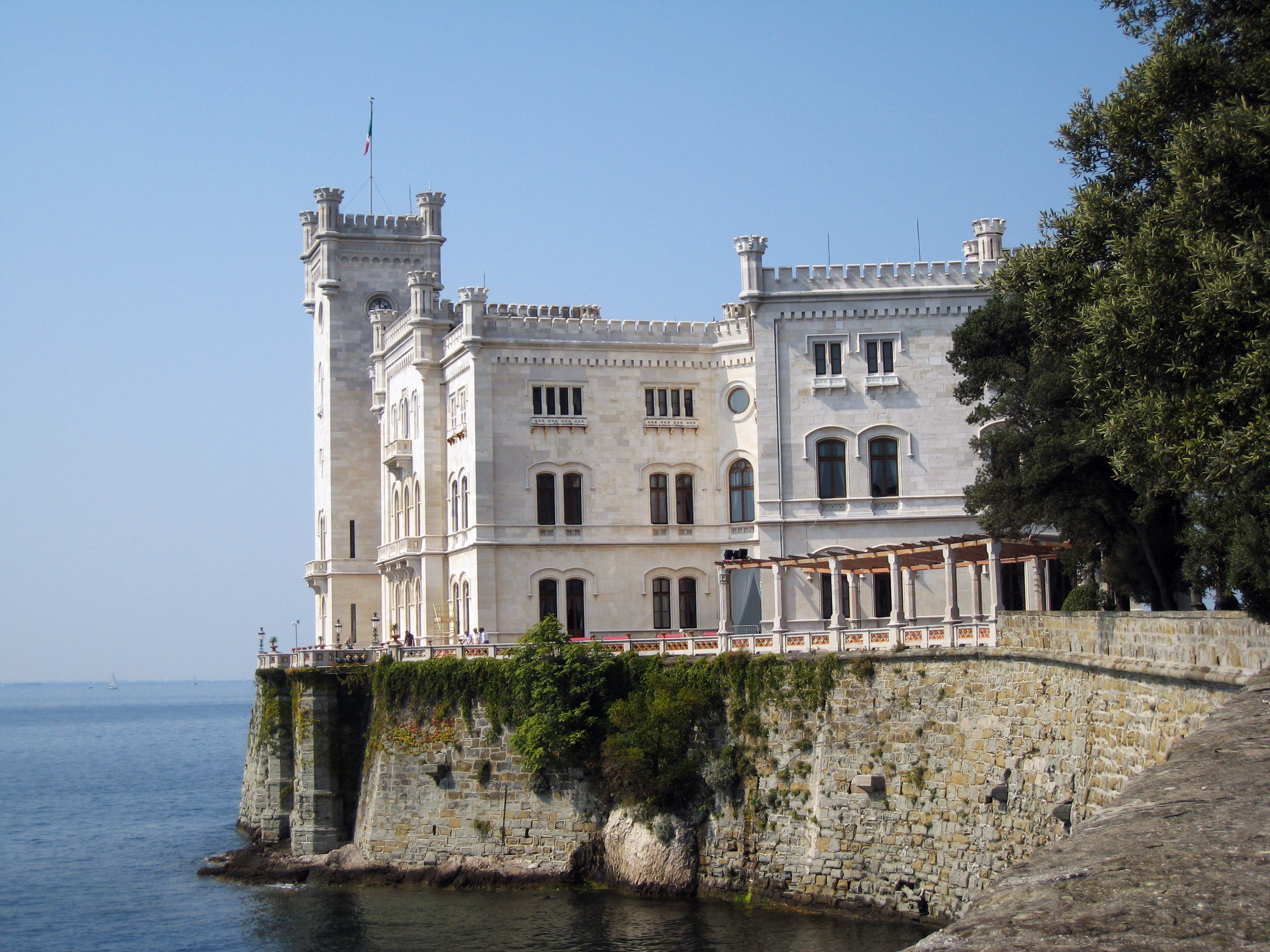
Schloss Miramare
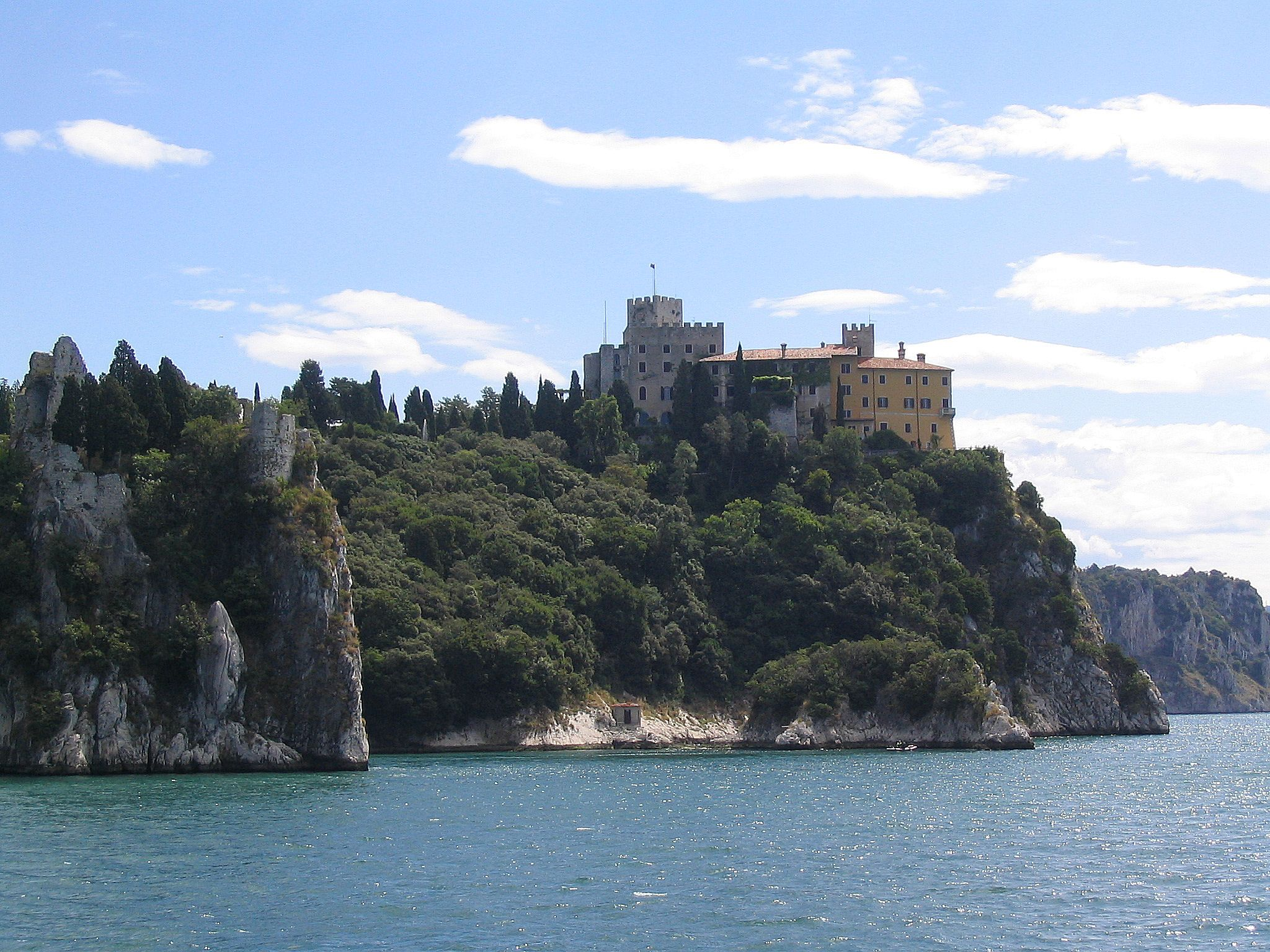
Schloss Duino

### Museen

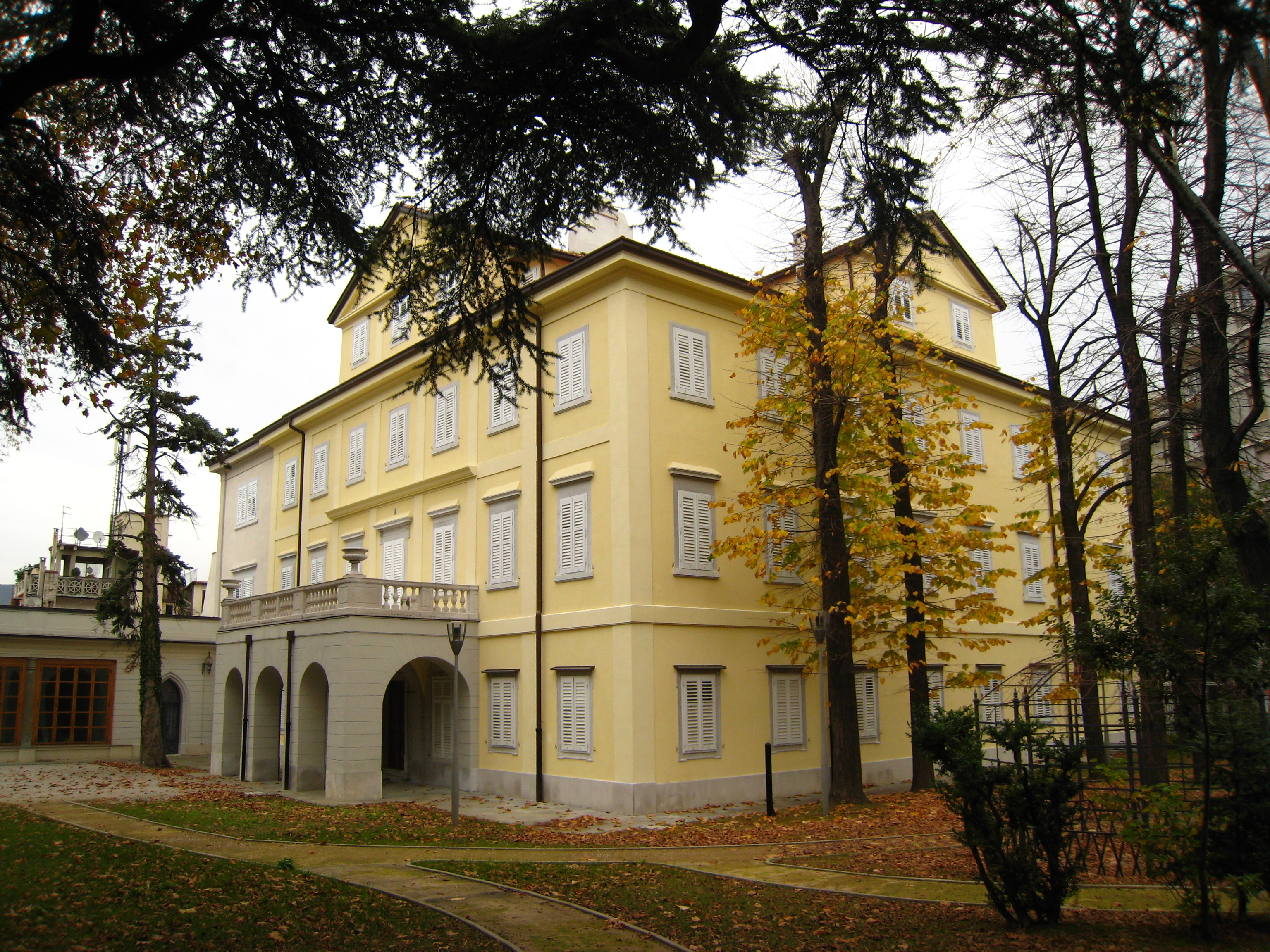
Museum Sartorio

Triest besitzt zahlreiche Museen, von denen die meisten der Stadt gehören, mit Ausnahme der staatlichen Sammlung Miramare, der Nationalgalerie für Antike Kunst sowie einiger privater Sammlungen. Die meisten der Museen in Triest sind ehemalige Wohnstätten von reichen Bürgern, die nach deren Tod der Stadt vermacht wurden. Im Unterschied zu Schlössern und Burgen zeigen sie Mode und Geschmack des Bürgertums in verschiedenen Epochen und sind ein Zeugnis dafür, dass in Triest vor allem reiche Kaufleute und Bankiersfamilien Kunst, Literatur und Wissenschaft förderten.
Zu den Kunst- und Milieusammlungen in Triest zählen:
- Das Städtische Museum Revoltella – Galerie für Moderne Kunst (Civico Museo Revoltella – Galleria d’Arte Moderna) ist eines der größten und bedeutendsten Museen der Stadt Triest. In der ehemaligen Stadtresidenz des Barons Pasquale Revoltella untergebracht enthält es die Gemälde, Skulpturen und Wohneinrichtung des Barons aus dem 19. Jahrhundert sowie Werke aus dem 20. Jahrhundert.
- Die Nationalgalerie für Alte Kunst (Galleria Nazionale d’Arte Antica) umfasst Gemälde und Zeichnungen der italienischen Schule (15. – 19. Jahrhundert).
- Das Städtische Museum Morpurgo (Civico Museo Morpurgo) und das Städtische Museum Sartorio (Civico Museo Sartorio) umfassen die komplett eingerichteten, aus dem 19. Jahrhundert stammenden Wohnungen der Bankiersfamilien Morpurgo und Sartorio und deren Kunstsammlungen.

Zu den geschichtlichen Museen gehören:
- Das Städtische Museum des Risorgimento mit Guglielmo-Oberdan-Gedenkstätte (Museo del Risorgimento – Sacrario a Guglielmo Oberdan) zeigt Dokumente, Fotografien und Erinnerungsgegenstände aus der nationalen Einheitsbewegung in Triest.
- Das Städtische Museum Risiera di San Sabba stellt eine 1969 eröffnete nationale Gedenkstätte und Ausstellung über das ehemalige NS-Konzentrationslager dar.
- Das Stadtmuseum des Krieges für den Frieden - Diego de Henriquezin der Via Cumano 22 geht auf eine private Sammlung zurück und ist eine eindrückliche Darstellung dessen, was Krieg bedeutet, mit Schwerpunkt auf dem Ersten Weltkrieg[97].

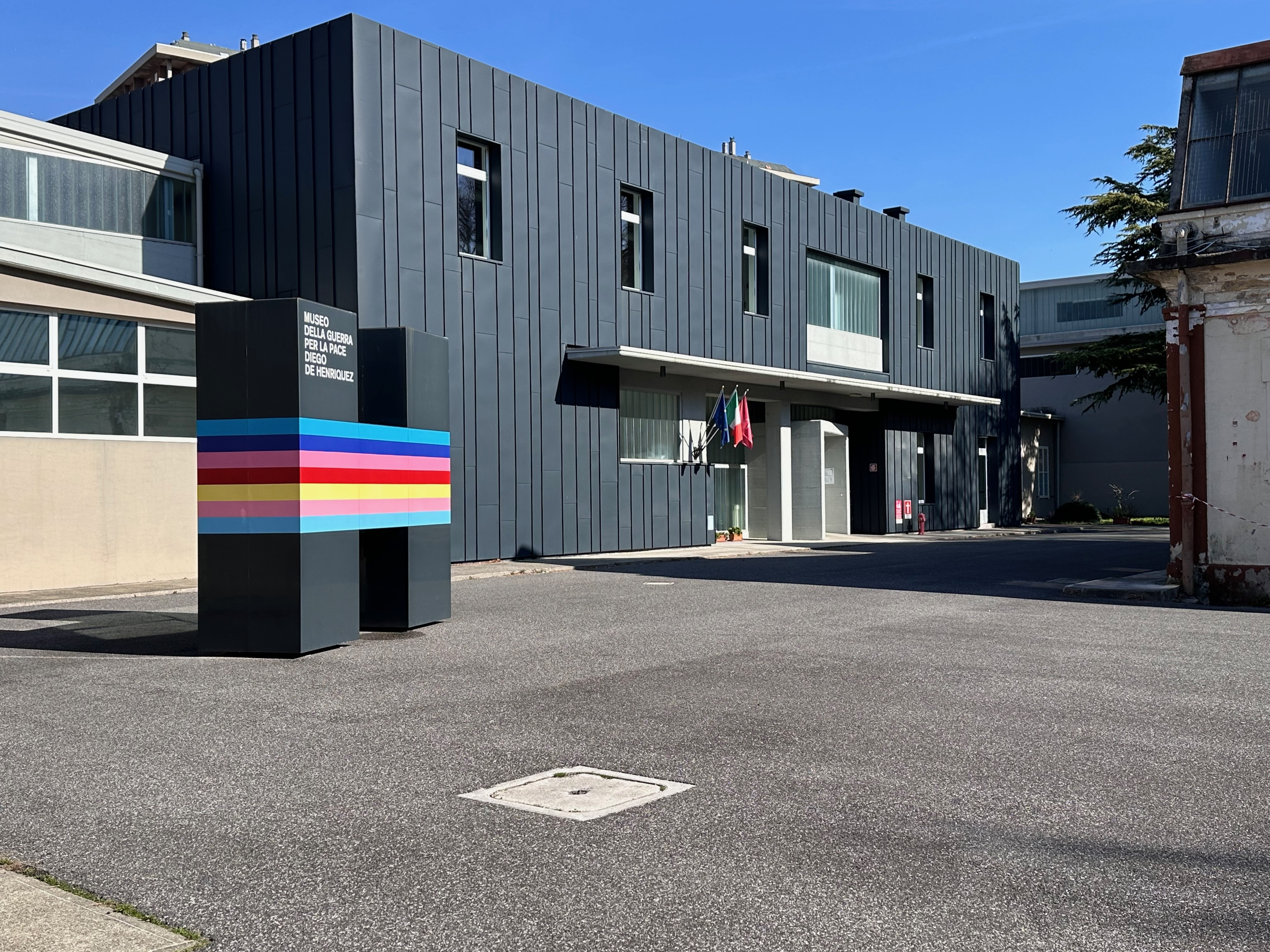
Stadtmuseum des Krieges für den Frieden „Diego de Henriquez“

- Das Städtische Theatermuseum Carlo Schmidl (Civico Museo Teatrale Carlo Schmidl) befindet sich im ersten Stock von Palazzo Gopcevich und umfasst Musikinstrumente, Opernkostüme und andere Zeugnisse musikalischen Schaffens aus dem 18. und 19. Jahrhundert.
- Das Museum der Handelskammer Triest (Museo Commerciale di Trieste) wurde 1906 eingerichtet und 2005 wiedereröffnet. Es befindet sich im zweiten Stock des Palazzo Dreher und umfasst die Geschichte des Hafens und des Handels in Triest seit 1755.
- Das Städtische Altertumsmuseum J. J. Winckelmann (Museo Civico d'Antichità J. J. Winckelmann) ist nach dem deutschen Archäologen benannt, der 1768 in Triest ermordet wurde. Es werden regionale Funde aus prähistorischen Epochen oder aus der Römerzeit gezeigt. Daneben gibt es Sammlungen mit antiken ägyptischen, zypriotischen, griechischen und etruskischen Objekten. Im sogenannten Orto Lapidario können u. a. antike Inschriften, Skulpturen und ein Winckelmann-Denkmal besichtigt werden.[98]

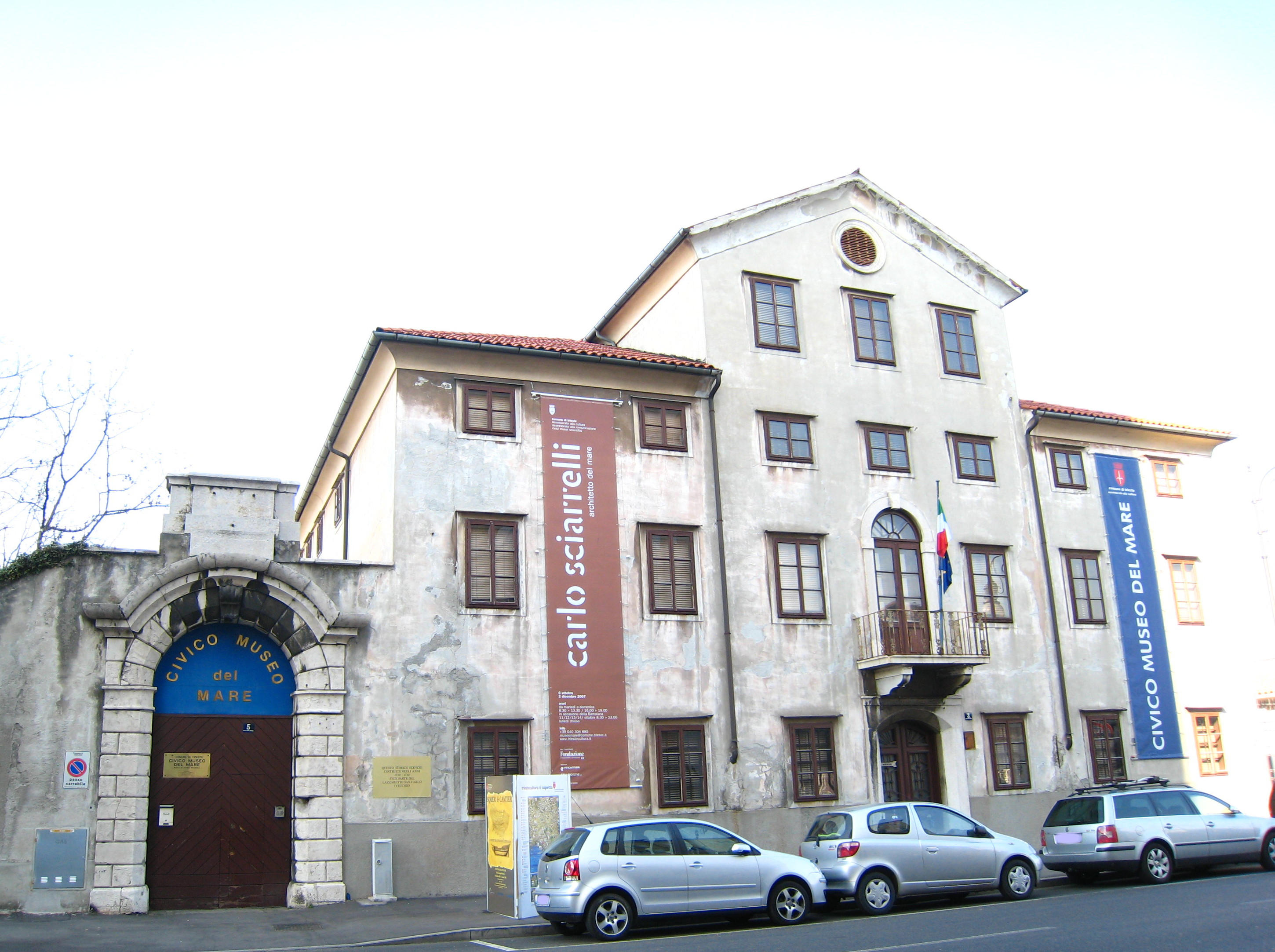
Meeresmuseum (Museo del mare)

Zu den naturwissenschaftlich-technischen Museen zählen:
- Das Meeresmuseum (Museo del Mare) wurde 1904 gegründet und zeigt die Geschichte der Schifffahrt und verschiedene Formen des Fischfangs in der Adria. An Ereignisse in Triest wie die Testfahrt des ersten Schiffspropellers von Josef Ressel und an den Nobelpreisträger für Physik Guglielmo Marconi wird unter anderem erinnert.
- Das Städtische Museum für Naturgeschichte (Civico Museo di Storia Naturale) wurde 1846 ins Leben gerufen und umfasst eine Sammlung mit Exemplaren aus Zoologie, Mineralogie, Botanik, Geologie und Paläontologie. Von Bedeutung ist die paläontologische Sammlung aus dem Karst mit Fossilienresten eines 75 Millionen Jahre alten fleischfressenden Dinosauriers aus Villaggio del Pescatore (Duino-Aurisina).
- Das Eisenbahnmuseum Trieste Campo Marzio (Museo Ferroviario di Trieste Campo Marzio) wurde 1984 im Bahnhofsgebäude der ehemaligen k&k Staatsbahn eröffnet und zeigt Lokomotiven, Waggons und Material zur Geschichte der Triestiner Eisenbahn und der Linie Wien-Triest.
- Das Mitteleuropäische Post- und Telegrafenmuseum im Postgebäude umfasst Dokumente und Einrichtungen der österreichischen und italienischen Postgeschichte.

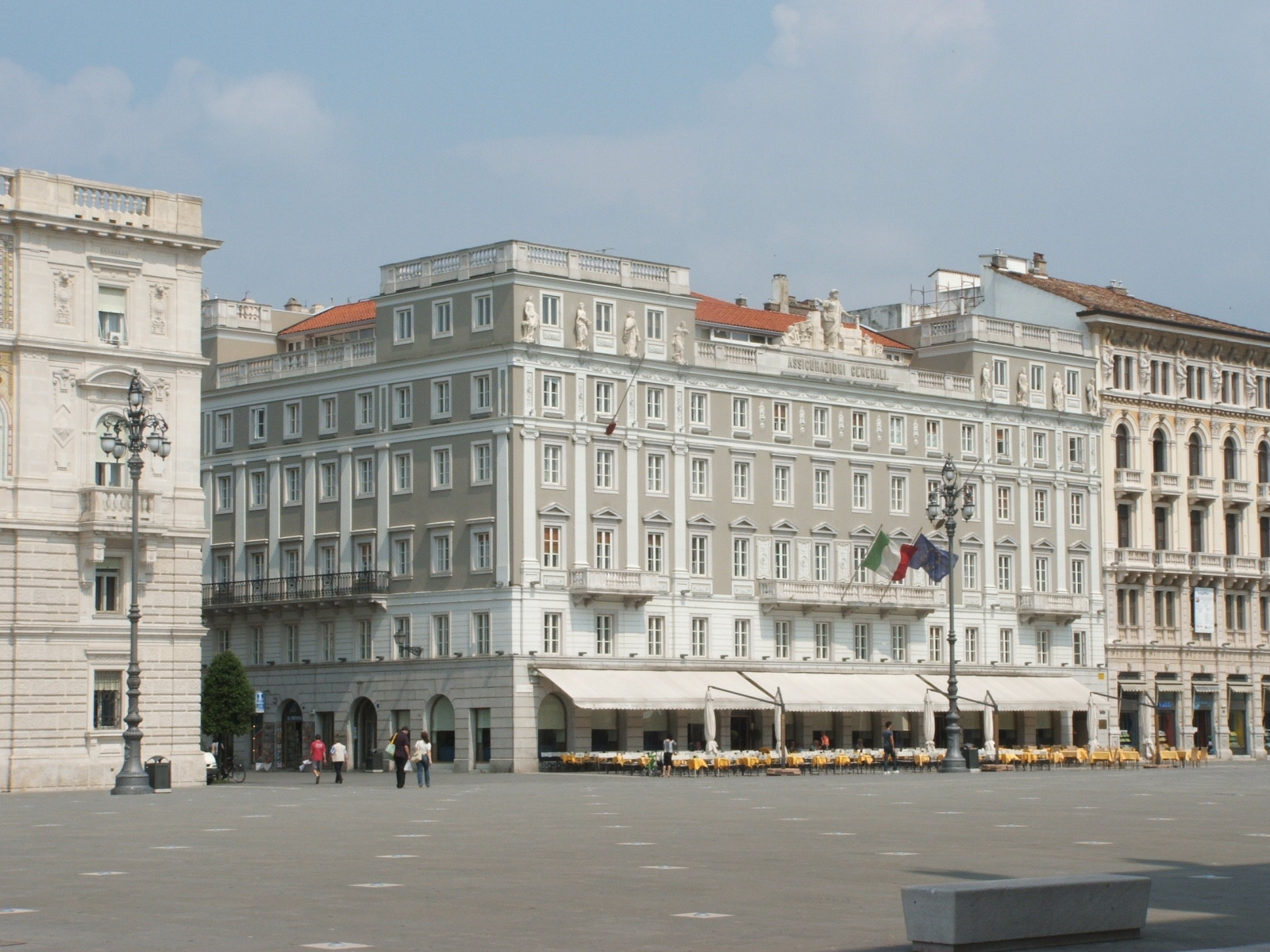
Caffè degli Specchi an der Piazza dell’Unità d’Italia

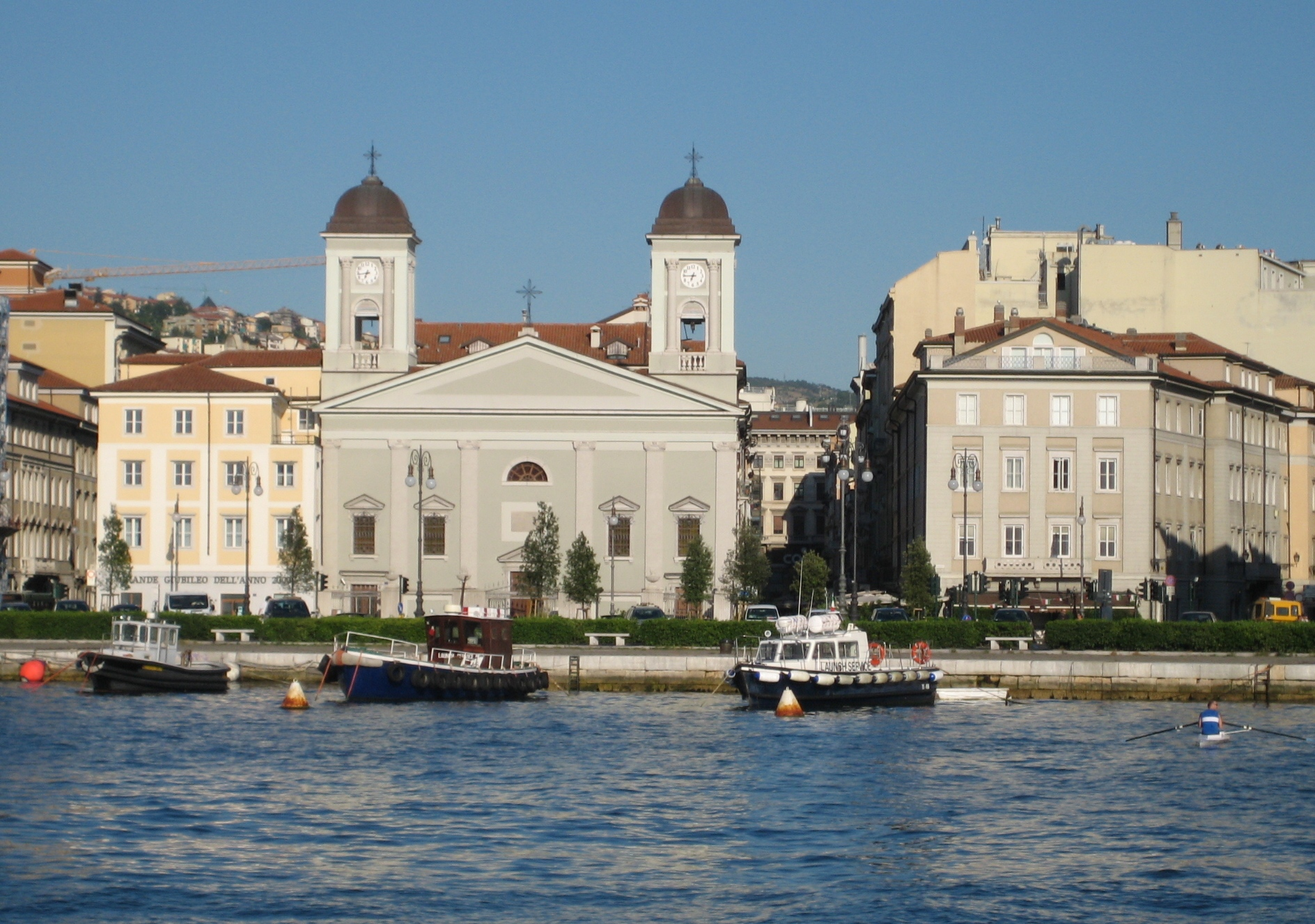
Caffè Tommaseo neben der griechisch-orthodoxen Kirche San Nicolò dei Greci

### Kaffeehäuser
Unter venezianischem Einfluss entstanden in Triest seit dem 'settecento' traditionsreiche Kaffeehäuser. Die älteste urkundliche Erwähnung findet sich 1768 für das Kaffeehaus des Benedetto Capano in der heutigen Via San Nicolò. In späteren Jahrhunderten nahm diese alte Tradition auch habsburgische Einflüsse auf, insbesondere in der Innenraumgestaltung.
Heutzutage kann man noch Kaffeehäuser aus dem 19. Jahrhundert besuchen:
- Das Caffè Tommaseo am Lungomare ist seit 1830 in Betrieb und zählt damit zu den ältesten in ganz Italien. Ursprünglich nach seinem Inhaber Tomaso Marcato Caffè Tomaso genannt, wurde der Name des Kaffeehauses 1848 zu Ehren des dalmatischen Schriftstellers Niccolò Tommaseo umbenannt.
- In einem der Prachtbauten an der Piazza dell’Unità d’Italia, der Casa Stratti, befindet sich das Caffè degli Specchi (Spiegel-Café), das bekannteste Kaffeehaus Triests, das 1839 von dem Griechen Nicolò Priovolo eröffnet wurde. In ihm verkehrten Schriftsteller wie Rainer Maria Rilke, Franz Kafka und James Joyce. Im Oktober 2011 wurde das Caffe kurzfristig wegen finanzieller Probleme des Eigentümers Andrea Sessa geschlossen.[99] Daraufhin sperrte es mit neuem Pächter der Firma Peratoner aus Pordenone wieder auf, wobei wirtschaftliche Probleme weiterbestehen, da die jährliche Pacht € 150.000 (Hauseigentümer Assicurazioni Generali) ausmacht und die Umsätze zu gering sein sollen.[100]
- In der Via Cesare Battisti befindet sich das Jugendstilcafé Antico Caffè San Marco, das 1914 eröffnet wurde.

Viele weltweit gegründeten Kaffeehäuser hatten die Triestiner Kaffeehäuser als Vorbild. So war das Caffe Trieste in San Francisco die erste Espressobar an der amerikanischen Westküste, gegründet 1956 durch die aus Rovigno südlich von Triest stammende Familie Giotta.

### Strand

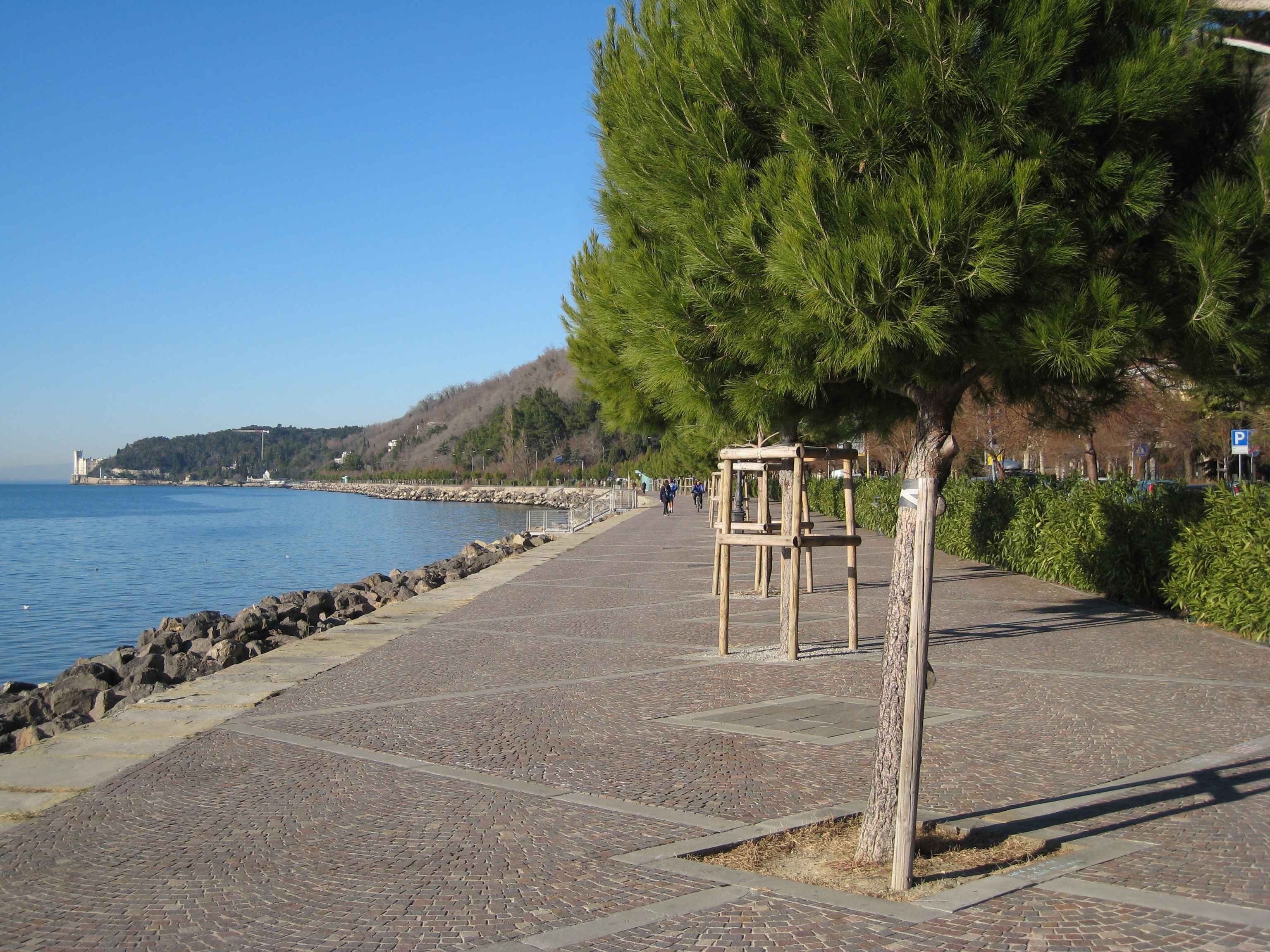
Der Lungomare von Barcola mit Schloss Miramare im Hintergrund

Ein Großteil von Triest liegt direkt am Meer und wird als Hafengebiet genutzt. Trotzdem besteht die Möglichkeit, im Stadtzentrum im Meer zu schwimmen, wie in den Badeeinrichtungen beim alten Leuchtturm Lanterna. Bekannt sind die zehn halbkreisförmigen Einheiten am Ufer, die aus einer Aussichtsplattform, sanitären Einrichtungen und Umkleidekabinen bestehen und im Volksmund als Topolini bezeichnet werden.
Im Bereich der Badeanstalt Excelsior, die sich auf einer historischen Sandbank befindet, gab es in der Antike elegante römische Villen und deren Sport- und Badeeinrichtungen. Bereits im 19. Jahrhundert gab es in diesem Bereich zahlreiche Restaurants und Cafés mit schattigen Weinlauben für die Ausflugsgäste. Es gibt immer wieder grundlegende Überlegungen, den kilometerlangen ursprünglichen Sandstrand wie vor dem Bau der aktuellen Straße wieder zu errichten.
Im Fischerdorf Barcola gibt es einige der wenigen Häuser und Restaurants in Triest, die direkt am Meer liegen. Ein kleiner Badekomplex befindet sich direkt neben dem Schloss Miramare. Weiter in Richtung Grignano und Duino gibt es zahlreiche Buchten und Naturstrände. Aufgrund der Meeresströmungen an der Adria ist das Wasser in der Gegend von Triest sauber und nicht durch Schwebstoffe aus Flüssen verschmutzt.

## Bildung und Forschung
Neben italienischen Schulen gibt es als internationale englischsprachige Alternativen die International School of Trieste, die European School of Trieste und das United World College of the Adriatic, die MIB School of Management Trieste und die auch slowenischsprachige Einrichtung Liceo scientifico statale „France Prešeren“.
Triest ist Sitz zahlreicher internationaler Forschungseinrichtungen und hat laut Erhebungen aus dem Jahr 2005 in Europa die höchste Anzahl von Forschern entsprechend der Einwohner, nämlich 37,1 ‰. Viele der Forschungseinrichtungen sind Teil des Sistema Trieste und in internationalen Partnerschaften (CEI University Network, E-Eric etc.) verankert. Die Förderungen der Triestiner Forschung erfolgen international (u. a. durch die UNESCO oder die IAEA), europäisch (z. B. im Rahmen des European Research Area ERA oder des Europäischen Rahmenprogramms), national (u. a. PRIN 2007 und überprüft durch CIVR), durch die Region Friaul-Julisch Venetien, die Provinz Triest und die Stadt Triest. Die Forschung ist Teil europäischer Netzwerke wie zum Beispiel des Adria-Danubio Consortiums for the Corridor V, der Virtual University of Adriatic-Ionian Basin UNIADRION, der AlpeAdria University Initiative ALADIN und des Alpe-Adria Cooperative E-learning Space. Im September wird jährlich die Wissenschafts- bzw. Zukunftstechnologiemesse „Trieste Next – European Science Forum“ veranstaltet. Die Stadt Triest versucht unter der Bezeichnung „Trieste Città della Conoscenza – Trieste City of Knowledge“ viele Aktivitäten zur Forschungsförderung zu bündeln.
Die Central European Initiative (in deutscher Amtssprache: Zentraleuropäische Initiative), eine informelle Kooperation von Staaten Mitteleuropas auf den Gebieten Kultur, Technik und Naturwissenschaften, hat ihren Sitz in Triest.
Triest ist eine wichtige Universitätsstadt mit einer sehr hohen Anzahl von Studenten (über 25.000 und davon ein hoher Anteil von internationalen Studenten) im Vergleich zur Bevölkerung. Infolge der Verknüpfung von Forschung, Wirtschaft und Förderung gibt es in Triest eine wachsende Anzahl von Spin-off-Unternehmen (Partnerschaften in die Produktionswelt bestehen u. a. mit den Firmen Cimolai, Danieli, Eni, Fincantieri, Generali, Illy, Mitsubishi, Vodafone) und anteilmäßig die höchste Anzahl von Start-up-Unternehmen in Italien, wobei die Stadt auch als Italiens Silicon Valley bezeichnet wird.
An Forschungs- und Bildungseinrichtungen herauszuheben sind:
- Das traditionsreiche Gymnasium Dante Alighieri
- Universität Triest (Università degli Studi di Trieste), gegründet 1924
- Internationales Zentrum für Theoretische Physik, gegründet 1964 von dem Physik-Nobelpreisträger Abdus Salam, unter der Schirmherrschaft der UNESCO und der IAEA
- Scuola Internazionale Superiore di Studi Avanzati (Internationale Hochschule für fortgeschrittene Forschung – SISSA), eine internationale Forschungseinrichtung in den Bereichen Physik, Mathematik und Neurowissenschaft
- ICS UNIDO Centre for Science and High Technology
- Geophysikalisches Institut Triest (Istituto Nazionale di Oceanografia e di Geofisica Sperimentale, OGS), aus der 1841 gegründeten Triestiner Wetterwarte hervorgegangen
- Osservatorio Astronomico di Trieste (OAT, INAF-Trieste)
- International Centre for Genetic Engineering and Biotechnology
- Carso Center for Advanced Research in Space Optics
- AREA Science Park, größter italienischer technologisch – wissenschaftlicher Park von internationaler Bedeutung mit öffentlichen und privaten Gesellschaften bzw. Laboratorien in u. a. den Bereichen Biotechnologie, Physik, Nanotechnologie, Informatik, Umwelttechnik und Medizin, wobei der Park regionale Filialen für zum Beispiel Nautik und Schiffsbau betreibt. Der Technologiepark (Stand 2010: 88 Unternehmen und 2600 Beschäftigte) beinhaltet auch den Forschungskomplex Elettra Sincrotrone Trieste, dessen erster Präsident der Physiker und Nobelpreisträger Carlo Rubbia war. ELETTRA ist ein Elektronenbeschleuniger und zählt zu den wichtigsten Quellen für hochenergetische Photonen in Europa.[110] Teil des Laboratorium ist der Freie-Elektronen-Laser FERMI (benannt nach dem Nobelpreisträger Enrico Fermi) mit dem international bedeutende Grundlagenforschung gemacht wird.[111]
- Nationales Institut für Kernphysik (INFN)
- Laboratorium für Synchrotronlicht (Laboratorio di Luce di Sincrotrone)
- TWAS, Academy of Sciences for the Developing World, eine nichtstaatliche Akademie der Wissenschaften
- InterAcademy Panel, The Global Network of Science Academies (IAP)
- Laboratorio di Biologia Marina
- Laboratory TASC Technology and Nano Science
- Istituto di Struttura della Materia del CNR, Istituto di Cristallografia del CNR
- Fondazione Carlo e Dirce Callerio ONLUS
- Centre of Molecular Biomedicine – CBM
- Burlo Garofolo Scientific Hospital Care Institute
- Goethe-Institut Triest

### Literaturorte

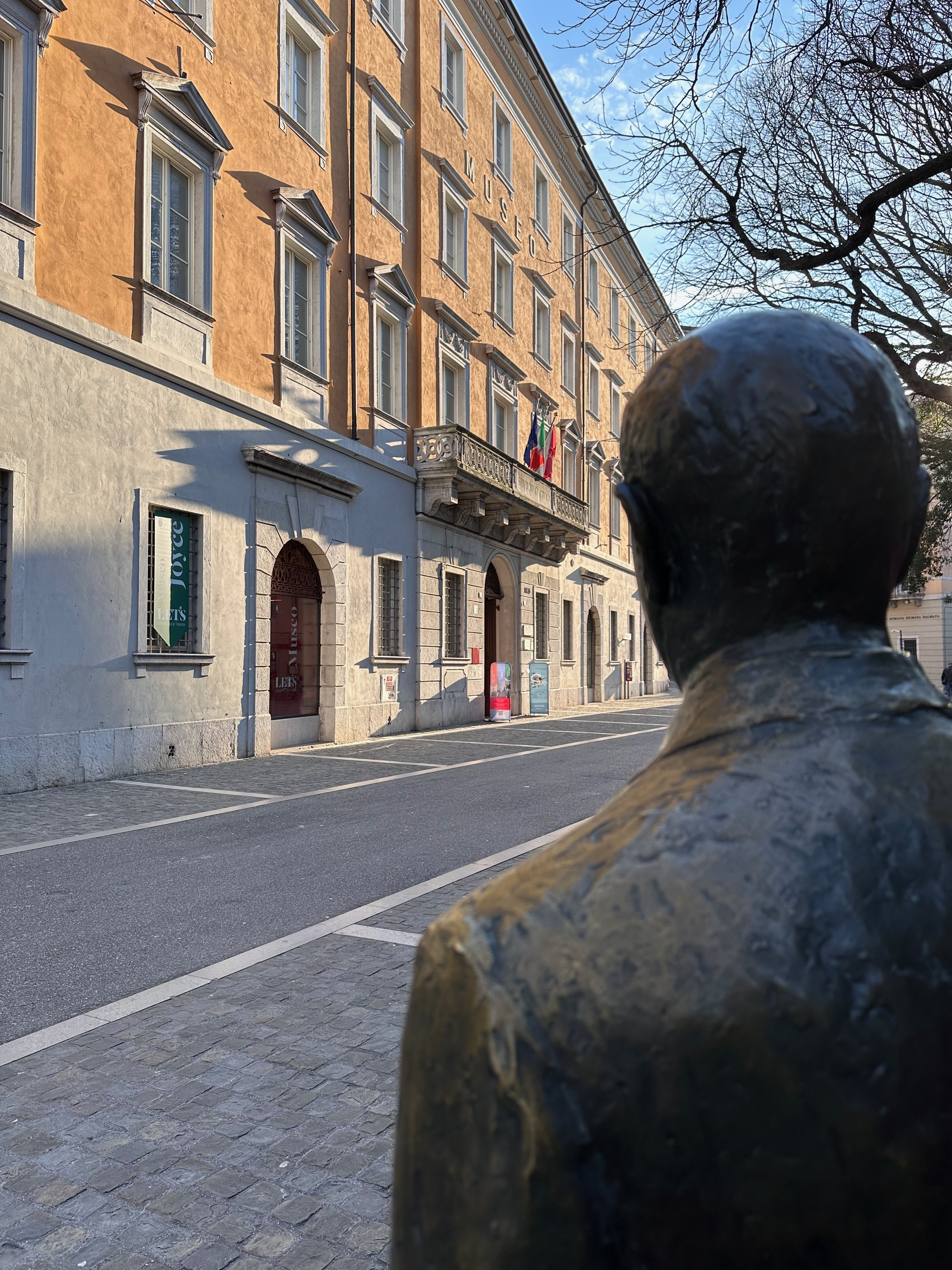
Das Literaturmuseum LETS
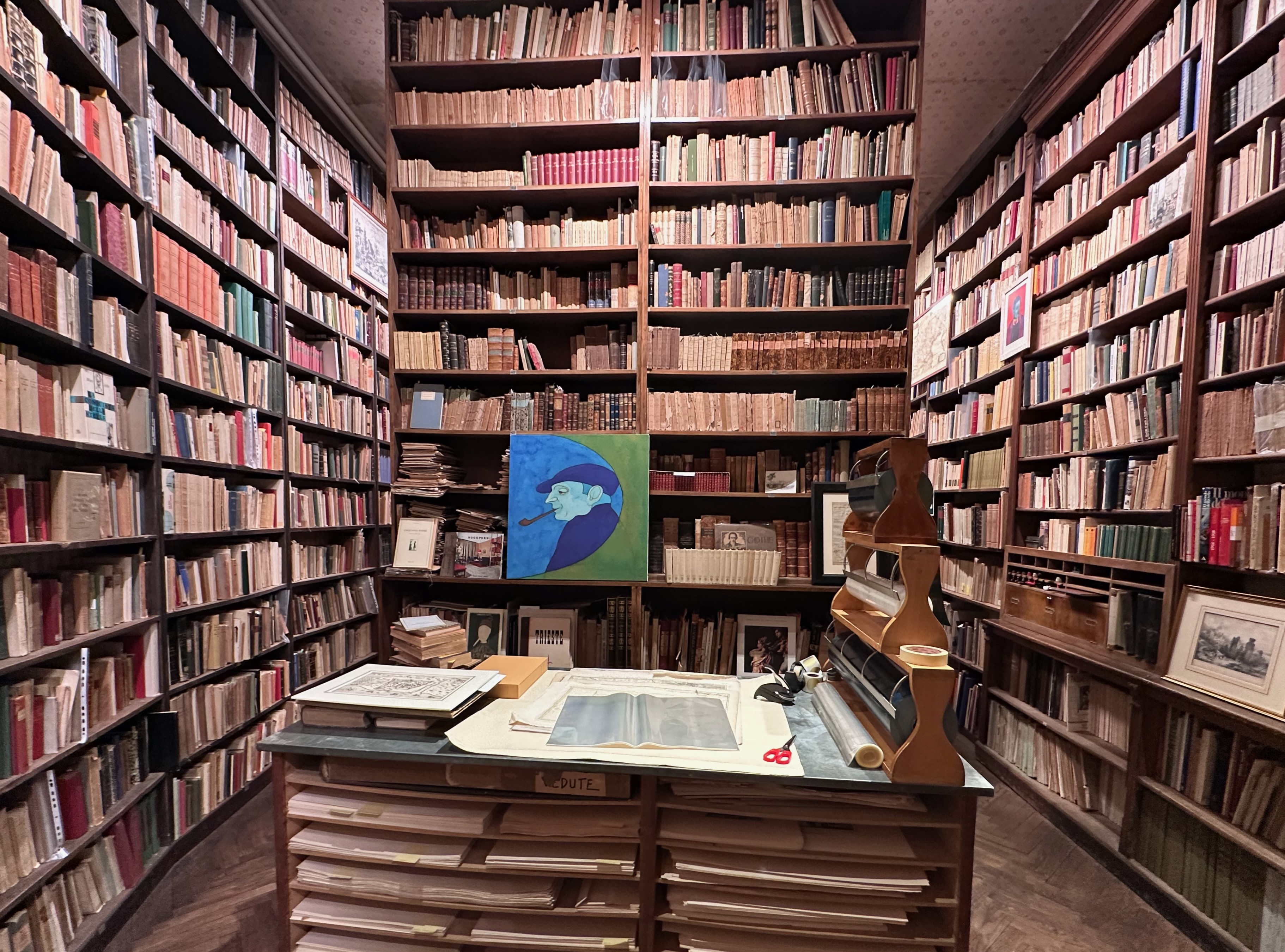
Umberto Sabas Antiquariat

### Lebensgroße Statuen in der Innenstadt

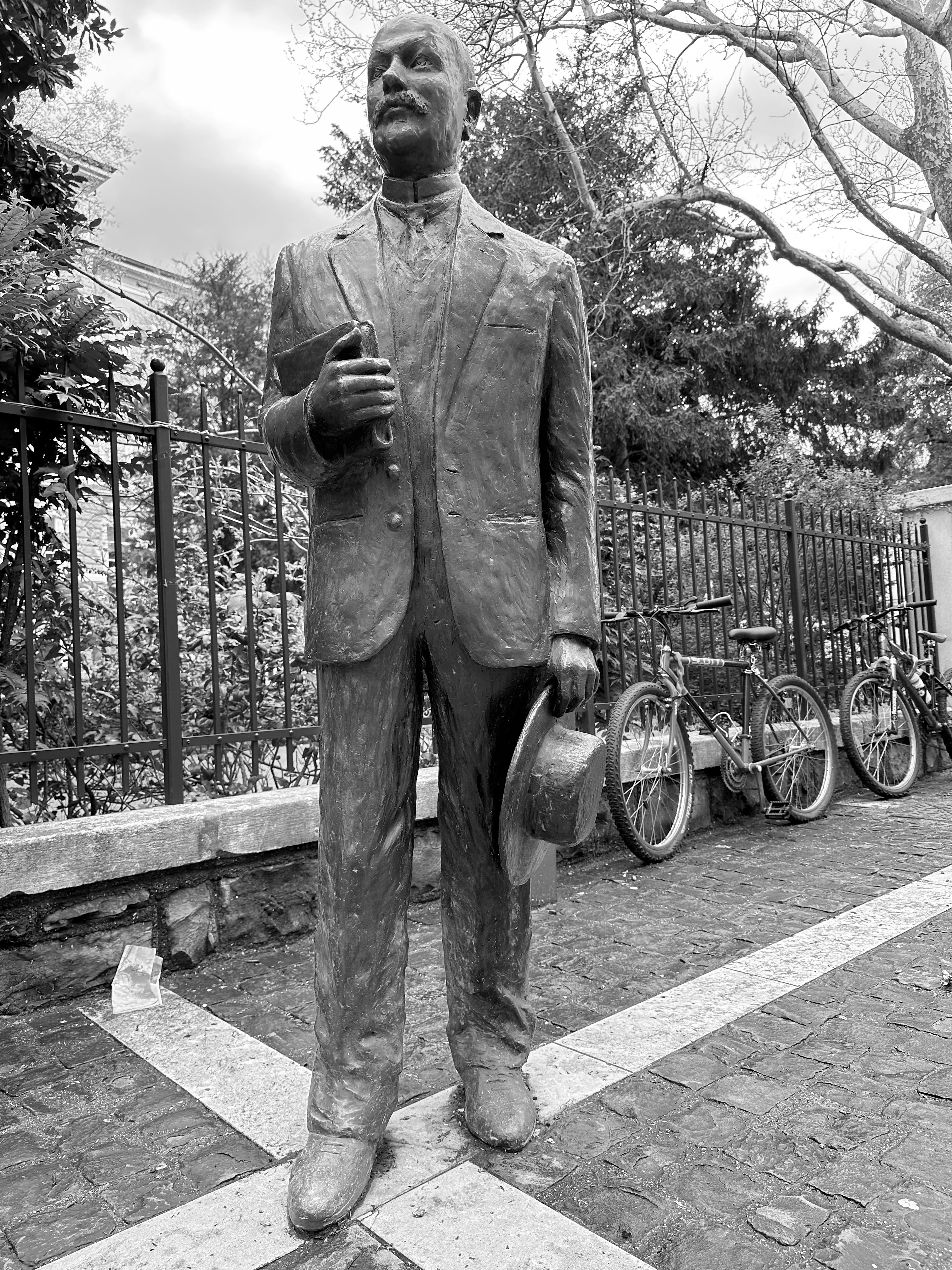
Italo Svevo, Piazza Attilio Hortis
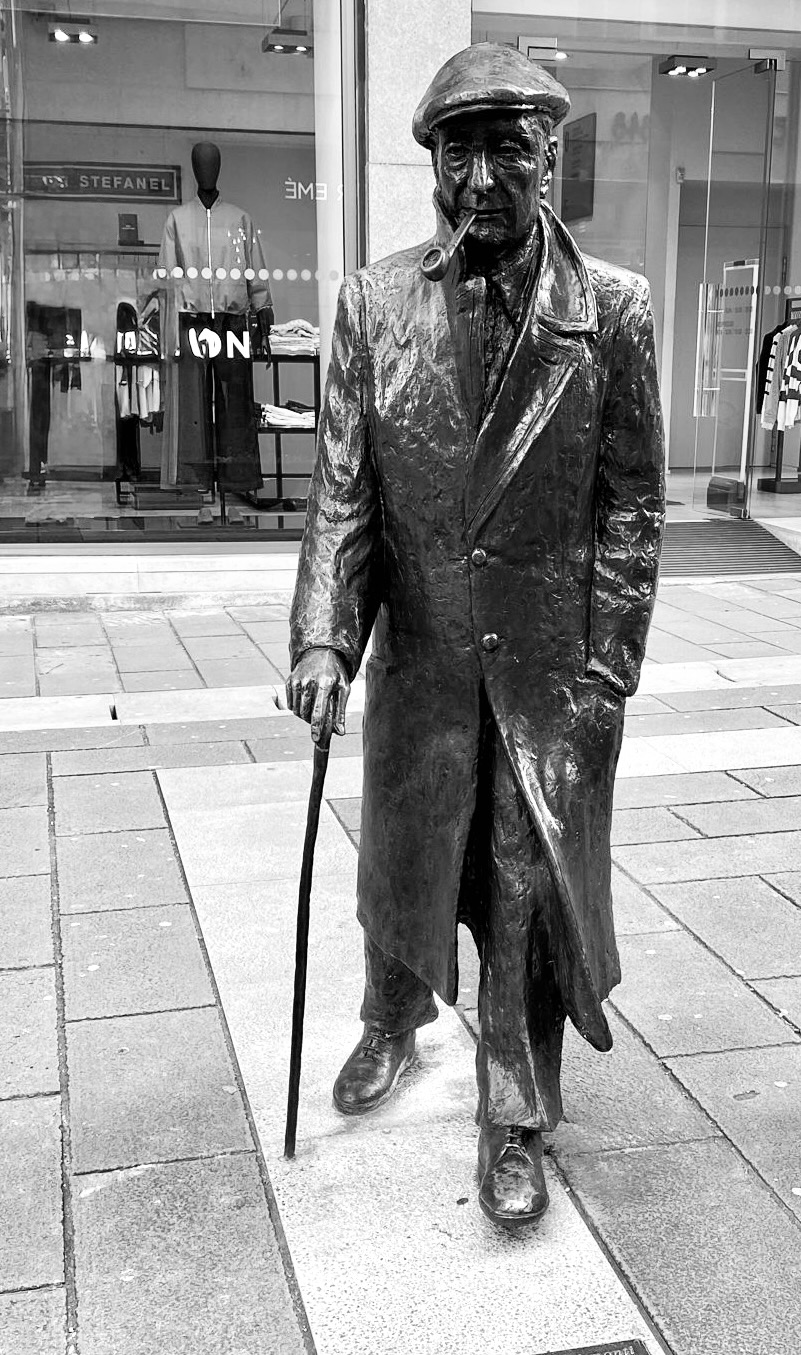
Umberto Saba, Via Dante Alighieri

## Triestiner Küche

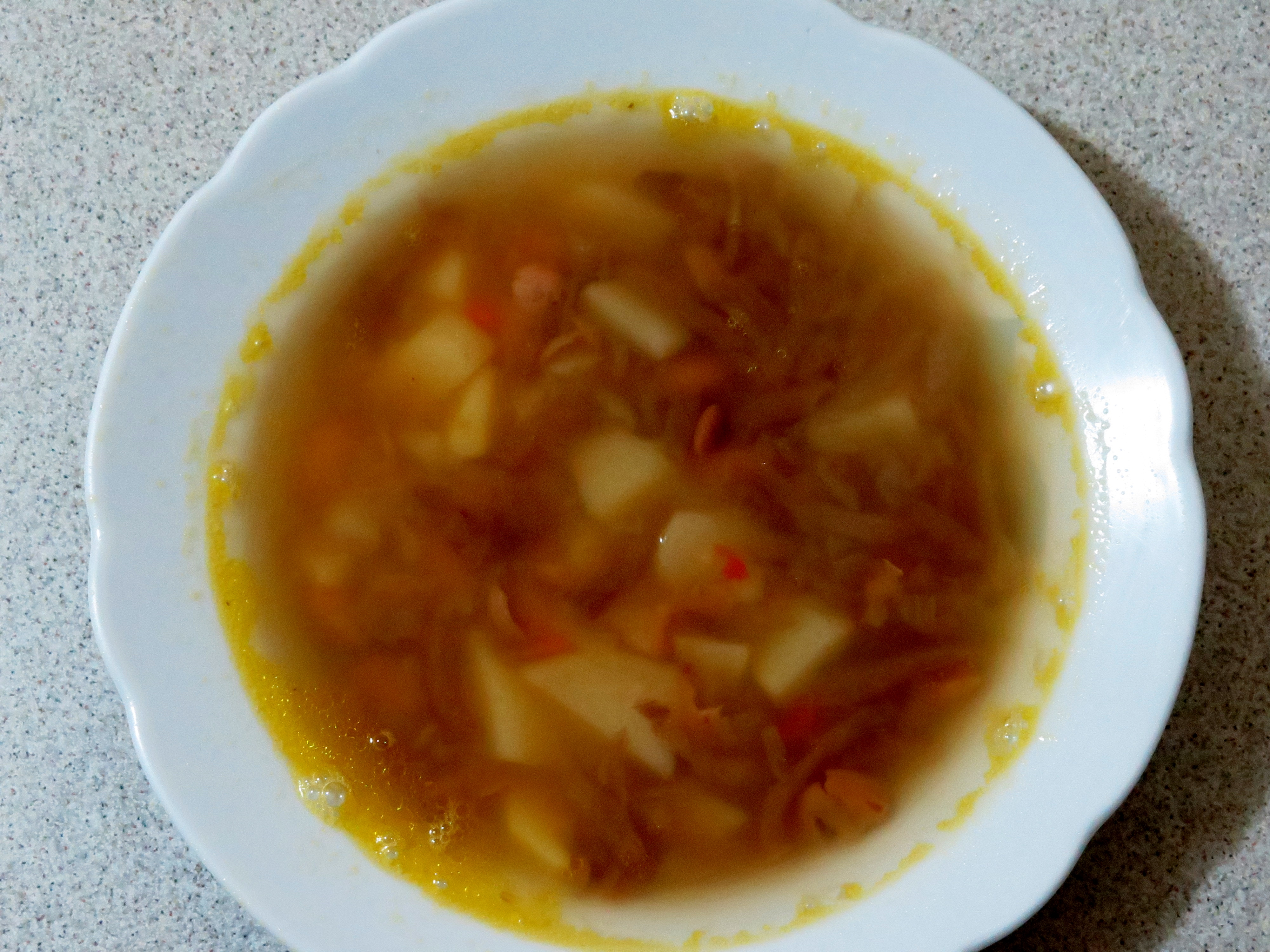
„Jota“, eintopfartige Suppe, typisch in Triest

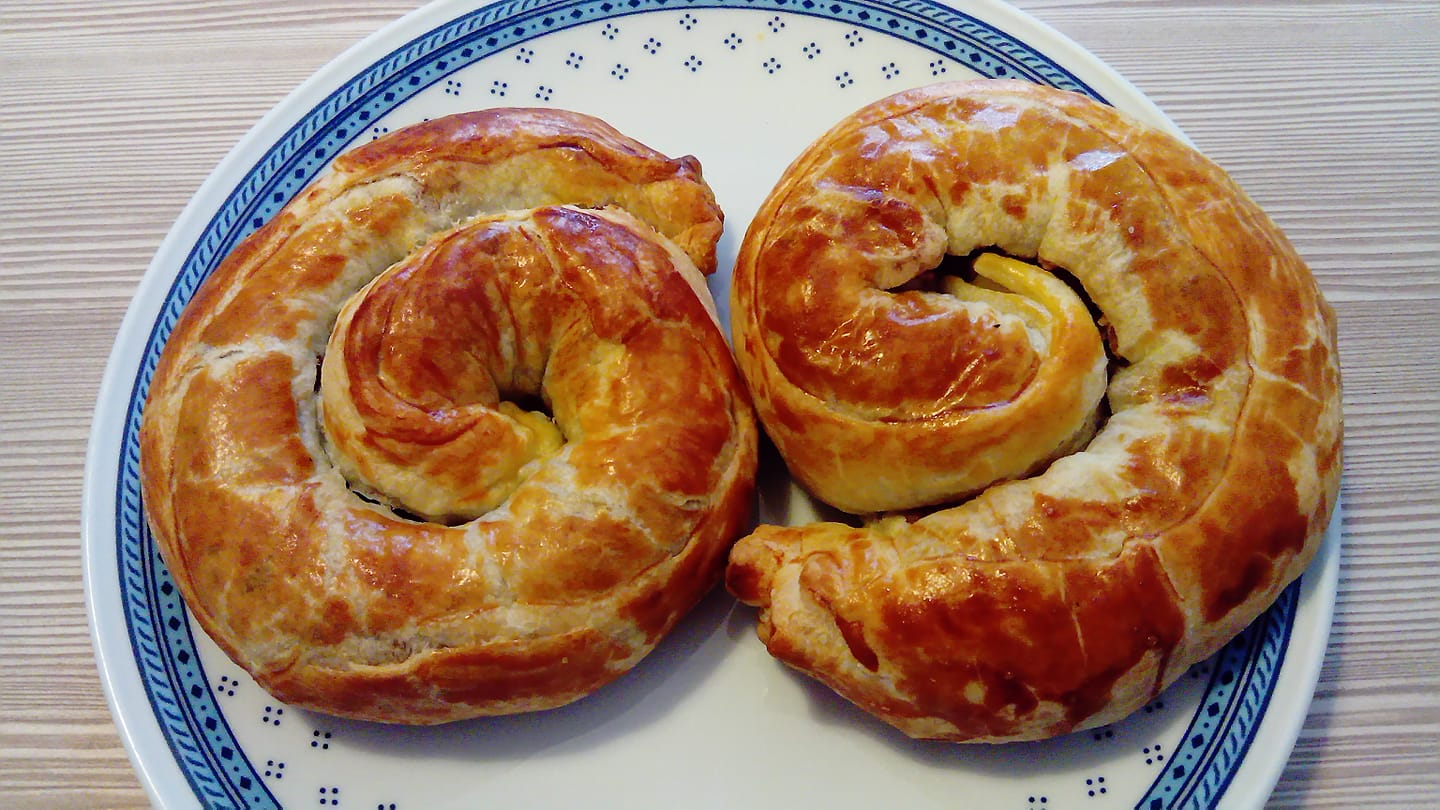
Zwei Presnitz, spiralig gerolltes Blätterteiggebäck

## Nach Triest benannte Orte oder Straßen

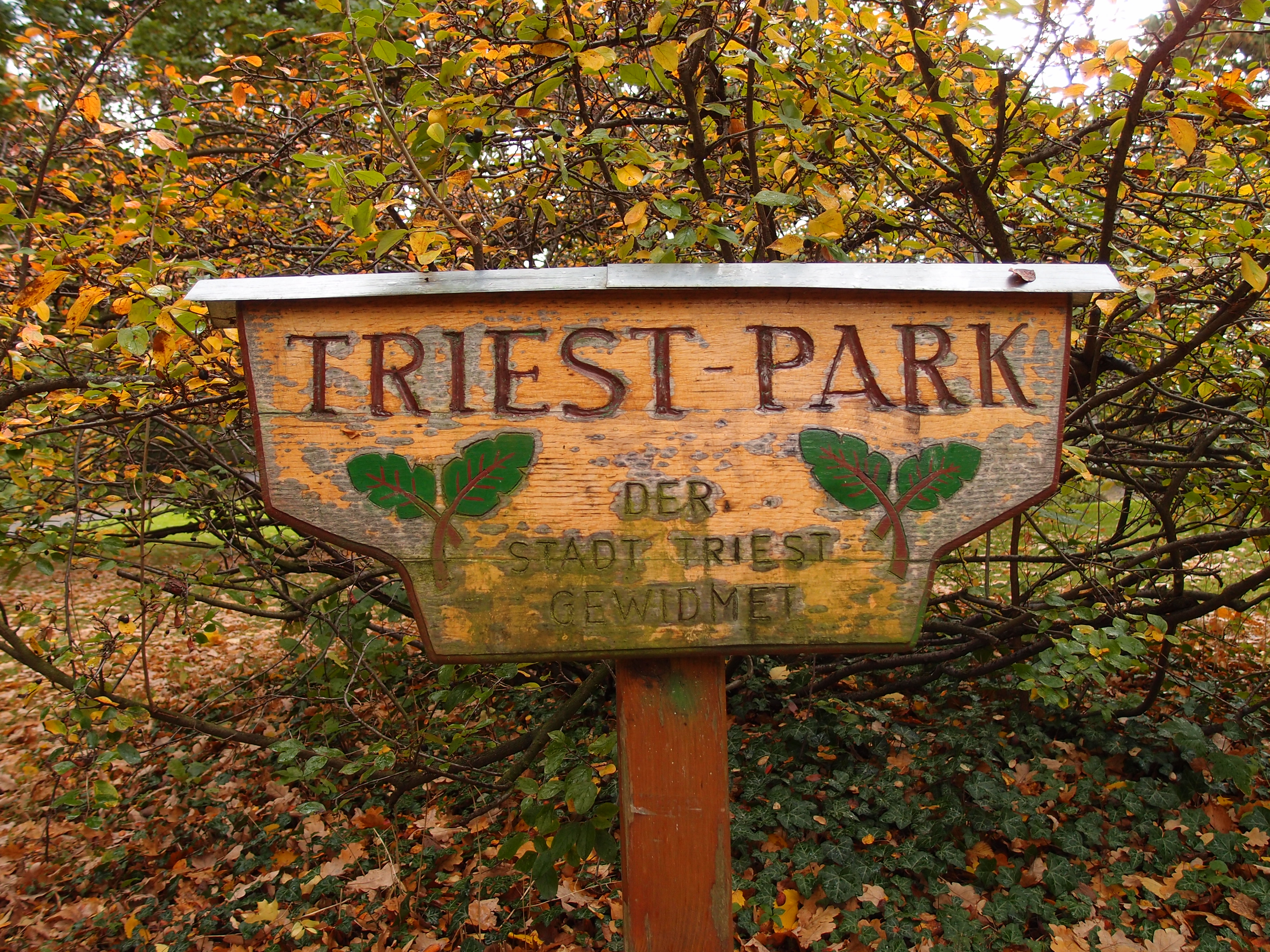
Triest-Park in Berlin